# Novak Djokovic
Novak Djokovic (en alphabet cyrillique serbe : Новак Ђоковић, prononcé /ˈnɔ.vaːk ˈd͡ʑɔː.kɔ.vit͡ɕ/ ; en alphabet Gaj : Novak Đoković ), né le 22 mai 1987 à Belgrade (Yougoslavie, actuelle Serbie), est un joueur de tennis serbe, professionnel depuis 2003.
Il est considéré, avec Rafael Nadal et Roger Federer, comme l'un des meilleurs joueurs de tennis de tous les temps,,,,. Vainqueur de tous les tournois du Grand Chelem au moins trois fois, de tous les Masters 1000 au moins deux fois, du Masters et de l'or olympique, Novak Djokovic possède le palmarès le plus complet de l'ère Open.
Djokovic a remporté 24 titres du Grand Chelem en simple, ce qui constitue le record, hommes et femmes confondus, à égalité avec Margaret Smith Court. Il est le cinquième joueur de l'ère Open à réaliser un « Grand Chelem en carrière » (Open d'Australie, Roland-Garros, Wimbledon, US Open) en simple, après Rod Laver, Andre Agassi, Roger Federer et Rafael Nadal. Il est par ailleurs le plus titré à l'Open d'Australie avec dix trophées. En remportant l'US Open en septembre 2023, il devient le vainqueur le plus âgé de ce tournoi à 36 ans, 3 mois et 19 jours. Lors des Jeux olympiques de 2024, il ajoute la médaille d'or à son palmarès, réalisant le Grand Chelem doré en carrière en simple à l'instar d'Andre Agassi, Rafael Nadal et Serena Williams.
Djokovic détient le record de titres au Masters (sept titres) et est le joueur le plus âgé à avoir remporté ce tournoi. Il détient aussi le record dans la catégorie Masters 1000 avec 40 titres, faisant de lui le seul joueur de l'histoire du tennis à avoir remporté les neuf différents tournois de cette catégorie en simple, ce qui est appelé « Masters d'or », les remportant même par deux fois. Représentant la Serbie, il remporte également la médaille de bronze aux Jeux olympiques en 2008, la Coupe Davis avec l'équipe de Serbie en 2010 et la première édition de l'ATP Cup avec la Serbie en 2020.
Il atteint la première place mondiale au classement ATP pour la première fois en 2011 et termine à cette position au terme de huit saisons, un record, hommes et femmes confondus, qu'il partage avec Steffi Graf. Il détient le record du nombre de semaines passées en tant que numéro 1 mondial, hommes et femmes confondus. Il possède également le record du nombre de points ATP atteint par un joueur en simple (16 950 points le 6 juin 2016) et le record de points en fin d'année (16 585 points en 2015).
Djokovic a été élu joueur de l'année ATP à huit reprises et champion du monde de tennis également huit fois. Son jeu complet, sa longévité et son immense palmarès en font l'un des plus grands athlètes de l'histoire du tennis et du sport.

## Biographie
Fils des skieurs serbes Srđan et Dijana Djoković, reconvertis dans la restauration, Novak Djoković commence à jouer au tennis à l'âge de cinq ans. Ses deux frères, Marko et Đorđe, nés en 1991 et en 1994, ont également pour ambition de devenir joueurs de tennis professionnels ; Marko joue d'ailleurs parfois en double avec lui.

### Vie privée

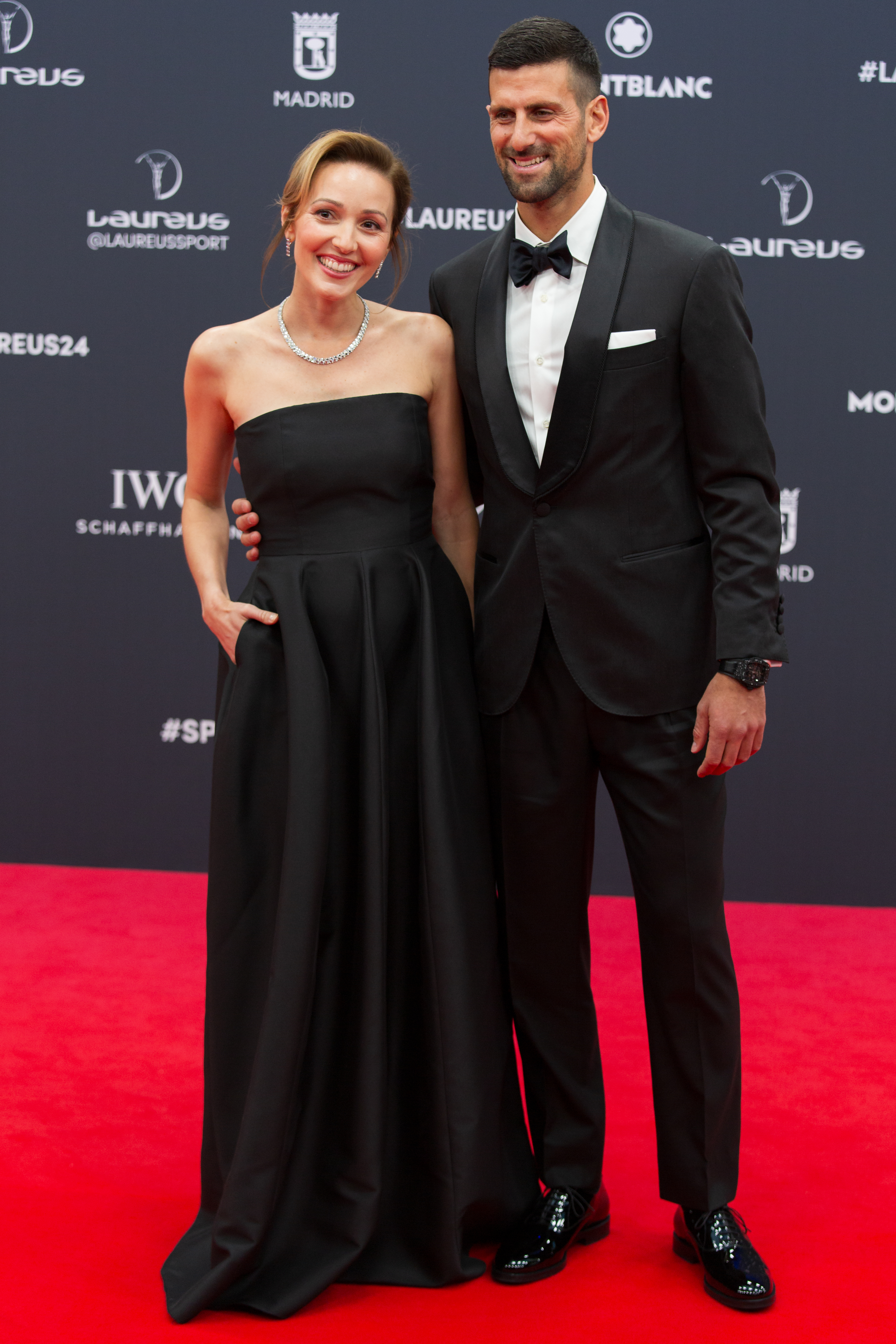
Novak Djokovic et son épouse Jelena sur le tapis rouge lors de la des Laureus World Sports Awards (avril 2024).

En plus de sa langue maternelle (le serbe), Novak Djokovic parle couramment anglais et italien ; lors des tournois, il peut aussi s'exprimer en allemand, français ou espagnol.
Novak et Jelena Djokovic ont deux enfants : un fils, Stefan, né en octobre 2014 et une fille, Tara, née en septembre 2017. Le jeune Stefan est souvent présent lors des matchs de son père et ne cesse de l'encourager : cela représente énormément pour Novak Djokovic qui confie être heureux de pouvoir gagner devant ses enfants maintenant qu'ils sont en mesure de comprendre ce jeu[réf. souhaitée].

## Carrière

### 1993-2004: origine et parcours junior

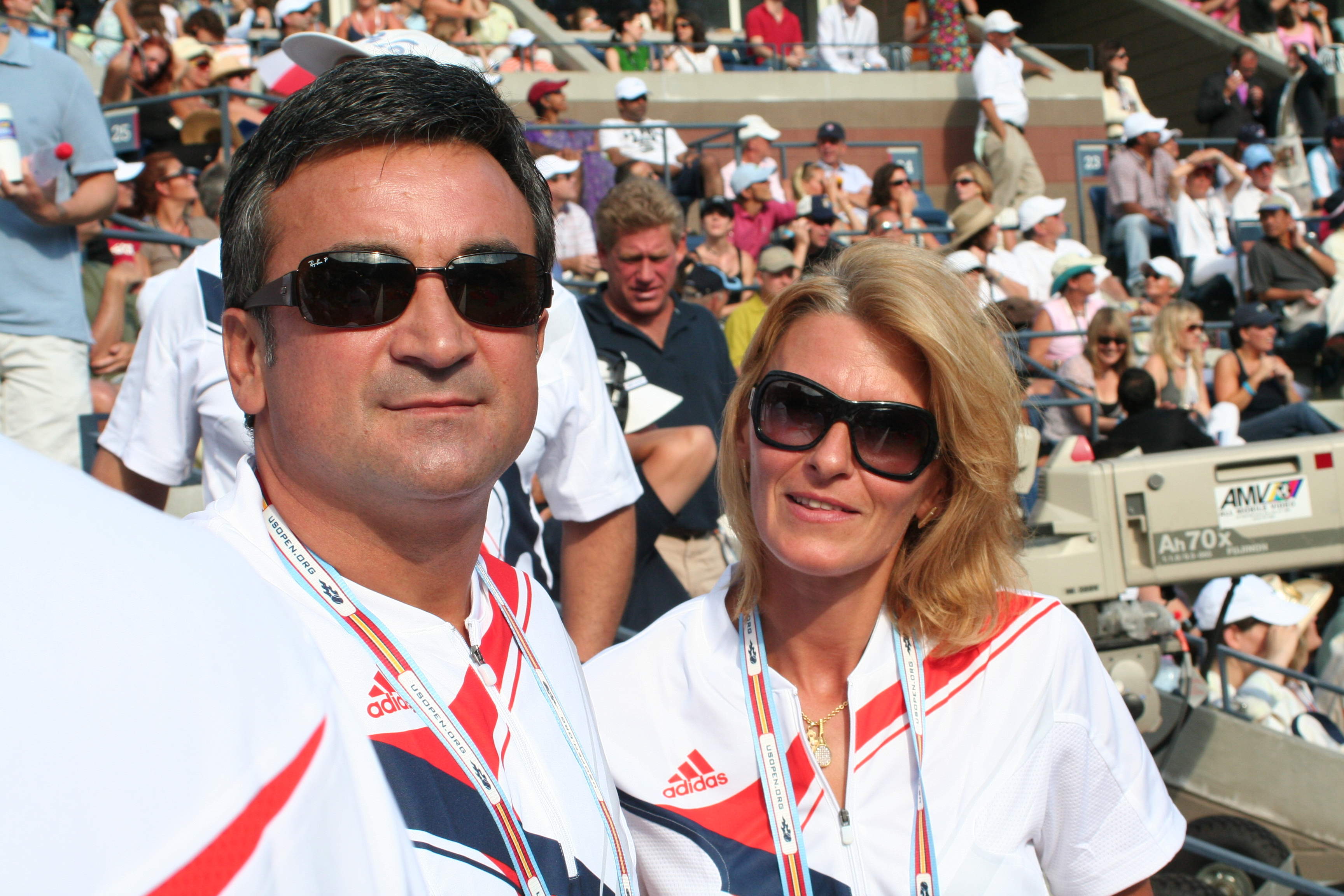
Les parents de Novak Djokovic, Srđan et Dijana.

Lorsque les parents de Novak Djokovic s’installent à Kopaonik, il n'y a pas de terrain de tennis près de leur restaurant. Cependant, vers la fin des années 1980, alors que le petit Novak commence à faire ses premiers pas, juste en face du restaurant familial, se construisent trois terrains de tennis (ces terrains ont été détruits par l'Otan en 1999 lors de l'opération Force alliée).
Jelena Genčić, qui avait déjà découvert Monica Seles et Goran Ivanišević, ouvre pendant l'été 1993 un camp de tennis. Novak, alors âgé de six ans, passe sa matinée à regarder les échanges. Jelena le remarque, et lui propose de venir se former « dans la discipline ». Le lendemain matin, le petit Djokovic rejoint Jelena, mais pas seulement avec sa raquette : il a aussi un gros sac avec ses affaires pliées à l'intérieur, une bouteille d'eau et une banane, « comme un professionnel ». Jelena lui demande si c'est sa mère qui lui a préparé son sac. L'enfant lui jette alors un regard noir et lui répond : « Je veux jouer au tennis ».
Elle raconte également avoir vu à Kopaonik un enfant qui, du haut de ses six ans, savait ce qu'il voulait, lui annonçant avec assurance qu'il désirait jouer et tout gagner.
Lors d'une interview à l'âge de sept ans, il souligne qu'il est fair-play et qu'il ne s'énerve jamais lorsque son adversaire gagne. Il explique également que le tennis est un devoir pour lui et non un jeu, et que son objectif ultime est de devenir le premier joueur mondial de tennis.
Après trois jours avec Novak, Jelena veut rencontrer ses parents ; elle leur dit « vous avez un enfant en or ». Les parents, d'abord réticents, sont convaincus par le sérieux de Jelena. Srđan, son père, décide alors de tout sacrifier pour donner à son fils toutes les chances de réussir. Pendant les années 1990, la Serbie est en guerre et les Djokovic n'ont que de maigres ressources. À l'âge de douze ans, Novak Djokovic rejoint l'académie de Nikola Pilić à Munich.
Il passe professionnel en 2003 à l'âge de seize ans. En 2004, il est demi-finaliste de l'Open d'Australie en junior, à la fois en simple et en double, associé à Scoville Jenkins.

### 2005-2006: débuts, premiers titres ATP
Au début de l'année 2005, Novak Djokovic est classé 188e à 17 ans.
Au début de l'année 2006, il est classé 78e à 18 ans. C'est cette année-là qu'il se fait connaître du grand public, notamment pour sa brillante performance lors du tournoi de Roland-Garros, au cours duquel il élimine trois têtes de série et parvient en quarts de finale contre Rafael Nadal mais doit abandonner en raison d'une blessure au dos après avoir perdu les deux premiers sets.
Il remporte deux tournois, à Amersfoort et Metz, et atteint la finale du tournoi d'Umag.
Il joue aussi une demi-finale au Tournoi de Zagreb et un quart de finale au Tournoi de Rotterdam, où il est battu au jeu décisif du dernier set par le futur vainqueur du tournoi Radek Štěpánek.
Ces belles performances lui permettent de terminer l'année 2006 à la 16e place mondiale à 19 ans.

### 2007-2010: la montée en puissance

#### 2007: apprentissage accéléré, première finale en Grand Chelem à l'US Open, deux premières victoires en Masters 1000
L'année 2007 commence pour lui par une victoire au Tournoi d'Adélaïde, où il s'impose en finale face à l'Australien Chris Guccione en trois sets. Il enchaîne ensuite par un huitième de finale à l'Open d'Australie perdu face à Roger Federer (6-2, 7-5, 6-3). Après une défaite au premier tour à Marseille, Novak Djokovic atteint la demi-finale à Rotterdam puis les quarts de finale de l'Open de Dubaï, où il s'incline une fois encore contre le no 1 mondial et futur vainqueur de l'épreuve Roger Federer.
Il confirme ses bonnes dispositions en mars puisqu'il parvient en finale du Masters d'Indian Wells, finale qu'il perd 6-2, 7-5 contre l'Espagnol Rafael Nadal. C'est la première fois qu'il joue une finale de Masters Series mais il réitère cette performance la semaine suivante à Miami.
Il gagne cette fois-ci le tournoi face à Guillermo Cañas (6-3, 6-2, 6-4) sans perdre un seul set de la quinzaine et en éliminant Rafael Nadal en quart de finale, obtenant ainsi sa première victoire sur l'Espagnol. Il devient alors le plus jeune vainqueur de ce tournoi et fait partie des dix-huit joueurs de moins de 20 ans à entrer dans le Top 10. Après cette victoire, il devient numéro sept mondial et déclare que son objectif est de devenir numéro un mondial.
Grâce à ses vingt-quatre victoires en trois mois, l'athlète passe à la seconde place du classement Race, à seulement quatre points de Roger Federer et à la cinquième place du classement ATP Technique.
Début mai, il gagne à Estoril contre le Français Richard Gasquet : (7-67, 0-6, 6-1).
En juin, le tournoi de Roland-Garros commence. Djokovic passe les deux premiers tours sans trop de difficultés puis remporte en cinq sets l'un des plus beaux matchs de la quinzaine face au surprenant joueur français Olivier Patience (7-62, 2-6, 3-6, 7-64, 6-3). En huitième de finale, il élimine rapidement en trois sets l'Espagnol Fernando Verdasco (6-3, 6-3, 7-61). Il s'impose ensuite contre le Russe Igor Andreev (6-3, 6-3, 6-3) grâce à de bonnes variations. Il se retrouve donc en demi-finale, la première de sa carrière en Grand Chelem, contre le grand favori de l'épreuve, Rafael Nadal. Après deux sets très disputés, le Serbe craque pour s'incliner (7-5, 6-4, 6-2) en deux heures et demie. Il obtient, lors de cette édition, le prix Bourgeon, décerné à la « révélation du circuit international, sève du tennis de demain ». Cette performance lui permet de passer de la sixième à la quatrième place mondiale.
À Wimbledon, après avoir disputé dix tie-breaks (pour huit gagnés) lors des tours précédents, notamment face à Lleyton Hewitt (7-68, 7-62, 4-6, 7-65) en 4 h 13 min et Márcos Baghdatís (7-64, 7-69, 63-7, 4-6, 7-5) en 4 h 59 min, il arrive en demi-finale où il retrouve à nouveau Rafael Nadal. Cette fois, il parvient à remporter le premier set, mais abandonne dans le troisième set à la suite de blessures, certainement occasionnées par les longs matchs disputés les jours précédents ; le score était de (6-3, 1-6, 1-4 ab.).
Au tournoi d'Umag (en Croatie sur terre battue), où Djokovic est tête de série no 1, il passe le premier tour aisément, contre l'Espagnol Pablo Andújar (158e au classement ATP), en deux sets (6-1, 6-3). Mais au deuxième tour, il se fait éliminer par son compatriote et ami serbe Viktor Troicki, alors 176e joueur mondial, en trois sets (6-2, 4-6, 5-7). Il participe également au tournoi en double avec son frère cadet, Marko Djokovic. Les deux Serbes ne passent pas l'obstacle de la paire française Mathieu Montcourt-Édouard Roger-Vasselin (5-7, 1-6).
Le 12 août, il emporte le Masters du Canada après avoir battu successivement l'Américain Andy Roddick, l'Espagnol Rafael Nadal en demi-finale sur le score de (7-5, 6-3) et, en finale, le Suisse numéro un mondial Roger Federer (7-62, 2-6, 7-62). Depuis que Rafael Nadal et Roger Federer occupent les deux premières places au classement mondial, Djokovic est le premier à les battre dans un même tournoi. Cette performance lui permet de devenir le premier joueur depuis Boris Becker en 1994 à battre trois joueurs du Top 5 mondial dans un même tournoi.
Au tournoi de Cincinnati (Ohio/États-Unis - Dur), Novak Djokovic perd face à Carlos Moyà, dès le deuxième tour (6-4, 6-1).

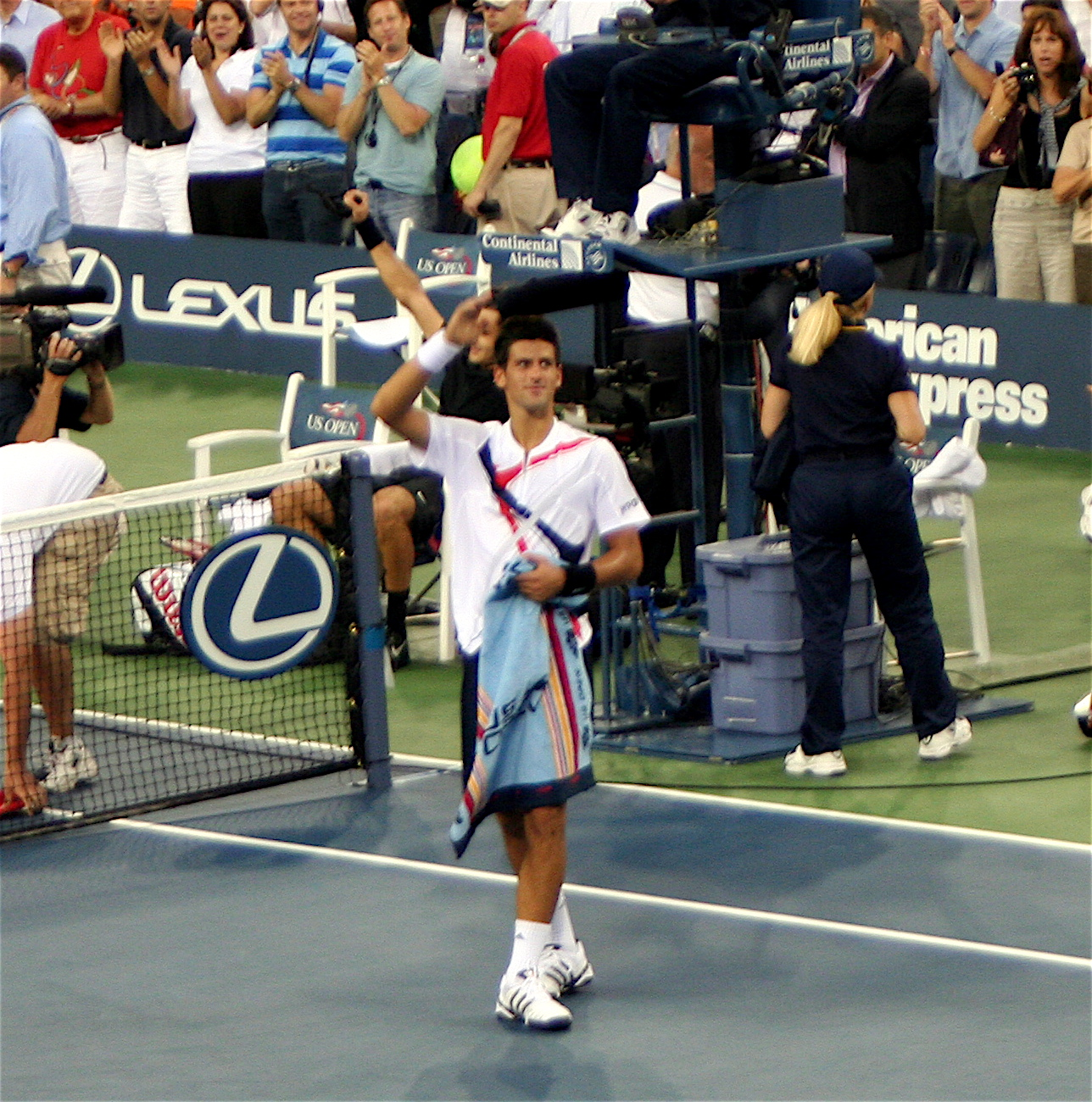
Novak Djokovic, US Open 2007.

L'US Open commence, et Djokovic passe au deuxième tour aux dépens de Robin Haase (qui remplace Mario Ančić, forfait), (6-2, 6-1, 6-3). Dans un match beaucoup plus intense face à Radek Štěpánek, il se qualifie pour les seizièmes de finale (64-7, 7-65, 5-7, 7-5, 7-62), puis se défait de l'Argentin Juan Martín del Potro en 3 sets (6-1, 6-3, 6-4) pour accéder aux huitièmes de finale. Djokovic continue son petit bonhomme de chemin, tout d'abord en accédant aux quarts de finale, grâce à une victoire sur Juan Mónaco (7-5, 7-62, 66-7, 6-1). Puis il prend sa revanche de Cincinnati en éliminant Carlos Moyà (6-4, 7-67, 6-1) pour arriver en demi-finale, où il s'impose facilement face à l'Espagnol David Ferrer (6-4, 6-4, 6-3). Il retrouve ainsi en finale le Suisse Roger Federer, 1er au classement ATP, contre lequel il échoue sur le score de (7-64, 7-62, 6-4). Cette première finale en Grand Chelem lui vaut un accueil triomphal à son retour en Serbie ; le Premier ministre Vojislav Koštunica, notamment, l'attend à l'aéroport.
Une semaine après cet exploit, Novak Djokovic et ses collègues serbes Janko Tipsarević, Nenad Zimonjić et Viktor Troicki, font entrer la Serbie dans le groupe mondial de Coupe Davis. Pour cela, ils battent l'Australie emmenée par Lleyton Hewitt sur la terre battue (Indoor) de Belgrade (Serbie). En premier match, Djokovic prend le dessus sur Peter Luczak, puis les Australiens reviennent à 1-1 avec la victoire de Hewitt sur Tipsarević (6-2, 3-6, 4-6, 6-1, 6-1). Grâce au succès de la paire Zimonjić/Djokovic face au binôme Hanley/Hewitt, les Serbes prennent l'avantage à 2-1. Lleyton Hewitt étant forfait à cause d'une infection, c'est Chris Guccione qui tente, en vain, d'empêcher la Serbie d'entrer dans le groupe mondial face à Djokovic, devant lequel il s'incline (6-3, 7-63, 7-65).
Le 8 octobre, il remporte le tournoi de Vienne, son 5e titre de l'année et 7e de sa carrière, en éliminant l'Américain Robby Ginepri, puis le Tchèque Tomáš Zíb. Djokovic prend le dessus, difficilement, sur l'Argentin Juan Ignacio Chela (en sauvant deux balles de match), puis il bat l'Italien Andreas Seppi en demies, avant de gagner le titre aux dépens du Suisse Stanislas Wawrinka en deux sets (6-4, 6-0).
À Madrid, Novak Djokovic s'incline en demi-finale face à David Nalbandian sur le score de (4-6, 64-7), après avoir pourtant éliminé Fernando Verdasco, Mario Ančić et Juan Carlos Ferrero.
Au Masters de Paris-Bercy, le joueur perd dès son entrée en lice face au Français Fabrice Santoro en deux sets (6-3, 6-2), match dans lequel Djokovic « n'a pas joué dignement de son rang de no 3 mondial » et « est passé à côté de son match », à cause de, notamment, 34 fautes directes, soit la moitié des points du Français. C'est une fin d'année difficile pour Djokovic qui, mal remis d'une opération récente, s'incline en matchs de poule au Masters à Shanghai face à David Ferrer, Richard Gasquet et Rafael Nadal (6-4, 6-4), soit un total de 3 défaites sur 3 matchs joués.
L'athlète termine l'année avec 68 victoires sur 84 matchs joués et atteint les demi-finales à Wimbledon, à Roland-Garros ainsi que la finale de l'US Open pour la première fois de sa carrière. Il atteint la 3e place mondiale, soit son meilleur classement. Par ailleurs, c'est le seul (depuis Boris Becker en 1994) à battre dans un même tournoi (au Masters de Montréal) 3 joueurs du top 5 de l'époque, à savoir Roger Federer (1er), Rafael Nadal (2e) et Andy Roddick (5e). Djokovic atteint aussi son meilleur classement en double, en pointant à la 3e place.

#### 2008: la consécration:1erOpen d'Australie et1erMasters
Novak Djokovic commence sa saison par la Coupe Hopman, où il se hisse, avec sa compatriote Jelena Janković, en finale contre les Américains Serena Williams et Mardy Fish. Mais ils perdent cette finale, 2 matchs à 1 (Djokovic ayant gagné son simple, Jankovic perdu le sien et tous deux ayant perdu le double).

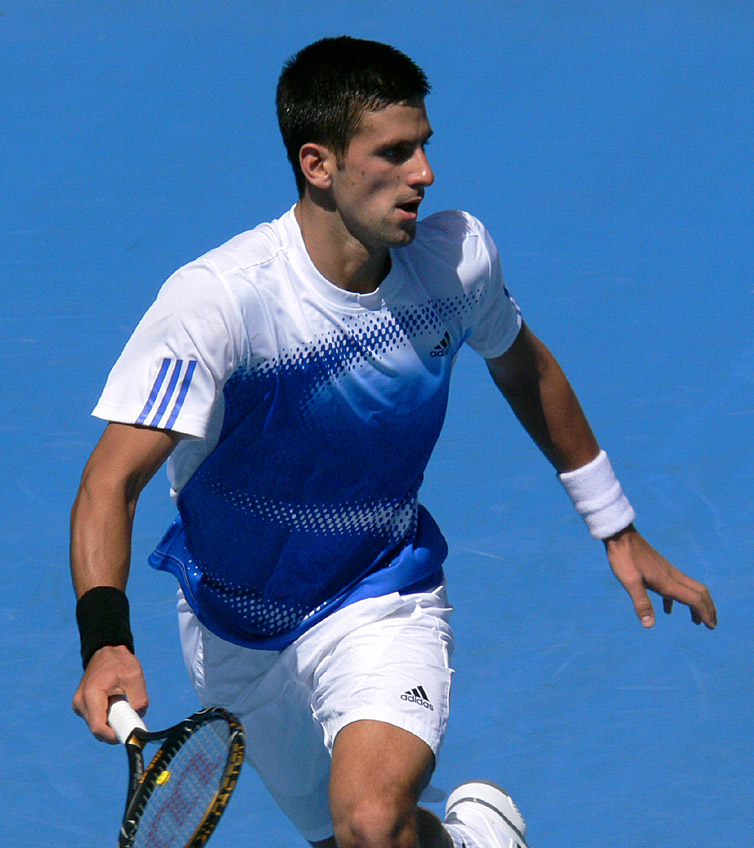
Novak Djokovic, Australian Open 2008.

Lors de l'Open d'Australie, Novak Djokovic rassure ses fans après une fin d'année 2007 calamiteuse. Il élimine successivement Benjamin Becker, Simone Bolelli, Sam Querrey, Lleyton Hewitt, David Ferrer et se qualifie pour la finale en battant le numéro 1 mondial Roger Federer (7-5, 6-3, 7-65), et tout cela sans perdre la moindre manche.
Il devient ainsi le premier joueur à battre Federer en 3 sets dans un tournoi du Grand Chelem depuis Gustavo Kuerten à Roland-Garros 2004, et met ainsi fin à la série de 10 finales consécutives en Grand Chelem du Suisse.
Il est opposé, en finale, au Français Jo-Wilfried Tsonga, tombeur de l'Espagnol Rafael Nadal. Après un combat spectaculaire, Djokovic prend finalement le meilleur sur le Français, sur le score de (4-6, 6-4, 6-3, 7-62), succédant ainsi à Roger Federer au palmarès de ce tournoi. À noter qu'il est le premier Serbe de l'histoire du tennis à gagner un tournoi du Grand Chelem en simple (hommes et femmes confondus).
Le premier tour de la Serbie en Coupe Davis se joue alors contre la Russie, tenante du titre. À la suite du forfait de Djokovic - atteint de fièvre - pour le premier simple, et de Janko Tipsarević, malade lui aussi, la Russie prend rapidement le dessus pour mener 2-0, grâce aux victoires de Nikolay Davydenko aux dépens de Viktor Troicki et de Mikhail Youzhny contre Nenad Zimonjić. La paire Novak Djokovic/Nenad Zimonjić s'impose ensuite face à la paire russe Mikhail Youzhny/Dmitri Toursounov et la Serbie revient à 2-1. Contre Nikolay Davydenko, lors du match des numéros 1, le joueur distance l'indébordable Russe et mène deux sets à rien, avant d'être rattrapé par la fatigue de la maladie et de l'accumulation de matchs, et de devoir abandonner (à la suite de cet abandon, il dut aller passer une visite de contrôle à l'hôpital).
La Serbie est finalement éliminée par la Russie sur le score de 3-2, après la victoire de Viktor Troicki sur Dmitri Toursounov lors du match facultatif.
Novak Djokovic s'aligne ensuite à l'Open 13, contre l'avis de son entourage. Hors de forme, il se fait éliminer dès les quarts de finale par le tenant du titre français Gilles Simon en 3 sets (2-6, 7-66, 3-6).
Il annule ensuite sa participation au Tournoi de Rotterdam, afin de mieux se préparer à l'Open de Dubaï puis défendre les points de sa finale à Indian Wells et ceux de sa victoire à Miami de l'an passé.
À l'Open de Dubaï, Novak Djokovic s'incline en demi-finale face à l'Américain Andy Roddick, numéro 6 mondial, et futur vainqueur du tournoi, en 2 sets (7-65, 6-3).
La semaine suivante, il se rend à Indian Wells pour disputer le premier Masters Series de la saison. Il réalise le tournoi parfait, battant successivement Andreas Seppi, Philipp Kohlschreiber, Guillermo Cañas, Stanislas Wawrinka et Rafael Nadal, sans perdre un seul set. En finale, il trouve face à lui le revenant américain Mardy Fish, tombeur de Nikolay Davydenko, Lleyton Hewitt, David Nalbandian et du no 1 mondial Roger Federer. Après un match à multiples rebondissements, le Serbe s'impose (6-2, 5-7, 6-3).
Il enchaîne avec une véritable contre-performance en s'inclinant dès le deuxième tour du Masters de Miami, dont il est pourtant tenant du titre, battu par le Sud Africain Kevin Anderson en 3 sets (61-7, 6-3, 4-6).
Cette contre-performance est très préjudiciable à sa volonté de devenir numéro 1 mondial car il perd le bénéfice des points acquis la saison précédente lors de ce même tournoi. Toutefois, le tennisman reste confiant : il est loin devant son premier poursuivant direct au classement, le Russe Nikolay Davydenko, et aura la possibilité de revenir sur Nadal lors de la saison sur terre battue, pendant laquelle l'Espagnol aura plus de 2 000 points à défendre.
Il parvient jusqu'en demi-finale au Masters de Monte-Carlo avant d'abandonner face à Roger Federer, alors qu'il était mené (6-3, 3-2 ab.). Devant les journalistes, il expliquera avoir été victime de maux de gorge.
Deux semaines plus tard, le 11 mai 2008, il remporte le Masters de Rome face à l'étonnant Suisse Stanislas Wawrinka, au terme d'une finale acharnée (4-6, 6-3, 6-3). Il bat successivement le Belge Steve Darcis, le Russe Igor Andreev, l'Espagnol Nicolás Almagro en quart de finale et le tombeur de Federer, le Tchèque Radek Štěpánek, en demi-finale. C'est le quatrième Masters Series de sa jeune carrière.
Au Masters de Hambourg, il se hisse sans problème jusqu'en demi-finale, où il affronte Rafael Nadal. Ce match restera dans les annales des matchs de terre battue. En effet, les joueurs évoluent simultanément à un niveau de jeu extraordinaire. Djokovic mène 3-0 dès le premier set en pratiquant un tennis injouable, puis un Nadal que l'on n'avait plus vu depuis bien longtemps revient dans le match et tous deux jouent au plus haut niveau pendant trois sets. Victoire de Nadal (7-5, 2-6, 6-2), qui remportera le lendemain le tournoi aux dépens de Roger Federer.
Roland-Garros 2008 : Novak Djokovic bat successivement l'Allemand Denis Gremelmayr (4-6, 6-3, 7-5, 6-2), puis l'Espagnol López Jaen (6-1, 6-1, 6-3) avant de faire chuter l'Américain Wayne Odesnik (7-5, 6-4, 6-2) puis le Français Paul-Henri Mathieu (6-4, 6-3, 6-4) en 1/8 de finale. En quart de finale, il rencontre le tout jeune prodige letton Ernests Gulbis. Ce dernier lui pose problème notamment grâce à son redoutable service, fréquemment au-delà des 210 km/h. Nerveux, le Serbe parvient pourtant à le vaincre en trois manches. Il est opposé en demi-finale à Rafael Nadal, terrible tombeur de son compatriote Nicolás Almagro (6-1, 6-1, 6-1), et s'incline en trois sets (6-4, 6-2, 7-63) après un match où l'Espagnol n'a été ébranlé qu'au troisième set. Il rate ainsi l'occasion de ravir à Nadal sa seconde place au classement ATP.
Il participe la semaine suivante au tournoi du Queen's Club. En quart de finale, il bat Lleyton Hewitt en 2 sets secs (6-2, 6-2), et ne laisse aucune chance au numéro 8 mondial David Nalbandian, qu'il étrille en demi-finale (6-1, 6-0) en seulement 45 minutes. Il est battu en finale par Rafael Nadal en pleine confiance à l'occasion d'un match superbe, perdu 7-66, 7-5, 2 sets durant lesquels il avait pourtant réussi à obtenir à chaque fois 1 break d'avance.

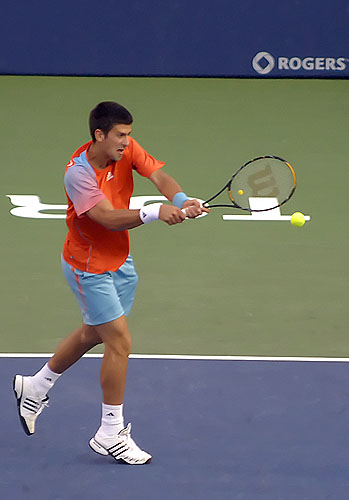
Novak Djokovic, Toronto 2008.

À Wimbledon, il élimine Michael Berrer au 1er tour (7-5, 2-6, 6-3, 6-0) mais perd au 2e tour contre Marat Safin en 3 sets (6-4, 7-63, 6-2), c'est la première fois depuis 5 tournois du Grand Chelem que Novak Djokovic n'arrive pas en demi-finale.
Au Masters du Canada dont il est tenant du titre, il est éliminé en quart de finale par Andy Murray en 2 sets (6-3, 7-63).
Au Masters de Cincinnati, Novak Djokovic remporte une somptueuse victoire en demi-finale contre un Rafael Nadal déjà assuré de devenir no 1 mondial et que l'on croyait invincible, (6-1, 7-5). Il met fin à une série de 32 victoires consécutives de l'Espagnol et se qualifie pour la finale. En finale cependant, il péclote et s'incline en deux sets face à Andy Murray (7-64, 7-65) en 2 h 23 min de jeu. À l'issue du tournoi, l'athlète reprend sa place de no 2 du classement ATP Race 2008 (classement des meilleurs joueurs de l'année) derrière Rafael Nadal mais devant Roger Federer.
Novak Djokovic s'incline en demi-finale des Jeux olympiques face à Rafael Nadal (6-4, 1-6, 6-4) au terme d'un match de plus de 2 heures. Il quitte le court visiblement très touché par cette défaite, mais décrochera néanmoins la médaille de bronze le lendemain lors du match pour la 3e place qui l'oppose à James Blake.
À la suite des bonnes performances de Djokovic à Cincinnati et aux Jeux olympiques, et aux relatives mauvaises performances de Roger Federer à ces deux tournois, l'écart de points entre ces deux joueurs n'est plus que de 825 points à l'issue des JO. Le Serbe a donc la possibilité de ravir au Suisse sa place de no 2 mondial s'il remporte l'US Open, ou s'il atteint la finale et que Federer échoue avant les quarts de finale.
À l'US Open, il se qualifie pour les demi-finales après avoir éliminé Arnaud Clément (6-3, 6-3, 6-4), Robert Kendrick (7-66, 6-4, 6-4), Marin Čilić (67-7, 7-5, 6-4, 7-60), Tommy Robredo (4-6, 6-2, 6-3, 5-7, 6-3) et Andy Roddick (6-2, 6-3, 3-6, 7-65). Cependant, il ne réédite pas sa performance de l'année précédente, sorti par Roger Federer (6-3, 5-7, 7-5, 6-2) aux portes de la finale. Ainsi, il ne saisit pas l'occasion de ravir la place de no 2 mondial au Suisse.
Deux semaines plus tard, Novak Djokovic s'aligne au tournoi de Bangkok, en Thaïlande. Il bat Simon Stadler (6-1, 6-3), puis doit batailler au tour suivant pour se défaire du Suédois Robin Söderling (6-4, 7-5), avant de s'imposer en demi-finale face au Tchèque Tomáš Berdych (7-5, 6-1). En finale, il retrouve Jo-Wilfried Tsonga, qu'il avait battu en finale de l'Open d'Australie et qui cette fois prend le meilleur sur le numéro trois mondial (7-64, 6-4).
Il s'incline au Masters de Madrid face à Ivo Karlović, le meilleur serveur du circuit avec Roddick, en 2 tie-breaks. Il participe au Masters de Paris-Bercy, qui est le dernier tournoi de la saison (hormis le Masters). Il n'y a jamais brillé et veut terminer sa saison sur une bonne note. En effet, l'année précédente, il a été sorti par Santoro au premier tour. Cette année, il passe le premier tour sans encombre contre Dmitri Toursounov sur abandon dans le deuxième set (6-4, 4-3 abandon). En huitièmes de finale, il retrouve Jo-Wilfried Tsonga pour leur troisième confrontation de l'année avec une victoire partout. Il se fait sortir en trois sets par le Français (6-4, 1-6, 6-3) en jouant en dessous de son meilleur niveau. Tsonga sera le futur lauréat de l'épreuve.
À la Masters Cup, le joueur serbe se retrouve dans le groupe or avec Jo-Wilfried Tsonga, Nikolay Davydenko et Juan Martín del Potro. Il remporte sa première rencontre contre del Potro (7-5, 6-3). Grâce à la défaite de Tsonga contre del Potro et à sa victoire contre Davydenko (7-63, 0-6, 7-5), il se qualifie pour les demi-finales avant même de disputer son troisième match de poule contre Tsonga, match qu'il perdra d'ailleurs 1-6, 7-5, 6-1. En demi-finale, il affronte le Français Gilles Simon, devant lequel il avait dû s'incliner à Marseille. Cette fois-ci, il le bat en 3 sets (4-6, 6-3, 7-5) et se qualifie pour la finale. Il remporte la finale face à Davydenko (6-1, 7-5) et gagne sa première Masters Cup.
À 21 ans seulement, Novak Djokovic clôt en apothéose la meilleure saison de sa carrière, marquée par un titre en Grand Chelem (Open d'Australie), 2 titres en Masters Series (Indian Wells et Rome), et le titre en Masters Cup. Il reste no 3 mondial, mais se rapproche à 10 points seulement de la place de no 2 occupée par Roger Federer.

#### 2009: déceptions en Grand Chelem, victoire à Paris-Bercy et 4 autres finales en Masters 1000
Novak Djokovic commence sa saison à l'Open de Brisbane où, tête de série no 1, il s'incline au premier tour devant Ernests Gulbis (6-4, 6-4). Bénéficiaire d'une wildcard au tournoi de Sydney, il lui fallait atteindre la finale pour ravir à Roger Federer sa place de no 2 mondial, mais après avoir aisément éliminé Paul-Henri Mathieu et Mario Ančić, il échoue en demi-finale face à Jarkko Nieminen.
Le Serbe tente ensuite de conserver son titre à l'Open d'Australie. Au 1er tour, il se défait du qualifié Andrea Stoppini avant de battre le Français Jérémy Chardy au 2d tour et Amer Delić au 3e tour plus difficilement. En 1/8 de finale, il s'impose face à Márcos Baghdatís en 4 manches accrochées (6-1, 7-61, 65-7, 6-2). Il abandonne en quart de finale face à Andy Roddick, étant mené 2 manches à une et fatigué par son match face à Márcos Baghdatís.
Après une semaine de repos, il participe à l'Open de Dubaï, où il obtient le 1er titre de sa saison sa demi-finale contre Gilles Simon (3-6, 7-5, 7-5 en 2 h 46 min). Le week-end suivant, le tennisman est sélectionné pour disputer la rencontre de Coupe Davis entre la Serbie et l'Espagne. Il s'incline lors du premier simple face à David Ferrer, de Dubaï (6-3, 6-3, 7-64). Il participe ensuite au tournoi d'Indian Wells, où il est tenant du titre, mais reproduisant le même scénario qu'à l'Open d'Australie un mois plus tôt, Andy Roddick l'élimine dès les quarts de finale.
Le Serbe connaît un début de saison difficile, mais dès la semaine suivante au Masters de Miami, il se ressaisit en éliminant coup sur coup Jo-Wilfried Tsonga en quarts de finale puis le no 2 mondial Roger Federer en demi-finale. Il s'incline néanmoins en finale face à Andy Murray.
Malgré deux défaites en coupe Davis sur terre battue quelques semaines auparavant, l'athlète entame la saison sur terre battue plutôt bien. Lors du Masters de Monte-Carlo, il redevient convaincant en battant notamment Fernando Verdasco (6-2, 4-6, 6-3) et atteint la finale pour la première fois de sa carrière. Il retrouve en finale Rafael Nadal et réussit à prendre un set au Majorquain qui n'en avait concédé aucun depuis 2006 ; le Serbe est cependant dépassé physiquement sur la fin et finit par craquer (3-6, 6-2, 1-6).
Djokovic enchaîne avec le Masters de Rome, où il atteint la finale en éliminant en demi-finale le no 2 mondial Roger Federer comme à Miami. Mais il s'incline pour la huitième fois d'affilée sur terre battue face à Rafael Nadal (7-62, 6-2). La semaine suivante, il remporte chez lui à Belgrade sur terre battue son deuxième tournoi de la saison contre le Polonais Łukasz Kubot sur le score de 6-3, 7-60. Il quitte la 3e place mondiale au classement ATP le 11 mai, devancé par Andy Murray, place qu'il occupait alors depuis juillet 2007.

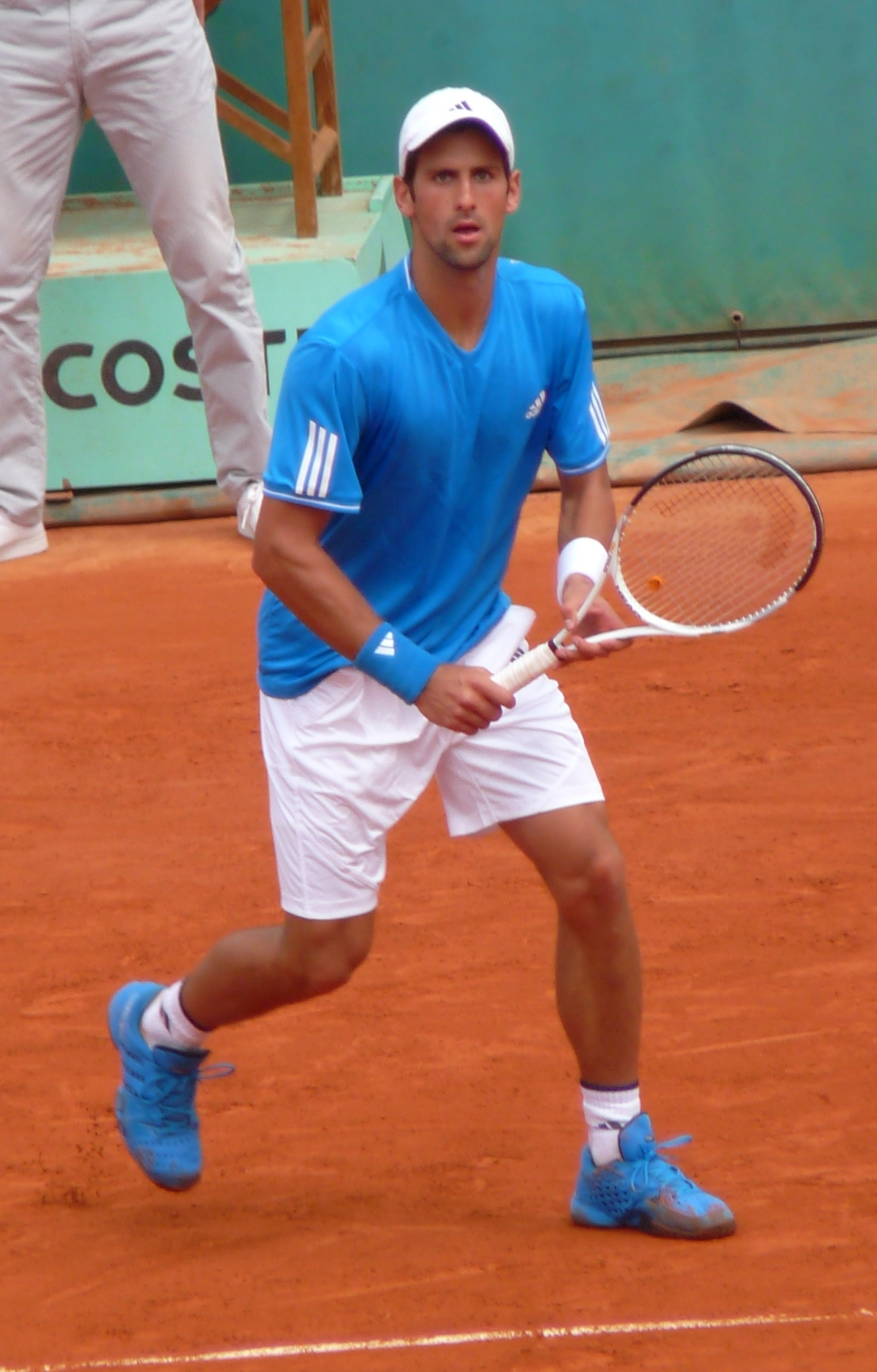
Novak Djokovic, Roland-Garros 2009.

Il a la possibilité de retrouver sa 3e place mondiale s'il atteint la finale du Masters de Madrid 2009, pour lui il trébuche en demi-finale face au no 1 mondial Rafael Nadal (3-6, 7-65, 7-69) d'une durée record de 4 h 2 min, où il obtient pourtant 3 balles de match au tie-break du 3e set. À Roland-Garros, il s'incline dès le 3e tour face à l'Allemand Philipp Kohlschreiber ; le Serbe restait pourtant sur deux demi-finales consécutives à Paris. Il avoue plus tard, que le match à Madrid, contre Nadal, lui a pesé très lourd moralement, jusqu'à Wimbledon.
Sur gazon, la semaine suivante, à l'Open de Halle en Allemagne, il s'incline en finale contre un autre Allemand Tommy Haas, alors 41e à l'ATP, sur le score de (6-3, 64-7, 6-1). C'est contre ce même joueur allemand que Novak Djokovic s'incline au tournoi de Wimbledon, au stade des quarts de finale (7-5, 7-66, 4-6, 6-3).
Sa tournée nord-américaine débute par un quart de finale au Masters du Canada. Après un premier tour face à Peter Polansky, il hausse le ton pour corriger Mikhail Youzhny. Mais il échoue en quarts de finale face à Andy Roddick, en deux sets accrochés. Pas de quoi retrouver sa confiance de l'année précédente.
Néanmoins, à Cincinnati, il reprend du poil de la bête. Il élimine successivement Ivan Ljubičić, Jérémy Chardy, Gilles Simon et Rafael Nadal sans perdre une manche.
En finale, il est impuissant face à Roger Federer, intouchable du premier au dernier point (6-1, 7-5). Il s'en amuse au moment de la remise des trophées : « De tout le match, c'est maintenant que j'aurai été le plus proche du titre ».
À l'US Open, il est de nouveau défait par le Suisse (7-63, 7-5, 7-5) pour la deuxième année de suite en demi-finale, après avoir éliminé successivement Ivan Ljubičić, Carsten Ball, Jesse Witten, Radek Štěpánek et Fernando Verdasco.
Il ne reprend sa saison qu'au tournoi de Pékin, début octobre. Il effectue sa rentrée, vainqueur successif de Victor Hănescu (6-3, 7-5), Viktor Troicki (6-3, 6-0), Fernando Verdasco (6-3, 1-6, 6-1), Robin Söderling (6-3, 6-3) et d'une des révélations de cette fin de saison, Marin Čilić (6-2, 7-64).
Il enchaîne avec le Masters 1000 de Shanghaï. Les retraits de Roger Federer et Andy Murray, la méforme de Rafael Nadal et la défaite prématurée de Juan Martín del Potro le placent comme le grand favori du tournoi mais en demi-finale, après trois victoires solides pourtant, il est éliminé au finish par un énorme Nikolay Davydenko (6-4, 4-6, 61-7), qui le lendemain écrase Rafael Nadal pour le titre.
Novak Djokovic, bien loin de se décourager, est bien décidé à sauver sa saison 2009, jusque-là bien moins brillante que 2008.
Il s'aligne donc à Bâle, fief d'un certain Roger Federer.
Après deux victoires expéditives face à Andreas Beck (6-3, 7-5) et Jan Hernych (6-0, 6-0), il peine face à Stanislas Wawrinka. Il passe à deux points de l'élimination, mais s'en sort (3-6, 7-65, 6-2). Le plus dur est à venir : en demi-finale, il fait face à Radek Štěpánek quasi-intouchable au filet, il sauve trois balles de match et renverse le cours de la partie pour s'imposer en trois manches (64-7, 7-5, 6-2).
Après deux jours de coupure, l'athlète dispute le premier tour du Masters 1000 de Paris-Bercy face à Juan Mónaco (6-3, 7-5). Il s'illustre en 1/8 de finale face à Arnaud Clément (6-2, 6-2), avant de sortir vainqueur d'un quart de finale face au finaliste de Roland-Garros Robin Söderling (6-4, 1-6, 6-3). En demi-finale, il retrouve Rafael Nadal (6-2, 6-3). En finale, le Serbe retrouve Gaël Monfils. Il se grippe à 6-2, 3-0. Il perd le deuxième set et à l'issue d'un troisième set, se retrouve embarqué dans un jeu décisif. Il l'emporte sur le score final de 6-2, 5-7, 7-63.
Après une semaine de répit, on le retrouve au Masters de Londres. Son premier match le voit s'imposer en presque 3 heures face au Russe Nikolay Davydenko (3-6, 6-4, 7-5). Il prend donc sa revanche du Masters 1000 de Shanghaï. Mais Djokovic est fatigué : au match suivant, après un premier set serré, il s'effondre face au Suédois Robin Söderling (7-65, 6-1). Pour son dernier match de poule, le joueur affronte Rafael Nadal. La première manche est un concours de fautes directes entre le Serbe fatigué et l'Espagnol pas à son meilleur niveau. Novak Djokovic empoche finalement le premier set au jeu décisif, avant d'élever son niveau au second set, il s'impose en un peu plus de deux heures (7-65, 6-3). Mais la victoire de Nikolay Davydenko en soirée contre Robin Söderling élimine le Serbe. Au terme de la saison 2009, Novak Djokovic a disputé pas moins de dix finales, pour cinq victoires. Il s'agit du record de la saison, ainsi que de son record personnel.

#### 2010: des hauts et des bas, seconde finale à l'US Open
Novak Djokovic commence sa saison par le tournoi exhibition de Kooyong à Melbourne, où il est sèchement battu par Fernando Verdasco, futur vainqueur, en demi-finale (6-1, 6-2).
À l'Open d'Australie, il se qualifie pour les quarts de finale sans grand encombre, ne perdant qu'un seul set en quatre matchs, contre Marco Chiudinelli au deuxième tour. Après avoir éliminé la surprise du tournoi Łukasz Kubot en huitièmes, il se frotte en quarts à son grand rival Jo-Wilfried Tsonga, pour un remake épique de la finale de ce même tournoi qui les avait opposés en 2008. Au terme d'un match indécis de près de quatre heures, le Serbe s'incline pour la cinquième fois en sept matchs face au Français (6-78, 7-65, 1-6, 6-3, 6-1), mais fait part après le combat de problèmes gastriques qui l'auraient handicapé. Néanmoins, la défaite précoce de Rafael Nadal en quarts combinée à celle d'Andy Murray en finale permettent à Novak Djokovic de devenir, le 1er février 2010, no 2 mondial au classement ATP pour la première fois de sa carrière, derrière Roger Federer qui le devance de plus de 3 000 points.
Il s'aligne à Rotterdam et s'incline en demi-finale contre Mikhail Youzhny. Il conserve son titre à Dubaï en prenant sa revanche en finale contre ce même Russe.
Sa tournée américaine est très décevante. Il perd à Indian Wells en 1/8 contre Ivan Ljubičić. Il fait même pire à Miami, où il est éliminé d'entrée contre Olivier Rochus.
La saison sur terre battue du Serbe est moins bonne que l'an passé, Djokovic s'incline à Monte-Carlo et à Rome respectivement en 1/2 et en 1/4, les deux fois face à Fernando Verdasco. Il remet son titre en jeu à Belgrade où il laisse les armes en 1/4 après avoir abandonné contre Filip Krajinović.
À Roland-Garros, il commence le tournoi sans grands repères. Les premiers tours s'enchaînent avec des victoires sans trop de grandes difficultés. Il perd finalement en quart de finale face à l'Autrichien Jürgen Melzer après avoir pourtant mené deux sets à rien.
Il enchaîne avec le tournoi du Queen's mais il est battu dès son entrée en lice par Xavier Malisse en trois manches et commence sa saison sur gazon de la pire des manières.
À Wimbledon, après une frayeur au premier tour contre Olivier Rochus et une victoire sans convaincre en cinq sets, il échoue aux portes de la finale, battu en trois sets par le Tchèque Tomáš Berdych. Cependant, sa présence dans le dernier carré, couplée à la défaite prématurée de Roger Federer, lui permet de ravir au Suisse sa place de no 2 mondial, Rafael Nadal occupant la place de no 1.
Sa préparation à l'US Open se traduit par une défaite à Toronto en 1/2 contre Roger Federer puis par une élimination en 1/4 à Cincinnati face à Andy Roddick.

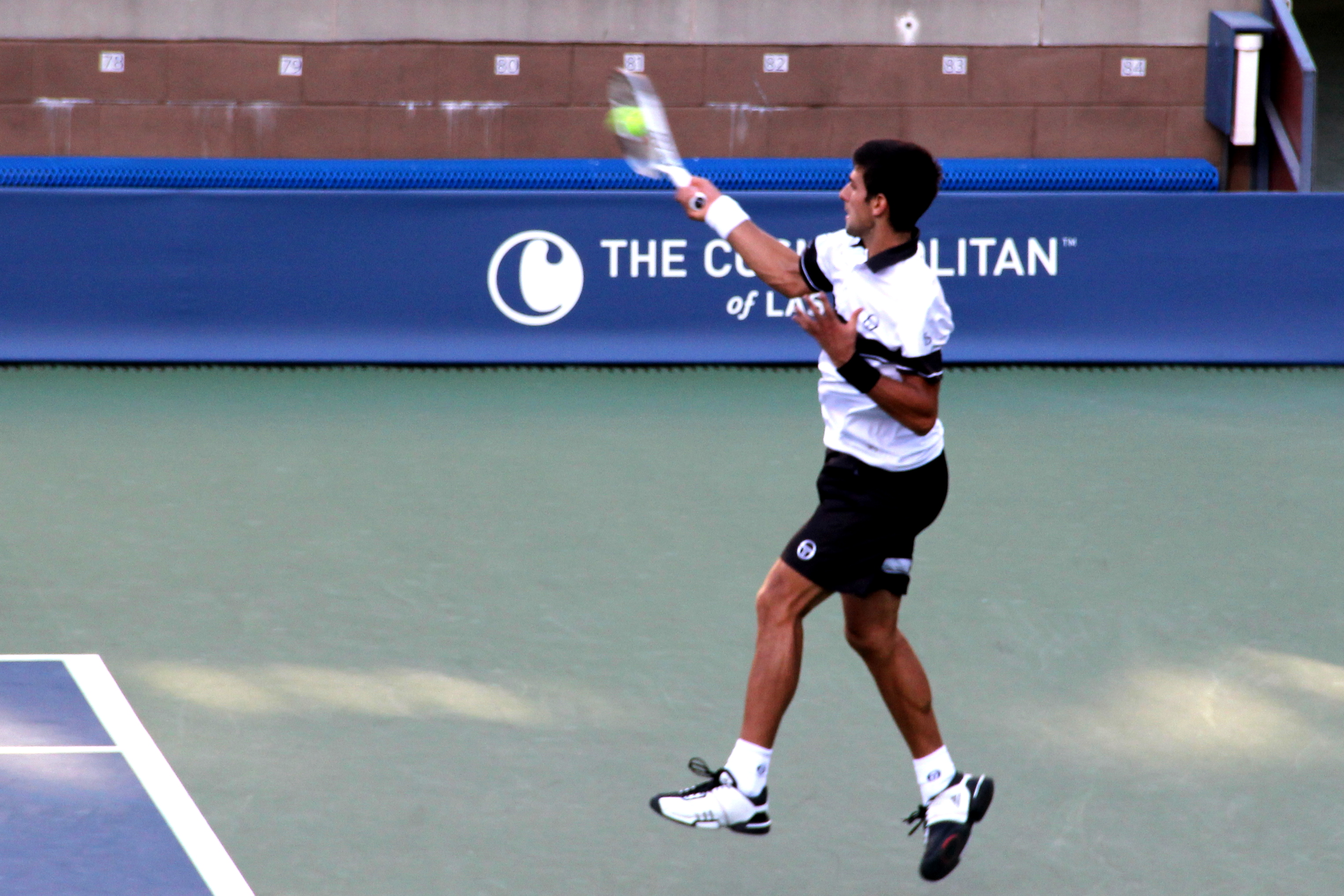
Novak Djokovic, US Open 2010.

À l'US Open, Djokovic réalise un très bon tournoi malgré un premier tour délicat face à Viktor Troicki durant lequel il perd deux manches. Après avoir sorti Philipp Petzschner, James Blake, Mardy Fish et Gaël Monfils, il retrouve Roger Federer en 1/2. Lors d'un match sublime de cinq sets, dans lequel il sauve deux balles de match, le Serbe l'emporte après presque quatre heures de jeu (5-7, 6-1, 5-7, 6-2, 7-5). Il n'échoue qu'en finale face au no 1 mondial Rafael Nadal en 4 manches (6-4, 5-7, 6-4, 6-2).
Il reprend sa saison ensuite à Pékin, tournoi dont il est le tenant du titre. Dans la continuité de son bon tournoi à New York, il dispose en finale de David Ferrer en deux manches. Il glane son deuxième trophée de la saison. En outre, il a su se montrer très régulier tout au long du tournoi.
Lors du Masters 1000 de Shanghai, Novak Djokovic fait un début de tournoi très solide. Il bute cependant sur l'os Roger Federer en demi-finale et ne peut que s'incliner (7-5, 6-4). Le Suisse prend alors sa revanche de l'US Open et dépossède le Serbe de sa place de no 2 mondial pour la conserver jusqu'à la fin de l'année.
Il joue le tournoi de Bâle où il atteint la finale contre le même adversaire que l'an passé, Roger Federer. Alors que Djokovic l'avait emporté l'année précédente, le Suisse s'impose alors en trois manches (6-4, 3-6, 6-1).
Au Masters de Paris-Bercy, il vient dans l'espoir de conserver son titre. Cependant, il s'incline contre Michaël Llodra prématurément lors des 1/8 de finale.
Son dernier tournoi avant la Coupe Davis est l'un de ses objectifs les plus importants, la Masters Cup. Il sort des poules en deuxième position après des succès contre Tomáš Berdych et Andy Roddick malgré un accroc au deuxième match contre Rafael Nadal. Sa route est stoppée par le futur vainqueur Roger Federer au stade des demi-finales en deux sets (6-1, 6-4).
Le 3 décembre, Novak Djokovic bat Gilles Simon (6-3, 6-1, 7-5) en finale de Coupe Davis et égalise ainsi avec la France (1-1). Le 5 décembre, il apporte de nouveau le point d'égalisation pour la Serbie en battant Gaël Monfils (6-2, 6-2, 6-4) (2-2). Le même jour, la Serbie remporte la Coupe Davis pour la première fois de son histoire.

### 2011-2015: un champion incontesté

#### 2011: Petit Chelem, vainqueur à l'Open d'Australie, Wimbledon et l'US Open, vainqueur de 5 Masters 1000, première place mondiale et meilleur sportif de l'année
Novak Djokovic commence sa saison 2011 lors du tournoi exhibition de la Hopman Cup. Lors de son premier match, il dispose d'Andrey Golubev malgré un début poussif (4-6, 6-3, 6-1). Sa deuxième rencontre se déroule face à Lleyton Hewitt et il se montre convaincant (6-2, 6-4). Contre Ruben Bemelmans, il s'impose sans la moindre difficulté (6-3, 6-2).

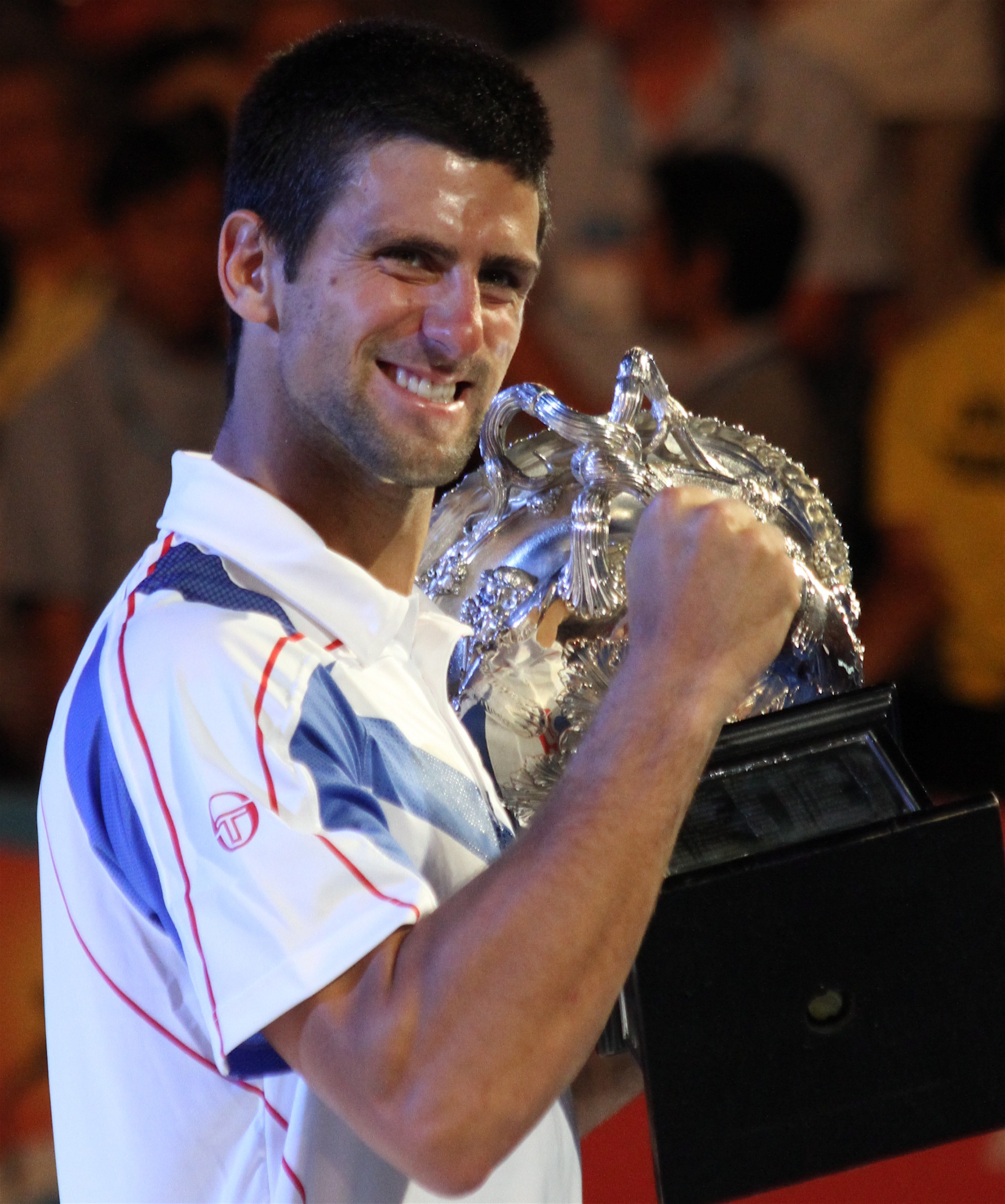
Novak Djokovic victorieux à l'Open d'Australie en 2011.

L'athlète commence l'Open d'Australie du mieux que possible, avec un succès facile contre Marcel Granollers (6-1, 6-3, 6-1). Puis il enchaîne avec une victoire plus difficile face au surprenant Ivan Dodig (7-5, 68-7, 6-0, 6-2). Il accède donc au troisième tour où il dispose de Viktor Troicki par abandon (6-2, ab). Il valide son billet pour les quarts, à la suite d'un match gagné avec la manière contre Nicolás Almagro (6-3, 6-4, 6-0). Il atteint le dernier carré du tournoi après un match rondement mené contre Tomáš Berdych (6-1, 7-65, 6-1). En demi-finale, il affronte le no 2 mondial Roger Federer, pourtant favori du tournoi après l'élimination de Rafael Nadal, et le bat en trois sets (7-63, 7-5, 6-4). Il remporte l'Open d'Australie face au no 5 mondial Andy Murray (6-4, 6-2, 6-3). Le Serbe remporte à 23 ans son deuxième tournoi du Grand Chelem, après son premier triomphe, déjà à Melbourne, en 2008.
Il déclare forfait pour le Tournoi de Rotterdam en raison d'une légère douleur à l'épaule ; il avait été demi-finaliste de ce tournoi l'année précédente.
Il effectue un retour gagnant à l'Open de Dubaï où il conserve son titre malgré un tableau difficile. Il s'impose successivement face à Michaël Llodra (6-3, 6-3), Feliciano López (6-3, 2-6, 6-4), Florian Mayer (7-5, 6-1) et Tomáš Berdych sur abandon (65-7, 6-2, 4-2, ab.). Il bat ensuite aisément Roger Federer en finale (6-3, 6-3), confirmant sa grande forme. Il vient à bout du Suisse pour la deuxième fois consécutive sans perdre le moindre set, comme à l'Open d'Australie.
Djokovic participe ensuite au Masters d'Indian Wells où il bat Andrey Golubev (6-0, 6-4), Ernests Gulbis (6-0, 6-1), Viktor Troicki (6-0, 6-1) et Richard Gasquet (6-2, 6-4) sans perdre le moindre set. Il atteint les demi-finales, où il s'impose face à Roger Federer pour la troisième fois consécutive (6-3, 3-6, 6-2), lui ravissant par la même occasion la place de no 2 mondial. En finale, il s'impose face à Rafael Nadal, no 1 du circuit après trois manches (4-6, 6-3, 6-2). Il bat Nadal pour la première fois dans une finale (après cinq défaites).
Le Masters de Miami fait suite à Indian Wells, avec une surface plus rapide et légèrement moins favorable au jeu du Serbe. Novak Djokovic se qualifie néanmoins pour les huitièmes de finale en battant aisément Denis Istomin (6-0, 6-1) puis l'Américain James Blake, ancien no 4 mondial (6-2, 6-0). Il atteint par la suite la finale en s'imposant contre son compatriote Viktor Troicki (6-3, 6-2), Kevin Anderson (6-4, 6-2) et Mardy Fish (6-3, 6-1). Il décroche son septième Masters 1000 en battant Rafael Nadal en finale (4-6, 6-3, 7-64) terminant la première partie de saison, sur dur, avec une série de 24 victoires en autant de rencontres en 2011.
À la suite d'une douleur au genou, et dans l'optique d'être en forme pour la saison sur terre battue, il renonce à participer au Masters de Monte-Carlo et prend quelques jours de repos.
Il effectue son retour à l'Open de Belgrade, chez lui. Il remporte son cinquième tournoi de l'année en venant à bout de Adrian Ungur (6-2, 6-3), de Blaž Kavčič (6-3, 6-2), de Janko Tipsarević (par forfait) et de Feliciano López (7-64, 6-2).
Au Masters de Madrid, le natif de Belgrade rallie les quarts de finale sans trop de soucis, après des succès contre Kevin Anderson (6-3, 6-4) et Guillermo García-López (6-1, 6-2). En 1/4 de finale, il affronte et bat le no 6 mondial David Ferrer (6-4, 4-6, 6-3), un des hommes forts de la saison sur terre battue. Il se qualifie pour sa 6e finale consécutive en éliminant la surprise du tournoi, le Brésilien Thomaz Bellucci (4-6, 6-4, 6-1). Il bat en finale Rafael Nadal en deux sets (7-5, 6-4), ce qui constitue sa première victoire sur terre battue face à l'Espagnol. Il signe au passage sa 32e victoire consécutive depuis le début de la saison et reste toujours invaincu en 2011.
Lors du Masters de Rome, il poursuit sa superbe série en éliminant successivement Łukasz Kubot (6-0, 6-3), Stanislas Wawrinka (6-4, 6-1), Robin Söderling (6-3, 6-0) et enfin Andy Murray (6-1, 3-6, 7-62) au terme d'un match très disputé qui sera élu en fin d'année comme le plus beau match du circuit ATP de l'année 2011. En finale, il dispose une nouvelle fois de Rafael Nadal (6-4, 6-4) pour s'octroyer son septième titre de suite, avec 37 victoires sans la moindre défaite. Il établit alors un record, celui de la qualification assurée la plus précoce pour le Masters de fin d'année à Londres.

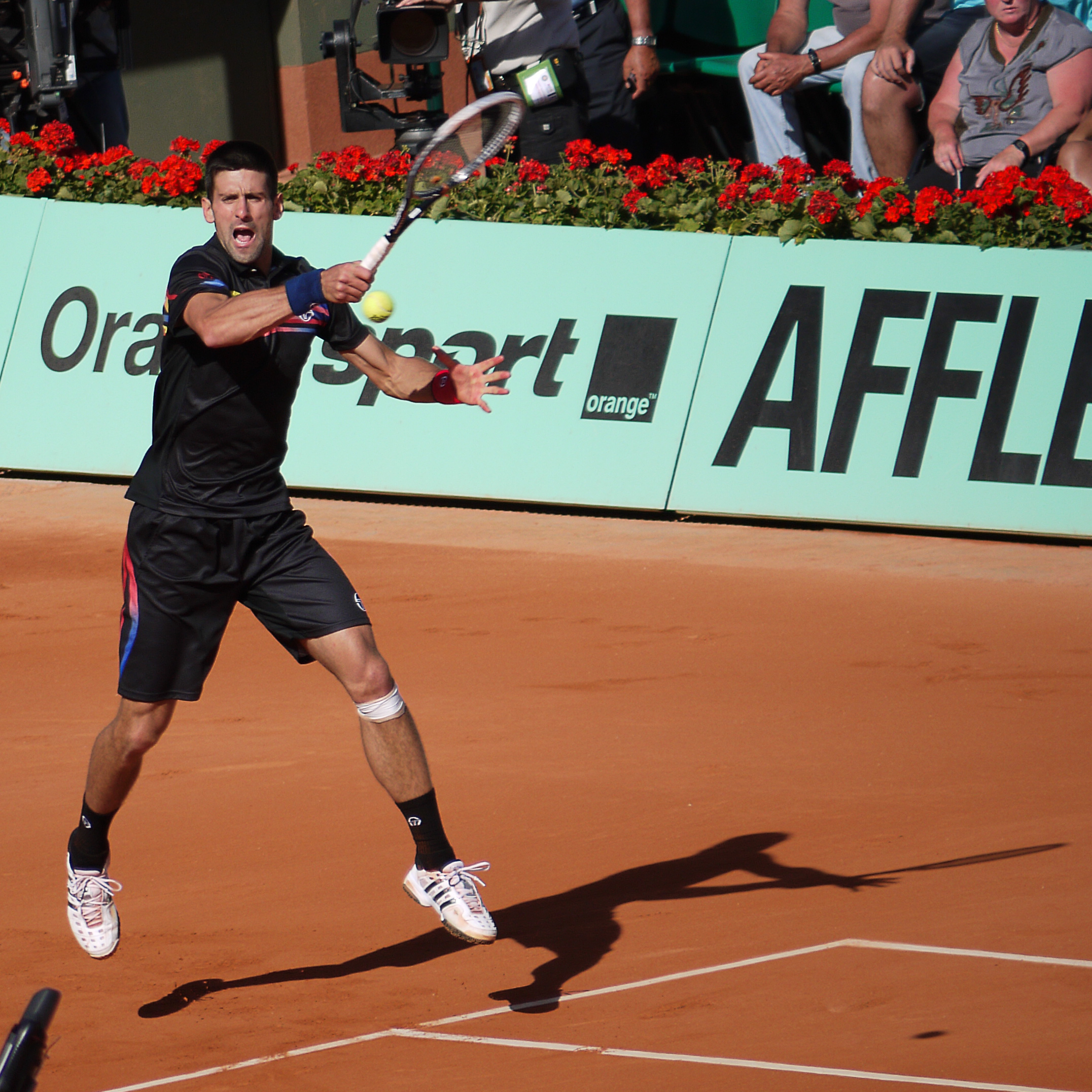
Novak Djokovic à Roland-Garros en 2011.

Lors de la seconde levée du Grand Chelem de la saison, à Roland-Garros, il bat lors des deux premiers tours le Néerlandais Thiemo de Bakker (6-2, 6-1, 6-3), ainsi que Victor Hănescu (6-4, 6-1, 2-3, ab) pour se qualifier pour le troisième tour. Au tour suivant, au terme d'un match se disputant sur deux jours à cause de l'arrivée de la nuit, il bat l'Argentin Juan Martín del Potro (6-3, 3-6, 6-3, 6-2). Il vient ensuite à bout du Français Richard Gasquet (6-4, 6-4, 6-2) en huitièmes de finale, s'offrant ainsi sa 41e victoire consécutive. Il atteint directement les demi-finales grâce au forfait de l'Italien Fabio Fognini, le privant ainsi d'une potentielle 42e victoire consécutive et donc de l'égalisation du record de John McEnroe. À cause de ce forfait, Djokovic ne joue pas pendant 5 jours. Il reprend la compétition le 3 juin où son invincibilité est stoppée en demi-finale par le no 3 mondial Roger Federer. Le Suisse l'emporte (7-65, 6-3, 3-6, 7-65) et empêche le Serbe d'égaler le record de McEnroe. Cette défaite du Serbe conjuguée à la victoire de Rafael Nadal en finale face au Suisse permettra également à l'Espagnol de rester no 1 mondial à l'issue du tournoi, Djokovic étant distancé de seulement 45 points.
Lors de sa conférence de presse suivant sa demi-finale perdue face au Suisse, Novak Djokovic annonce son forfait au tournoi du Queen's qui débute la semaine suivante.
Il arrive à Wimbledon, avec Rafael Nadal et Roger Federer, comme favori du tournoi. Il se hisse en quart de finale sans difficulté en ne concédant qu'un set en quatre matchs face à Jérémy Chardy (6-4, 6-1, 6-1), Kevin Anderson (6-3, 6-4, 6-2), Márcos Baghdatís (6-4, 4-6, 6-3, 6-4) et Michaël Llodra (6-3, 6-3, 6-3). En quart de finale, il bat difficilement la jeune sensation du tournoi, Bernard Tomic (6-2, 3-6, 6-3, 7-5), puis s'offre une place en finale en sortant Jo-Wilfried Tsonga après un match très accroché (7-64, 6-2, 69-7, 6-3). Il devient à cette occasion le vingt-cinquième no 1 mondial de l'histoire du tennis et atteint sa première finale sur le gazon londonien. En finale, il affronte pour la cinquième fois de l'année Rafael Nadal, et l'emporte en quatre manches (6-4, 6-1, 1-6, 6-3), décrochant ainsi son premier titre à Wimbledon, son troisième en Grand Chelem. Il déclare à l'issue du match, que cette première victoire à Wimbledon est « le plus beau jour de sa vie ».
À la publication du nouveau classement ATP du 4 juillet 2011, Djokovic compte sur Rafael Nadal une marge d'un peu plus de 2 000 points. Un accueil monumental a lieu à Belgrade pour fêter sa victoire et sa 1re place mondiale, ainsi qu'une célébration avec plus de 100 000 personnes, avant qu'il ne reprenne le chemin des courts pour la préparation du quart de finale de la Coupe Davis contre la Suède à compter du 8 juillet. La Serbie l'emporte 4-1, la défaite ayant été concédée par Djokovic et Nenad Zimonjić en double. En demi-finale, Djokovic et ses compatriotes affronteront l'Argentine.
Il dispute son premier tournoi en tant que no 1 au Masters 1000 de Montréal, où il est récompensé du trophée de cristal, étant le 25e joueur de l'Histoire en tête du tennis mondial. Il retrouve de nouveau Jo-Wilfried Tsonga en demi-finale, après avoir expédié les matchs l'opposant à Nikolay Davydenko (7-5, 6-1), Marin Čilić (7-5, 6-2) et Gaël Monfils (6-2, 6-1). À ce niveau, il bénéficie du forfait du Français à la suite d'une douleur au coude, alors qu'il menait nettement(6-4, 3-0 ab.). Il remporte son 9e titre de la saison en battant en finale l'Américain Mardy Fish en trois manches (6-2, 3-6, 6-4). Ainsi, il devient le premier joueur à gagner 5 Masters1000 la même année depuis leur création en 1990, mais aussi le premier joueur depuis Pete Sampras en 1993, à remporter un titre pour ses débuts en tant que patron du Circuit ATP.
Au Masters de Cincinnati, il commence par deux victoires faciles face à Ryan Harrison (6-2, 6-3) et Radek Štěpánek (6-3, 6-3), avant de se qualifier pour les demi-finales après avoir battu plus difficilement Gaël Monfils (3-6, 6-4, 6-3). Une fois de plus, il accède à la finale en bénéficiant de l'abandon de Tomáš Berdych, après avoir remporté la première manche (7-5, ab.). Il retrouve Andy Murray, et pour la seconde fois de l'année, perd la rencontre, après abandon à la suite de problèmes à l'épaule (6-4, 3-0 ab.). Djokovic n'atteint donc pas le dixième titre de la saison lors de ce tournoi.
Lors de l'US Open, il accède au troisième tour après un succès sur abandon dans son opposition à Conor Niland (6-1, 5-0 ab.), puis au terme d'un match maîtrisé face à l'Argentin Carlos Berlocq (6-0, 6-0, 6-2). Il rejoint les 1/8 de finale après sa victoire contre Nikolay Davydenko, en 3 sets (6-3, 6-4, 6-2). Il signe au passage sa 60e victoire de la saison, pour seulement 2 défaites. En 1/8 de finale, il bat plus difficilement le talentueux mais inconstant Ukrainien Alexandr Dolgopolov, qu'il rencontre pour la première fois (7-614, 6-4, 6-2). Les choses se compliquent encore en 1/4 de finale, où face à son compatriote Janko Tipsarević il cède son premier set du tournoi, avant de voir son adversaire abandonner pour cause de douleurs à la cuisse (7-62, 63-7, 6-0, 3-0 ab.). En demi-finales, il passe comme en 2010 tout près de la défaite face à Roger Federer. Avec deux balles de match contre lui dans le cinquième set, Djokovic trouve les ressources nécessaires pour inverser la tendance et finalement l'emporter, au terme d'un match accroché et de toute beauté (67-7, 4-6, 6-3, 6-2, 7-5). Pour la troisième fois de sa carrière, et pour la deuxième année consécutive, Novak Djokovic accède à la finale de l'US Open où il rencontre de nouveau Rafael Nadal. Après plus de 4 heures de jeu, Novak Djokovic s'impose en quatre sets, 6-2, 6-4, 63-7, 6-1, et remporte sa sixième finale en 2011 face à l'Espagnol. C'est la première fois qu'il bat successivement Roger Federer et Rafael Nadal dans un même tournoi du Grand Chelem et devient ainsi l'un des deux seuls joueurs avec Juan Martín del Potro à les battre dans un même tournoi du Grand Chelem. Ce dernier les avait battus lors de sa victoire à l'US Open 2009. Il renforce sa place de no 1 mondial et continue son année exceptionnelle. Avec 10,6 millions de dollars de gains en 2011, il bat le record de gains de toute l'histoire du tennis en une saison, record précédemment détenu par Rafael Nadal. Ensuite, il déclare forfait pour deux tournois : l'Open de Chine et le Masters de Shanghaï. Il revient sur le circuit à l'Open de Bâle mais échoue en demi-finale contre le 32e joueur mondial, Kei Nishikori en trois sets (2-6, 7-6, 6-0). C'est sa quatrième défaite de la saison. Incertain pour disputer le tournoi de Bercy en raison d'une épaule douloureuse, il s'y aligne quand même mais, déclare forfait après deux victoires, peu avant le quart de finale qui devait l'opposer à Jo-Wilfried Tsonga.
Au Masters, il est accompagné par Andy Murray [3], David Ferrer [5] et Tomáš Berdych [7] dans la poule A. Il remporte son premier match face au Tchèque (3-6, 6-3, 7-63) mais perd ensuite en deux sets contre l'Espagnol (3-6, 1-6). Pour son dernier match contre Janko Tipsarević [9], remplaçant de Murray, une victoire ne lui assurerait pas une place en demi-finale. Son compatriote, déjà éliminé de la course aux demi-finales, réduit ses chances de qualifications en infligeant une sixième défaite cette saison au numéro un mondial (6-3, 3-6, 3-6.). La victoire de Berdych sur Ferrer scelle le sort de Djokovic, qui termine donc la saison 2011 avec 3 titres en Grand Chelem et 5 en Masters1000, pour un bilan victoires-défaites de 70-6.

#### 2012: vainqueur à l'Open d'Australie, finaliste à Roland-Garros et à l'US Open. Deuxième année consécutive au sommet du tennis mondial
Numéro 1 mondial, Novak Djokovic entame une saison capitale, avec deux objectifs principaux. Outre les tournois du Grand Chelem, la médaille d'or aux Jeux olympiques de Londres, ainsi que la défense de sa place de leader au classement ATP, convoitée par Roger Federer, suscitent ses intérêts. Dans l'optique de se préparer pour l'Open d'Australie, il commence sa saison par l'exhibition d'Abu Dhabi, qu'il remporte en venant à bout du no 5 mondial David Ferrer (6-2, 6-1) en finale.
Lors de la première levée du Grand Chelem de la saison, l'Open d'Australie, il bat lors des premiers tours Paolo Lorenzi (6-2, 6-0, 6-0), Santiago Giraldo (6-3, 6-2, 6-1), Nicolas Mahut (6-0, 6-1, 6-1) et Lleyton Hewitt (6-1, 6-3, 4-6, 6-3), pour se qualifier en quart de finale où il affronte David Ferrer pour la deuxième fois de la saison. Malgré des douleurs à la cuisse gauche, il gagne le match (6-4, 7-64, 6-1) et se qualifie pour les demi-finales où il élimine le Britannique Andy Murray, quatrième mondial, après un match très serré (6-3, 3-6, 64-7, 6-1, 7-5 en 4 h 50 min). Lors de la finale, il s'impose pour la septième fois consécutive face à Rafael Nadal au terme d'une finale mémorable, la plus longue de l'histoire du Grand Chelem, sur le score de 5-7, 6-4, 6-2, 65-7, 7-5 en 5 h 53 min,.
Alors triple tenant du titre à l'Open de Dubaï, il perd cependant en demi-finale contre Andy Murray en 2 sets (2-6, 5-7).
Lors du Masters d'Indian Wells, il bat successivement Andrey Golubev (6-3, 6-2), Kevin Anderson (6-2, 6-3), Pablo Andújar (6-0, 65-7, 6-2) et Nicolás Almagro (6-3, 6-4) avant de s'incliner face à l'Américain John Isner (67-7, 6-3, 65-7).

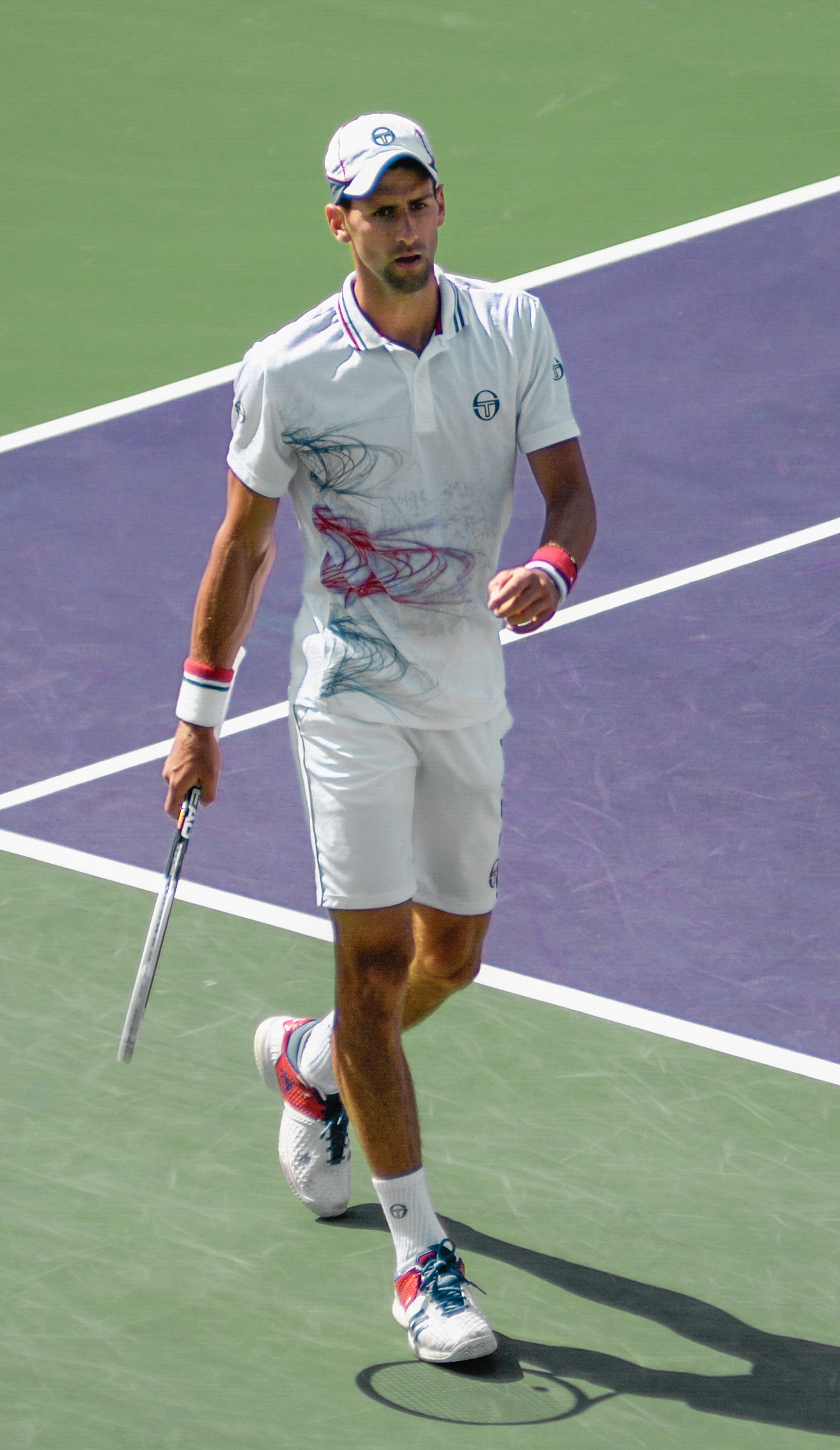
Novak Djokovic, Miami 2012.

Il remporte le 30e titre ATP de sa carrière lors du Masters de Miami, en battant successivement Márcos Baghdatís (6-4, 6-4), Viktor Troicki (6-4, 6-3), Richard Gasquet (7-5, 6-3), David Ferrer (6-2, 7-61), Juan Mónaco (6-0, 7-65) et Andy Murray (6-1, 7-64).
Lors du Masters de Monte-Carlo, il bat au premier tour Andreas Seppi (6-1, 6-4). Le 19 avril, alors qu'il devait affronter dans l'après midi pour le second tour Alexandr Dolgopolov, il apprend dans la matinée, alors qu'il était sur un terrain d'entraînement, le décès de son grand-père. Très touché moralement, il décide finalement de ne pas déclarer forfait pour la suite du tournoi, et bat Dolgopolov (2-6, 6-1, 6-4) dans la douleur. Au tour suivant, il bat Robin Haase (6-4, 6-2). Il bat ensuite Tomáš Berdych (4-6, 6-3, 6-2), pour se qualifier pour la finale où il affronte le septuple gagnant du tournoi, Rafael Nadal. Il perd 6-3, 6-1 et met fin à une série de sept victoires consécutives contre l'Espagnol.
Au tournoi de Madrid, il bat tour à tour Daniel Gimeno-Traver (6-2, 2-6, 6-3) puis Stanislas Wawrinka (7-65, 6-4) avant de céder en quart de finale face à son compatriote Janko Tipsarević (62-7, 3-6).
S'ensuit ensuite le Masters de Rome où il bat d'abord l'Australien Bernard Tomic (6-3, 6-3) suivi de l'Argentin Juan Mónaco (4-6, 6-2, 6-3). Il retrouve ensuite en quarts de finale le Français Jo-Wilfried Tsonga qu'il bat (7-5, 6-1). En demi-finales, il affronte et bat Roger Federer (6-2, 7-64) avant de s'incliner en finale à nouveau face à Rafael Nadal en deux sets (5-7, 3-6).
Pour finir cette saison sur terre battue vient le deuxième Grand Chelem de la saison, Roland-Garros. Il enchaîne sans trop de problèmes les trois premiers tours en battant successivement l'italien Potito Starace (7-63, 6-3, 6-1), le Slovaque Blaž Kavčič (6-0, 6-4, 6-4) et le Français Nicolas Devilder (6-1, 6-2, 6-2). Il rencontre ses premières difficultés en huitièmes de finale face à l'Italien Andreas Seppi qui gagne les deux premiers sets avant que Djokovic ne se reprenne et gagne les trois suivants (4-6, 65-7, 6-3, 7-5, 6-3). Comme à Rome, il retrouve le Français Jo-Wilfried Tsonga en quarts de finale, qui lui offre une belle opposition de 4 h 09, en obtenant pas moins de quatre balles de match dans le quatrième set sur le service du serbe à chaque fois, balles de match qu'il sauve en se montrant très fort et en sortant son meilleur tennis, puis il expédie le cinquième set (6-1, 5-7, 5-7, 7-66, 6-1). Comme en 2011, il retrouve le Suisse Roger Federer en demi-finales. Mais contrairement à l'année passée, il bat le Suisse en trois manches (6-4, 7-5, 6-3) et retrouve l'Espagnol Rafael Nadal pour une finale à enjeu : s'il gagne, il réalise son « Djoko Slam » tandis que Nadal, avec un 7e titre à Roland-Garros, détrônerait le record de Björn Borg. La finale, tendue entre les deux hommes, se déroule sous une bruine grandissante, provoquant de nombreuses fautes techniques inhabituelles des joueurs, et deux interruptions de match. Nadal remporte cependant les deux premiers sets, mais son jeu s'effrite nettement avec la pluie qui gagne encore en intensité. Le Serbe s'adapte mieux à la situation, et enchaîne huit jeux d'affilée dans la troisième manche qu'il remporte, et le début de la quatrième. Nadal, excédé par les conditions climatiques, lance une balle gorgée d'eau vers l'arbitre et demande le report du match. Sa requête est finalement accordée, et la fin de la partie est terminée le lendemain (ce qui n'était pas arrivé depuis 1973 à Roland-Garros). Le quatrième set est serré, mais finalement remporté par un Nadal plus mordant, sur une double faute au service de son adversaire (6-4, 6-3, 2-6, 7-5). Par conséquent, le Grand Chelem ne sera pas réalisable par Djokovic en 2012, il n'accomplira donc pas le Grand Chelem en remportant éventuellement les Jeux olympiques, ce qui aurait été inédit. Par ailleurs, il en profite pour reprendre de l'avance sur Rafael Nadal au classement ATP, n'ayant pas atteint le dernier dimanche parisien en 2011.
Le 6 juin 2012, il est désigné pour être le porte-drapeau de la Serbie lors des JO de Londres.
Il commence sa saison sur herbe lors de Wimbledon, où cette année ce Grand Chelem peut aussi être considéré comme un tournoi de préparation avant les JO de Londres. Il passe les trois premiers tours sans grandes difficultés, en éliminant successivement Juan Carlos Ferrero (6-3, 6-3, 6-1), Ryan Harrison (6-4, 6-4, 6-4) et Radek Štěpánek (4-6, 6-2, 6-2, 6-2), avant de se qualifier en quart de finale en battant son compatriote Viktor Troicki (6-3, 6-1, 6-3). En quarts de finale, il bat l'Allemand Florian Mayer (6-4, 6-1, 6-4).
Il perd en quatre manches contre le numéro trois mondial Roger Federer (6-3, 3-6, 6-4, 6-3). Le Suisse parvenant à remporter le tournoi, Novak Djokovic perd la place de numéro un mondial au profit de ce dernier, après 53 semaines.
Lors des Jeux olympiques de Londres, il termine au pied du podium. Il remporte ensuite le Masters du Canada en éliminant successivement Bernard Tomic (6-2, 6-3), Sam Querrey (6-4, 6-4), Tommy Haas (6-3, 3-6, 6-3), Janko Tipsarević (6-4, 6-1) et en finale Richard Gasquet (6-3, 6-2). Il participe la semaine suivante au Masters de Cincinnati, où il s'incline en finale face à Roger Federer sur le score de 6-0, 7-67. C'est la première fois qu'il perd un set sur le score de 6-0 face à Roger Federer.
Lors de l'US Open, il atteint la finale en éliminant successivement Paolo Lorenzi (6-1, 6-0, 6-1), Rogerio Dutra Silva (6-2, 6-1, 6-2), Julien Benneteau (6-3, 6-2, 6-2), Stanislas Wawrinka (6-4, 6-1, 3-1, ab.), le numéro huit mondial Juan Martín del Potro (6-2, 7-63, 6-4) et le numéro cinq mondial David Ferrer (2-6, 6-1, 6-4, 6-2). Il s'incline cependant en finale face au numéro quatre mondial Andy Murray (610-7, 5-7, 6-2, 6-3, 2-6), au terme d'un match très disputé, et ne remporte donc pas son sixième titre du Grand Chelem.

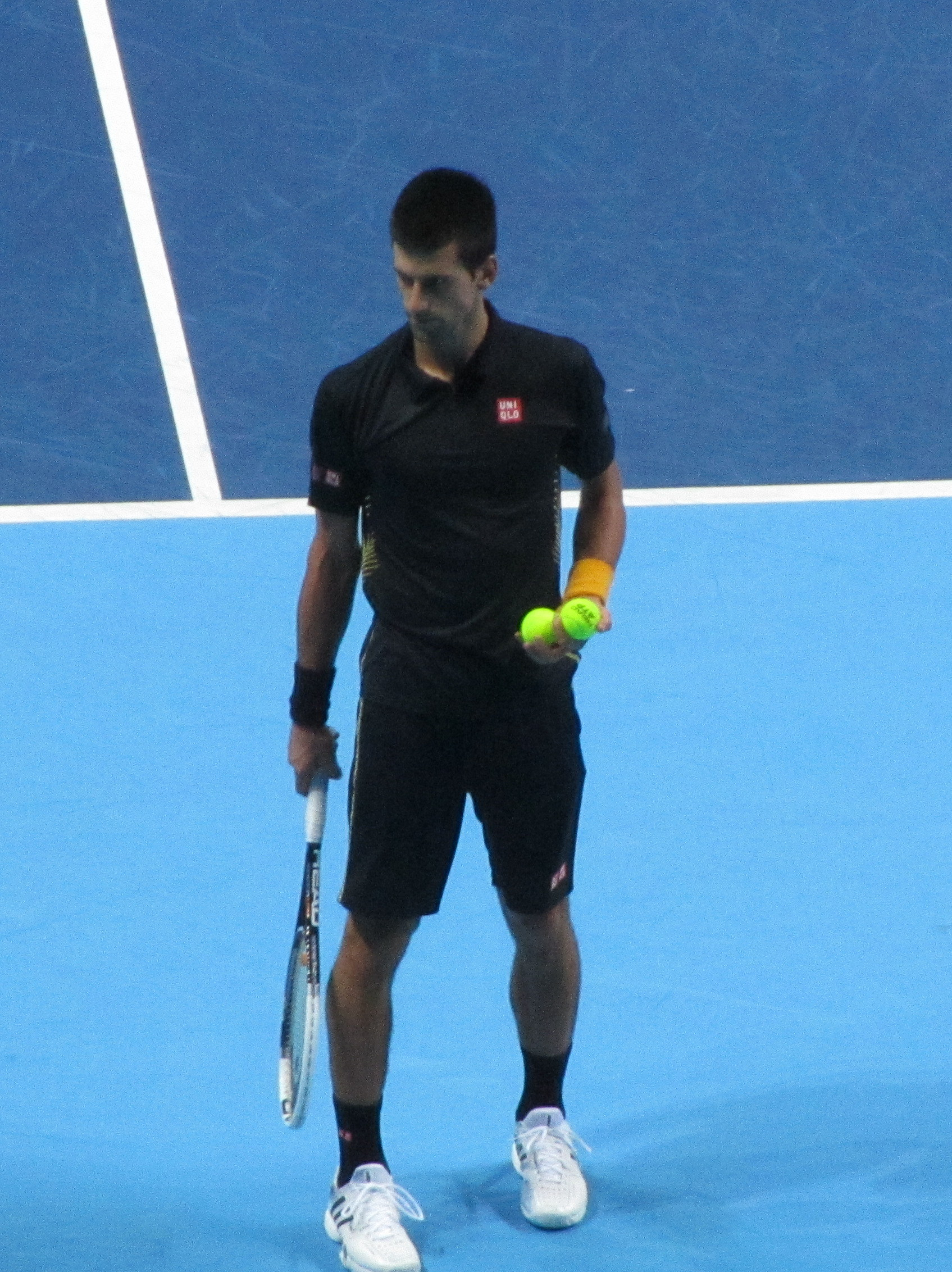
Novak Djokovic, Masters londonien 2012.

Il participe début octobre à l'Open de Chine 2012, qu'il remporte après avoir battu tout au long du tournoi Michael Berrer (6-1, 63-7, 6-2), Carlos Berlocq (6-1, 6-3), Jürgen Melzer (6-1, 6-2), Florian Mayer (6-1, 6-4) et enfin Jo-Wilfried Tsonga (7-64, 6-2). Il participe ensuite au Masters de Shanghai, où il atteint la finale après avoir éliminé Grigor Dimitrov (6-3, 6-2), Feliciano López (6-3, 6-3), Tommy Haas (6-3, 6-3), et le numéro sept mondial Tomáš Berdych (6-3, 6-4). Il remporte son treizième Masters 1000 lors de la finale face à Andy Murray, qu'il bat 5-7, 7-611, 6-3, après avoir gagné le tie-break dans le deuxième set 13-11 et avoir sauvé cinq balles de match.
Le 28 octobre, le no 1 mondial Roger Federer déclare forfait pour le Masters de Paris-Bercy, où il était pourtant tenant du titre. Par conséquent, Novak Djokovic est assuré de récupérer le fauteuil de numéro 1 mondial. De plus, incertain lui aussi à cause de soucis familiaux, le Serbe participe finalement au tournoi parisien en faisant une entrée remarquée avec un masque Dark Vador pour le jour d'Halloween mais perd dès son entrée en lice face à Sam Querrey (6-0, 65-7, 4-6), après avoir pourtant largement mené l'Américain dans cette rencontre (6-0, 2-0). Le 5 novembre 2012, le Serbe retrouve donc son trône, amplement mérité, aux dépens du Suisse et prend par la même occasion une assez large avance après avoir fourni un travail régulier tout au long de la saison.
Lors du Masters londonien, il se qualifie en demi-finale après avoir battu ses trois adversaires lors des matchs de poule : Jo-Wilfried Tsonga (7-64, 6-3), Andy Murray (4-6, 6-3, 7-5) et Tomáš Berdych (6-2, 7-66). Malgré avoir été mené d'une manche et d'un break dans le second set, il bat ensuite Juan Martín del Potro (4-6, 6-3, 6-2). Lors de la finale de ce Masters de Londres 2012, il bat Roger Federer (7-66, 7-5) après avoir pourtant été breaké à chaque début de set, et remporte ainsi son deuxième Masters au terme d'une rencontre de haute volée. Il est le premier joueur depuis Roger Federer (2004-2007) à terminer 2 fois consécutivement l'année no 1 mondial.

#### 2013:4eOpen d'Australie dont le3econsécutif, finaliste à Wimbledon et à l'US Open, mais perte de la1replace
Numéro 1 mondial, Novak Djokovic commence sa saison, comme l'année précédente, par le tournoi d'exhibition d'Abu Dhabi, tournoi qu'il remporte pour la seconde année consécutive en éliminant facilement David Ferrer en demi-finale (6-0, 6-3) puis plus difficilement Nicolás Almagro en finale (64-7, 6-3, 6-4).
Il représente ensuite son pays à la compétition mixte Hopman Cup avec Ana Ivanović comme partenaire, où ils s'inclinent en finale face à la paire espagnole composée de Fernando Verdasco et Anabel Medina Garrigues, avant de se diriger vers le premier tournoi majeur de la saison, l'Open d'Australie.
Il commence facilement son tournoi en éliminant sans problèmes Paul-Henri Mathieu (6-2, 6-4, 7-5) puis Ryan Harrison (6-1, 6-2, 6-3). Il bat au troisième tour le Tchèque Radek Štěpánek (6-4, 6-3, 7-5). Il se qualifie en quart de finale après avoir battu difficilement le Suisse Stanislas Wawrinka, tête de série no 15 (1-6, 7-5, 6-4, 65-7, 12-10), où il aura été pourtant mené 1-6, 2-5 au terme d'un match splendide d'une durée de 5 h 2 min. Il se qualifie pour sa onzième demi-finale consécutive en Grand Chelem, après avoir éliminé Tomáš Berdych (6-1, 4-6, 6-1, 6-4). Il se qualifie pour la finale après avoir donné une véritable leçon au numéro quatre mondial, David Ferrer (6-2, 6-2, 6-1), en réalisant un nombre impressionnant de points gagnants (85 contre 41 pour son adversaire) et en n'ayant notamment perdu que sept points sur son service. Il remporte la finale face à Andy Murray en 4 sets : 62-7, 7-63, 6-3, 6-2, et devient ainsi le premier joueur de l'ère Open à remporter trois fois consécutivement l'Open d'Australie.
Il participe ensuite à l'Open de Dubaï, où il domine au premier tour son compatriote Viktor Troicki (6-1, 6-4), puis au second tour Roberto Bautista-Agut (6-1, 7-64). Il bat enfin Andreas Seppi (6-0, 6-3) puis en demi-finale Juan Martín del Potro (6-3, 7-64) pour se qualifier pour la finale. Il remporte le titre en battant Tomáš Berdych (7-5, 6-3),. Cette victoire le donne invaincu pendant 18 matchs en compétition officielle, soit depuis sa défaite au 2e tour de Bercy face à Querrey. Il enchaine ainsi son 3e titre consécutif, après le Masters fin 2012, l'Open d'Australie début 2013 et donc Dubaï.
L'athlète commence par la suite sa tournée sur le dur américain, avec le Masters d'Indian Wells. Pour commencer, il bat difficilement l'Italien Fabio Fognini (6-0, 5-7, 6-2) malgré un bon début de match, puis Grigor Dimitrov (7-64, 6-1). Au tour suivant, il bat le dernier homme en date à l'avoir officiellement battu, Sam Querrey (6-0, 7-66), pour s'offrir une place en quart de finale où il affronte Jo-Wilfried Tsonga. Il bat très facilement ce dernier, 6-3, 6-1. Il se fait ensuite éliminer en demi-finale, à la surprise générale, par Juan Martín del Potro, sur le score de 4-6, 6-4, 6-4 et subit ainsi sa première défaite de la saison.
Il enchaîne ensuite avec le Masters de Miami, où il bat lors de ses premiers tours Lukáš Rosol (6-1, 6-0) puis Somdev Devvarman (6-2, 6-4), mais s'incline ensuite face à Tommy Haas (2-6, 4-6).
Commence ensuite la tournée sur terre battue. Incertain pour le Masters de Monte Carlo à la suite d'une blessure à la cheville droite pendant la Coupe Davis, Djokovic y participera finalement. Exempté de premier tour, il affronte au 2e Tour Mikhail Youzhny qu'il bat en trois sets (4-6, 6-1, 6-4) puis vient au tour suivant à bout de Juan Mónaco (4-6, 6-2, 6-2). Il rencontre ensuite en quarts de finale Jarkko Nieminen qu'il bat relativement facilement (6-4, 6-3) puis bat ensuite aussi facilement l'italien Fabio Fognini (6-2, 6-1), pourtant tombeur de Tomáš Berdych et Richard Gasquet, pour obtenir sa place en finale du premier Masters 1000 sur terre battue de la saison. Il réalise l'exploit en finale, en battant l'octuple tenant du titre, Rafael Nadal (6-2, 7-61). Il met ainsi fin aux 46 victoires consécutives de ce dernier à Monte-Carlo,. Et il devient le joueur qui a battu le plus de fois Rafael Nadal sur terre battue depuis 2005.
Après 12 jours sans toucher sa raquette de tennis, il se présente au Masters de Madrid, où il s'incline dès son entrée en lice face à un jeune bulgare Grigor Dimitrov (66-7, 7-68, 3-6). Lors du Masters de Rome il écarte Albert Montañés (6-2, 6-3) au deuxième tour ; puis bat Alexandr Dolgopolov (6-1, 6-4) en huitièmes avant de s'incliner en quarts face à Tomáš Berdych (6-2, 5-7, 4-6).

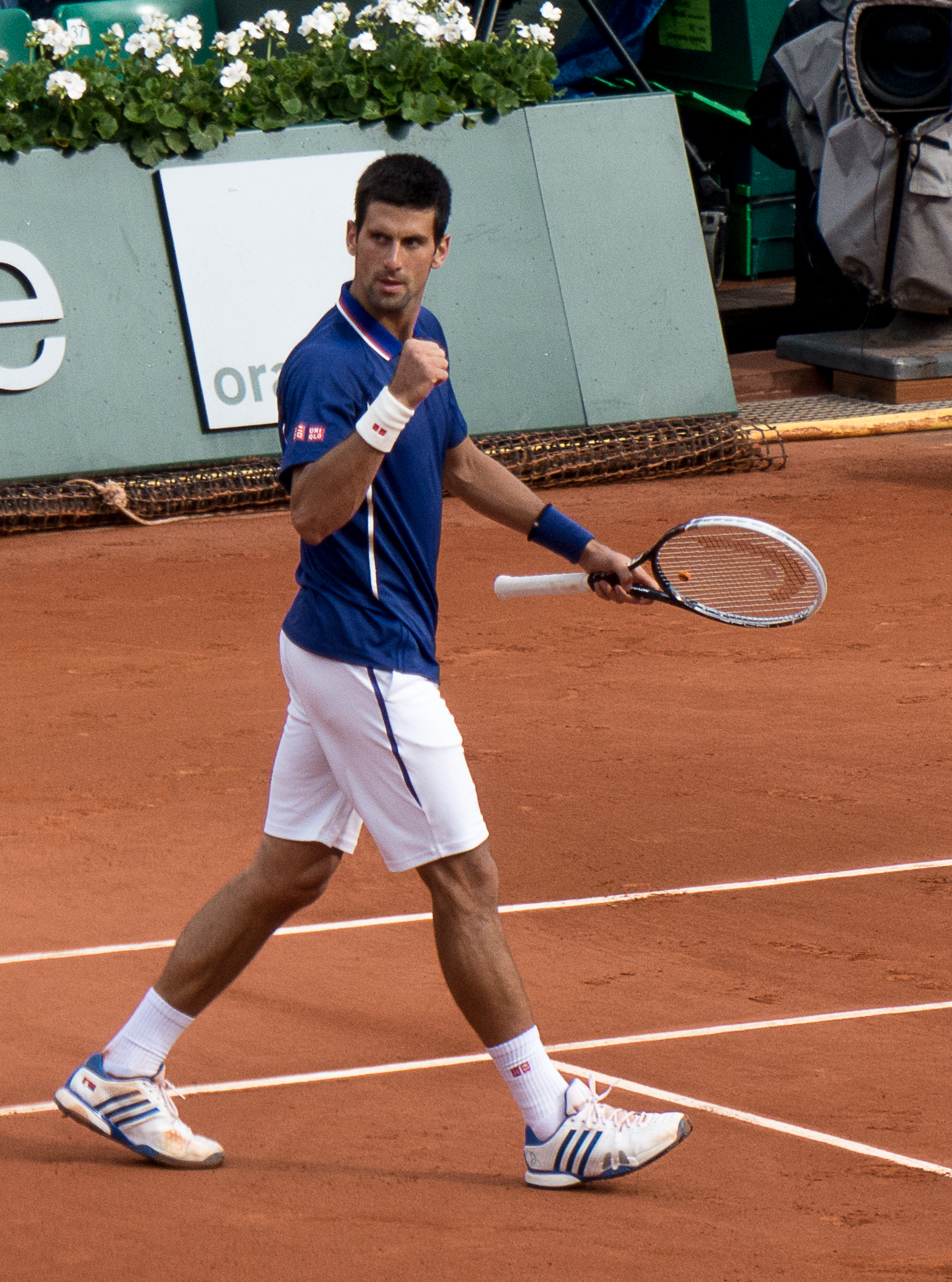
Novak Djokovic à Roland-Garros en 2013.

Lors de Roland-Garros, il commence son tournoi de manière convenable en éliminant le jeune belge David Goffin (7-65, 6-4, 7-5), puis au tour suivant Guido Pella (6-2, 6-0, 6-2). Au tour suivant, il prend sa revanche sur Grigor Dimitrov, en le battant cette fois-ci très facilement (6-2, 6-2, 6-3). Lors de son tour suivant face à Philipp Kohlschreiber, il cède le premier set de son tournoi, mais se qualifie quand même pour les quarts de finale (4-6, 6-3, 6-4, 6-4). Après cette rencontre, il rend un vibrant hommage à son ancienne entraîneur Jelena Genčić, décédée deux jours plus tôt à Belgrade à l'âge de 77 ans, et indique qu'il va tout faire pour remporter cette édition de Roland-Garros en son honneur.
Il aborde son quart de finale contre Tommy Haas, le doyen de ces Internationaux de France de tennis âgé de 35 ans. Il remporte ce match en 3 sets, 6-3, 7-65, 7-5, non sans avoir été bousculé.
Cette demi-finale tant attendue depuis le tirage au sort, l'opposant au septuple champion Rafael Nadal, aura donc lieu. Il s'incline cependant au terme d'un match incroyablement disputé et riche en rebondissements sur le score de 4-6, 6-3, 1-6, 7-63, 7-9.
Il enchaîne directement sa saison sur gazon avec Wimbledon, où il se qualifie sans problèmes pour le troisième tour, en éliminant Florian Mayer (6-3, 7-5, 6-4) puis Bobby Reynolds (7-62, 6-3, 6-1). Il bat ensuite facilement Jérémy Chardy (6-3, 6-2, 6-2) après avoir réalisé un match proche de la perfection, en ayant notamment réalisé trente-huit coups gagnants, pour seulement trois fautes directes. De plus, il n'a perdu que six points sur son service. Il se qualifie pour son 17e quart de finale consécutif en Grand Chelem en battant Tommy Haas (6-1, 6-4, 7-64). Il bat au tour suivant Tomáš Berdych (7-65, 6-4, 6-3), pour s'offrir une nouvelle fois une place dans le dernier carré d'un tournoi du Grand Chelem. Il qualifie cette demi-finale, jouée contre l'Argentin Juan Martín del Potro, comme « le plus grand match qu'il ait joué à Wimbledon ». Il combat pendant quatre heures et quarante-quatre minutes avant de s'octroyer la victoire sur le score de 7-5, 4-6, 7-62, 66-7, 6-3, en ayant notamment eu deux balles de match durant le deuxième tie-break avant que del Potro ne le remporte,.
En finale, il est battu par Andy Murray lors d'un match surprenant où il produit un tennis bien inférieur à son habitude, notamment en ratant la majorité de ses smashs, en faisant une quarantaine de fautes et en servant de façon médiocre. Il perd sur le score de 6-4, 7-5, 6-4 en à peine plus de trois heures.
Il s'aligne ensuite lors du Masters du Canada, où il se qualifie jusqu'en demi-finale après avoir éliminé Florian Mayer (6-2, 6-1), Denis Istomin (2-6, 6-4, 6-4) et Richard Gasquet (6-1, 6-2). Il ne participe cependant pas à la finale, à la suite de sa défaite face à Rafael Nadal (4-6, 6-3, 62-7).
La semaine suivante, au Masters de Cincinnati, seul Masters 1000 manquant à son palmarès, après avoir battu Juan Mónaco (7-5, 6-2) et David Goffin (6-2, 6-0), il s'incline face à John Isner (65-7, 6-3, 5-7).
Il commence ensuite l'US Open, où il va tenter de retrouver la confiance qu'il a perdue dernièrement à la suite de ses résultats légèrement décevants. Lors de son entrée en lice, il vainc Ričardas Berankis (6-1, 6-2, 6-2), puis au second tour Benjamin Becker (7-62, 6-2, 6-2) en ayant toutefois dû écarter deux balles de premier set. Au match suivant, il terrasse João Sousa (6-0, 6-2, 6-2) puis en fait de même avec l'Espagnol Marcel Granollers (6-3, 6-0, 6-0) qu'il vainc en à peine une heure et demie en huitièmes de finale. Il s'offre ensuite une place en demi-finale en éliminant le Russe Mikhail Youzhny (6-3, 6-2, 3-6, 6-0). Il se qualifie pour une quatrième finale consécutive sur ce Grand Chelem américain, en éliminant le Suisse Stanislas Wawrinka au terme d'un match disputé (2-6, 7-64, 3-6, 6-3, 6-4). Il s'incline pour la deuxième fois consécutivement dans une finale de Grand Chelem, au profit de Rafael Nadal.
Il participe ensuite à l'Open de Chine, tournoi qui lui réussit généralement bien puisqu'il est toujours invaincu après ses victoires en 2009, 2010 et 2012. Il bat pour commencer facilement Lukáš Rosol (6-0, 6-3), avant de céder un set contre Fernando Verdasco (7-5, 2-6, 6-2). Ensuite, il élimine l'Américain Sam Querrey (6-1, 6-2) puis le Français Richard Gasquet (6-4, 6-2), tombeur de David Ferrer. Enfin, pour la deuxième fois cette saison, il bat en finale son plus grand ennemi, Rafael Nadal (6-3, 6-4) en maîtrisant bien son match. Cependant, l'Espagnol reprend à l'issue du tournoi la place de numéro 1 mondial au Serbe compte tenu de son meilleur bilan sur les 12 derniers mois.
La semaine suivante, au Masters de Shanghai, il bat successivement Marcel Granollers (6-2, 6-0), Fabio Fognini (6-3, 6-3), Gaël Monfils (64-7, 6-2, 6-4) au terme d'un match disputé, puis Jo-Wilfried Tsonga (6-2, 7-5). Il remporte pour la deuxième année consécutive ce tournoi, en l'emportant en finale contre Juan Martín del Potro (6-1, 3-6, 7-63), totalisant 20 victoires de suite en Chine, un record.
Il s'aligne ensuite au Masters de Paris-Bercy où il a très peu de points à défendre à la suite de sa contre-performance l'année précédente. Lors de son entrée en lice, il bat le jeune Français Pierre-Hugues Herbert (7-63, 6-3), puis John Isner (65-7, 6-1, 6-2) en concédant un set. Ensuite, il vient facilement à bout de Stanislas Wawrinka (6-1, 6-4), ainsi que de Roger Federer (4-6, 6-3, 6-2) avec plus de difficultés pour s'offrir une place en finale. Il remporte le seizième Masters 1000 de sa carrière en battant l'Espagnol David Ferrer (7-5, 7-5)
La semaine suivante au Masters à Londres avec le plein de confiance. Lors des matchs de poule, le joueur bat ses trois adversaires, à savoir Roger Federer (6-4, 62-7, 6-2), Juan Martín del Potro (6-3, 3-6, 6-3) et Richard Gasquet (7-65, 4-6, 6-3), à chaque fois au terme d'un match disputé en trois sets. Il bat ensuite le Suisse Stanislas Wawrinka (6-3, 6-3). Au terme d'un match opposant les deux meilleurs joueurs du monde, il s'adjuge le lendemain le troisième Masters de sa carrière, après un match hautement maîtrisé contre Rafael Nadal (6-3, 6-4),. Sa fin de saison a été presque parfaite car, même en la terminant à la 2e place au classement ATP, il a gagné les quatre derniers tournois auxquels il a participé et a totalisé 24 victoires consécutives.
Il ajoute deux victoires à cette série quelques jours plus tard, en finale de Coupe Davis, où il bat Radek Štěpánek (7-5, 6-1, 6-4) et Tomáš Berdych (6-4, 7-65, 6-2). Malgré ces deux victoires, sa saison avec la sélection serbe de Coupe Davis ne se termine pas idéalement, puisqu'étant le seul pilier de son équipe, Tipsarević et Troicki étant absent de la finale, ils s'inclinent 2-3 contre la République tchèque. Son principal objectif concernant la saison 2014 sera surtout centré sur les tournois du Grand-Chelem.

#### 2014:2eWimbledon,4eMasters, finaliste à Roland-Garros et1replacemondiale
Comme en 2012 et 2013, Novak Djokovic commence sa saison par le tournoi d'exhibition d'Abu Dhabi qu'il remporte pour la troisième fois consécutive en se défaisant en finale de David Ferrer (7-5, 6-2) après avoir éliminé Jo-Wilfried Tsonga en demi-finale. Sa saison officielle débute avec l'Open d'Australie, où il parvient aisément en quart de finale. Pour son 19e quart de finale consécutif en Grand Chelem, il joue le Suisse et tête de série no 8 Stanislas Wawrinka pour une revanche du match exceptionnel disputé en 2013, au stade des huitièmes de finale. Il perd ce match d'anthologie sur le score de 6-2, 4-6, 2-6, 6-3, 7-9 au bout de quatre heures, sur une volée ratée, et met donc fin à sa série de 28 victoires consécutives depuis sa défaite en finale de l'US Open 2013 et de trois Open d'Australie d'affilée.

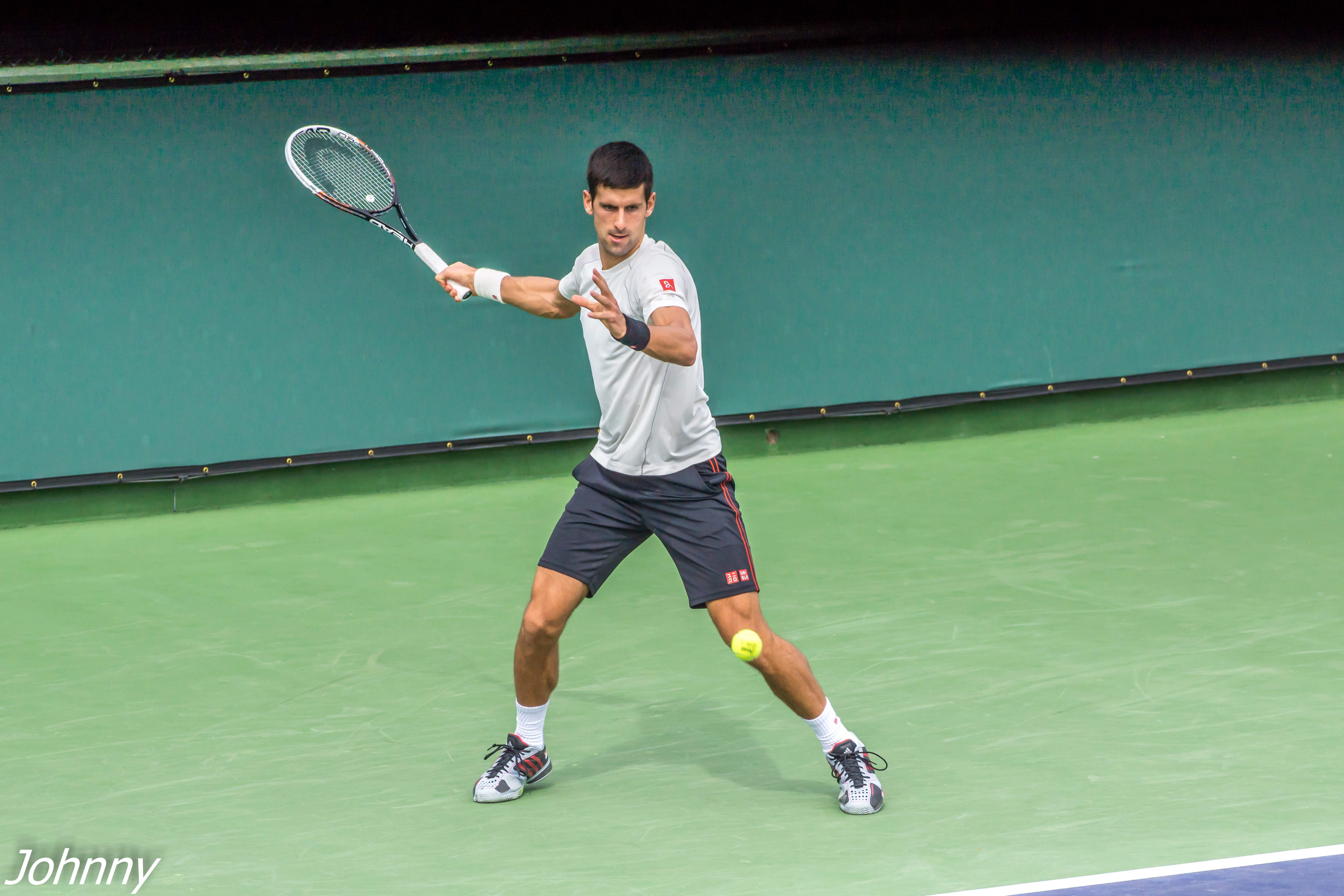
Novak Djokovic à Indian Wells (mars 2014).

Il participe ensuite au tournoi de Dubaï dont il est tenant du titre et vainqueur à quatre reprises et passe sans encombre les deux premiers tours. Il se qualifie pour les demi-finales grâce au forfait du Russe Mikhail Youzhny, stade où il chute face à Roger Federer (6-3, 3-6, 2-6), futur vainqueur du tournoi.
Il participe ensuite au premier Masters 1000 de la saison se déroulant à Indian Wells. Après un premier tour tranquille, il se débarrasse difficilement du Colombien Alejandro González (6-1, 3-6, 6-1). Il vainc ensuite l'un des hommes en forme de ce début de saison, le Croate Marin Čilić (1-6, 6-2, 6-3), puis écarte successivement Julien Benneteau et John Isner pour se qualifier pour la finale. Il remporte le premier titre de sa saison (le 17e Masters 1000) en prenant sa revanche sur Roger Federer (3-6, 6-3, 7-63).
Il s'aligne la semaine suivante en tant que tête de série no 2 à Miami en Floride. Tout d'abord, il vainc Jérémy Chardy (6-4, 6-3), avant de bénéficier du forfait de l'Allemand Florian Mayer. Il se débarrasse après de Tommy Robredo (6-3, 7-5), ainsi que de Andy Murray (7-5, 6-3) après un match maitrisé, et s'offre ainsi une place dans le dernier carré. Il va directement en finale après un deuxième forfait en sa faveur dans le tournoi, celui du japonais Kei Nishikori qu'il devait rencontrer en demi-finale. En finale, le serbe bat facilement Rafael Nadal dans un match incroyable et hautement maitrisé, en 1 heure et 23 minutes sur le score de 6-3, 6-3. Il réalise donc, pour la deuxième fois de sa carrière, le doublé Indian Wells-Miami.
Sa saison sur terre battue commence ensuite mi-avril avec son Masters à domicile, à Monte-Carlo, où il est le tenant du titre. Il écrase Albert Montañés (6-1, 6-0) au premier tour, puis deux jours plus tard il donne une leçon à Pablo Carreño Busta (6-0, 6-1). Il cède ensuite un set dans un match difficile contre Guillermo García-López (4-6, 6-3, 6-1), avant de s'incliner en demi-finale contre le Suisse Roger Federer (5-7, 2-6), notamment à cause de son poignet dont la douleur s'est grandement ravivée lors de ce match. Cette même douleur le contraint à déclarer forfait pour le Masters de Madrid.
Cependant, il peut participer à celui de Rome ayant lieu la semaine d'après. Le joueur se débarrasse pour son premier match de Radek Štěpánek (6-3, 7-5), pour ensuite vaincre Philipp Kohlschreiber (4-6, 6-2, 6-1). Il élimine ensuite l'Espagnol David Ferrer dans un match équilibré en trois sets serrés (7-5, 4-6, 6-3), avant de battre en demi-finale le Canadien Milos Raonic (65-7, 7-64, 6-3) lors d'un duel une nouvelle fois accroché. Il domine en finale son ennemi direct Rafael Nadal (4-6, 6-3, 6-3), signant ainsi une quatrième victoire consécutive. Il devient le joueur ayant le plus grand nombre de victoires sur terre battue contre l'Espagnol, ajoutant par la même occasion un dix-neuvième Masters 1000 à son palmarès.
Pendant Roland-Garros, Novak Djokovic passe sans problèmes le Portugais João Sousa (6-1, 6-2, 6-4) puis le Français Jérémy Chardy (6-1, 6-4, 6-2). Au troisième tour, il laisse échapper un set face à Marin Čilić (6-2, 6-3, 62-7, 6-4). Il expédie ensuite Jo-Wilfried Tsonga en huitièmes de finale (6-1, 6-4, 6-1). En quart, il est opposé au Canadien Milos Raonic (no 8) et se qualifie au terme d'un match solide (7-5, 7-65, 6-4). Pour une place en finale, il se défait du Letton Ernests Gulbis, auteur d'un parcours surprenant, en quatre sets (6-3, 6-3, 3-6, 6-3). Pour la deuxième fois en finale du tournoi Porte d'Auteuil, il est de nouveau opposé à Rafael Nadal (no 1), qui l'a déjà battu 5 fois à Roland-Garros. Après avoir décroché le premier set (3-6), Djokovic cède une seconde manche disputée (7-5). Nadal profite ensuite d'un passage à vide du Serbe et de son jeu exceptionnel pour empocher le troisième set (6-2), et après plusieurs rebondissements, breake finalement pour remporter une cinquième finale de suite à Paris, la neuvième en tout, au terme d'un match de très haut niveau (3-6, 7-5, 6-2, 6-4) en 3 h 31.

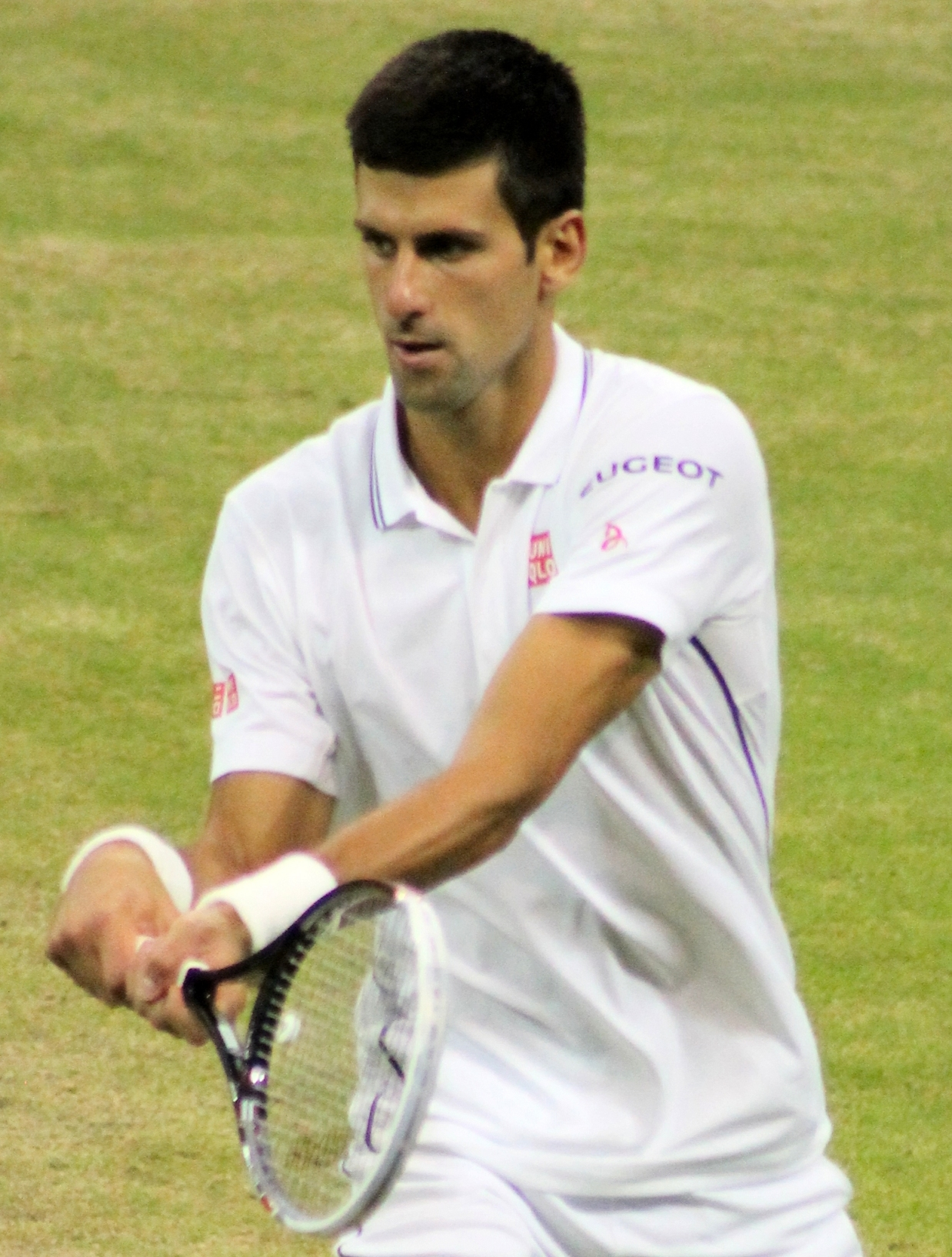
Novak Djokovic, Wimbledon 2014.

Novak Djokovic entame le tournoi de Wimbledon en tant que tête de série no 1, grâce au classement spécial du tournoi londonien. Il commence son championnat de manière très convaincante en écrasant le Kazakh Andrey Golubev (6-0, 6-1, 6-4) au premier tour. Il remporte ensuite un match plus disputé contre le vétéran tchèque Radek Štěpánek (6-4, 6-3, 65-7, 7-65) en plus de trois heures. Il se qualifie ensuite en quart de finale en éliminant les Français Gilles Simon (6-4, 6-2, 6-4) et Jo-Wilfried Tsonga (6-3, 6-4, 7-65). Il y retrouve le Croate Marin Čilić pour un nouveau match très accroché, toutefois remporté sur le score de 6-1, 3-6, 64-7, 6-2, 6-2 en près de trois heures. Il se qualifie une fois de plus en finale en éliminant le jeune Grigor Dimitrov (6-4, 3-6, 7-62, 7-67) tombeur d'Andy Murray au tour précédent. Pour seulement la deuxième fois de leur carrière, Djokovic et Federer se retrouvent en finale de Grand Chelem. C'est cette fois le Serbe qui prévaut et remporte le tournoi londonien en battant le Suisse (67-7, 6-4, 7-64, 5-7, 6-4), au terme d'un match fort en rebondissement de près de quatre heures. En plus de mettre un terme à cette série de trois finales de Grand Chelem perdues (Wimbledon 2013, US Open 2013, Roland-Garros 2014), Djokovic redevient numéro un mondial à la place de Rafael Nadal, classement perdu à la fin de l'année 2013. Cette deuxième victoire à Londres continue d'ancrer un peu plus son nom dans la légende du tennis, en portant son nombre de victoires en Grand Chelem à sept, égalant ainsi Mats Wilander et John McEnroe,.
Après s'être marié durant le mois de juillet, Novak Djokovic entame la tournée nord-américaine avec le Masters 1000 de Toronto, tournoi dont il est triple vainqueur. Dispensé de premier tour, le Serbe commence par un match compliqué contre le Français Gaël Monfils remporté sur le score de 6-2, 64-7, 7-62 en deux heures et quarante minutes. En huitièmes de finale, le joueur affronte Jo-Wilfried Tsonga pour la vingtième fois de leur carrière. Après un match médiocre de sa part, il est éliminé contre le Français assez sèchement sur le score de 6-2, 6-2.
Il enchaîne directement avec le Masters 1000 de Cincinnati. Au deuxième tour, il doit batailler contre Gilles Simon mais finit par l'emporter sur le score de 6-3, 4-6, 6-4. Cependant, comme à Toronto, Djokovic est éliminé au troisième tour, cette fois-ci contre Tommy Robredo (7-66, 7-5).
Malgré ces surprenants revers essuyés lors des deux précédents Masters 1000, l'athlète entame le dernier Grand Chelem du calendrier, l'US Open, en tant que grand favori avec Roger Federer. Si certains doutaient de la motivation du Serbe (notamment concernant ses déclarations comme quoi le tennis n'était plus sa priorité), ses quatre premiers matchs dissipent tous les doutes. Il commence par écraser Diego Schwartzman (6-1, 6-2, 6-4) au premier tour puis bat facilement Paul-Henri Mathieu (6-1, 6-3, 6-0) au tour suivant. Sam Querrey offre un peu plus d'opposition, mais passe tout de même au rouleau compresseur Novak qui gagne ce match 6-3, 6-2, 6-2. Le Serbe affronte ensuite l'Allemand Philipp Kohlschreiber (tête de série no 22), tombeur de John Isner en 1/16 de finale. Djokovic répond présent pour ce premier vrai test et l'emporte 6-1, 7-5, 6-4. En quarts de finale, le joueur affronte pour la 21e fois l'Écossais Andy Murray. Après deux sets proprement titanesques, Murray se blesse au dos et n'est plus capable de jouer au même niveau qu'auparavant. Djokovic l'emporte donc 7-61, 61-7, 6-2, 6-4 et se qualifie pour une huitième demi-finale consécutive à Flushing Meadows. Cependant, le Serbe est éliminé par Kei Nishikori sur le score de 6-4, 1-6, 7-64, 6-3. Cela faisait quatre ans de suite qu'il atteignait la finale à New York. Il est à noter que jamais auparavant Novak Djokovic n'avait perdu en Grand Chelem contre un adversaire plus jeune. En effet, il a subi l'immense majorité de ses défaites contre Federer, Nadal ou Murray (plus vieux d'une semaine).
Après la déception de l'US Open, l'athlète entame la tournée chinoise, série de tournois où il a toujours connu d'excellents résultats. L'Open de Chine n’échappe pas à la règle et voit le Serbe triompher pour une cinquième fois consécutive. Il élimine l'Espagnol Guillermo García-López (6-2, 6-1), le jeune Canadien Vasek Pospisil (6-3, 7-5), la tête de série no 5 Grigor Dimitrov (6-2, 6-4) et Andy Murray (6-3, 6-4). Il écrase ensuite le Tchèque Tomáš Berdych en finale (6-0, 6-2).
Après cet excellent tournoi, il participe à l'avant-dernier Masters 1000 de la saison, à Shanghai. Exempt de premier tour, il entame le tournoi en éliminant le jeune Dominic Thiem au deuxième tour (6-3, 6-4). Le Kazakh Mikhail Kukushkin connait le même sort au troisième tour et est battu 6-3, 4-6, 6-4, après avoir tout de même réussi le petit exploit de prendre un set au Serbe. L'Espagnol David Ferrer ne fait pas mieux et il l'élimine 6-4, 6-2 lors des quarts de finale. Novak Djokovic rencontre Roger Federer en demi-finale, c'est la 36e fois que les deux joueurs s'affrontent. Malgré un excellent match, le joueur serbe est éliminé 6-4, 6-4 en une heure et trente-six minutes. Il est à noter que la dernière défaite de Djokovic en Chine remontait à sa demi-finale du tournoi de Shanghai 2010, où il avait également été battu par Roger Federer.
Alors que la place de numéro 1 mondial du Serbe est remise en question par l'excellente saison de Roger Federer, le tennisman entame le Masters de Paris-Bercy, dernier Masters 1000 de la saison. Il y affronte au deuxième tour l'Allemand Philipp Kohlschreiber pour la troisième fois cette saison. Comme les deux fois précédentes, Novak l'élimine facilement (6-3, 6-4). Il bat ensuite le Français Gaël Monfils (6-3, 7-62) pour la dixième fois consécutive. Lors des quarts de finale, il maîtrise parfaitement le Britannique Andy Murray (7-5, 6-2). Il prend alors sa revanche sur le Japonais Kei Nishikori qui l'avait battu à l'US Open quelques semaines auparavant (6-2, 6-3). Il s'impose en finale face à Milos Raonic (6-2, 6-3), égalant donc le record de trois victoires à Paris-Bercy co-détenu avec Marat Safin et son coach Boris Becker, et remporte ainsi son vingtième Masters 1000, ainsi que la 600e victoire de sa carrière,.
Il participe bien évidemment durant le mois de novembre au "tournoi des maîtres", le masters de Londres. Il réussit pleinement son entrée en lice le 10 novembre en se débarrassant facilement du gagnant de l'US Open, Marin Čilić (6-1, 6-1); puis lors du second affrontement, il bat sèchement Stanislas Wawrinka en réalisant notamment un deuxième set d'exception (6-3, 6-0). Enfin, il vainc Tomáš Berdych (6-2, 6-2) pour terminer les matchs de poule, victoire qui lui assure de finir la saison à la première place mondiale, pour la troisième fois de sa carrière après 2011 et 2012 ; de plus, il s'agit de sa 30e victoire consécutive en indoor, sa dernière défaite remontant en 2012 contre Sam Querrey à Paris-Bercy,. Il se qualifie pour une nouvelle finale au Masters en battant le Japonais Kei Nishikori (6-1, 3-6, 6-0), finale qu'il gagne sur forfait du Suisse Roger Federer.
L'année 2014 a été pour lui une année inoubliable, tant professionnellement que personnellement, avec notamment son mariage et la naissance de son premier enfant. En remportant son second Wimbledon, quatre Masters 1000 (Indian Wells, Miami, Rome et Paris-Bercy) et le Masters de fin de saison et en terminant à la première place mondiale, il rentre encore un peu plus parmi les légendes du tennis,.

#### 2015 - saison historique:2ePetit Chelem (Melbourne, Wimbledon, US Open),6eMasters, record de titres en Masters 1000 sur une saison et record de points ATP
Pour la première fois de sa carrière, Novak Djokovic entame sa saison officielle par le tournoi de Doha. Après deux tours faciles contre Dušan Lajović (6-2, 6-1) et Serhiy Stakhovsky (6-2, 6-1), il s'arrête en quart de finale, battu par le Croate Ivo Karlović (7-62, 66-7, 4-6).
Fort de sa place de numéro un mondial et de ses quatre titres remportés à Melbourne, il entame l'Open d'Australie en tant qu'un des grands favoris. Sans aucun problème, il atteint le troisième tour en battant le Slovène Aljaž Bedene (6-3, 6-2, 6-4) et le Russe Andrey Kuznetsov (6-0, 6-1, 6-4). Il affronte ensuite l'ancien top 10 et demi-finaliste en 2009, l'Espagnol Fernando Verdasco. Bien qu'étant un adversaire plus dangereux, ce dernier est aisément éliminé par Djokovic sur le score de 7-68, 6-3, 6-4. Le Serbe se qualifie ensuite en quart de finale en éliminant le Luxembourgeois Gilles Müller (6-4, 7-5, 7-5). Il se défait ensuite du Canadien Milos Raonic (7-65, 6-4, 6-2) au terme d'un match parfaitement mené, puis de son bourreau de l'année précédente, le Suisse Stanislas Wawrinka (7-61, 3-6, 6-4, 4-6, 6-0). L'athlète joue donc sa cinquième finale à l'Open d'Australie contre son rival Andy Murray, auteur d'un tournoi parfait, ne perdant que deux sets, le premier en huitième de finale contre Grigor Dimitrov et le second en demi-finale face à Tomáš Berdych. Il bat le Britannique dans un match où les deux premiers sets sont d'une forte intensité, sur le score de 7-65, 64-7, 6-3, 6-0, devenant ainsi le premier joueur de l'ère Open à remporter cinq fois ce tournoi, mais restant derrière Roy Emerson (six titres). Ce 8e titre du Grand Chelem en carrière lui permet aussi d'égaler Andre Agassi, Jimmy Connors, Ivan Lendl, Fred Perry et Ken Rosewall en nombre de Grand Chelem remportés.
Il fait son retour à la compétition lors de l'Open de Dubaï. Il y atteint la finale en battant Tomáš Berdych en demi-finale, mais s'incline contre Roger Federer (6-3, 7-5).
Il participe au premier tour de Coupe Davis face à la Croatie et permet à la Serbie de se qualifier pour les quarts de finale après sa victoire en simple contre Mate Delić en 3 sets (6-3, 6-2, 6-4) et sa victoire en double avec Nenad Zimonjić.
Novak Djokovic se rend ensuite en Californie pour disputer le premier Masters 1000 de la saison, le Masters d'Indian Wells. Tenant du titre, il ne rencontre guère de résistance jusqu'en finale. Il élimine successivement Márcos Baghdatís (6-1, 6-3), Albert Ramos (7-5, 6-3), John Isner (6-4, 7-65) et profite de l'abandon de l'Australien Bernard Tomic pour rallier les demi-finales. Il élimine ensuite le Britannique Andy Murray dans un match à sens unique (6-2, 6-3) et se qualifie pour une cinquième finale dans le désert californien. Lors d'une 38e confrontation, le joueur prend sa revanche sur le Suisse Roger Federer qu'il n'avait plus battu depuis le tournoi de Wimbledon 2014. Cette victoire 6-3, 65-7, 6-2 apporte au Serbe son second titre de la saison et le cinquantième de sa carrière. Dès la semaine suivante, il se rend à Miami, en Floride, pour participer à ce Masters 1000 incontournable. Cette année encore, il reste en lice pour réaliser le doublé Indian Wells - Miami. Il commence face au Slovaque Martin Kližan, qu'il bat 6-0, 5-7, 6-1, puis vainc pour son second tour Steve Darcis (6-0, 7-5). Lors de sa rencontre suivante l'opposant à l'Ukrainien Alexandr Dolgopolov, il frôle l'élimination. Alors mené 63-7, 1-4, son adversaire ayant même eu des balles de double-break, il réussit à retourner la situation dans le second set, puis à l'emporter à la suite du craquage physique de son adversaire dans le set décisif, sur le score de 63-7, 7-5, 6-0. Il vainc après cela David Ferrer (7-5, 7-5) puis le géant américain John Isner (7-63, 6-2) en demi-finale. Il s'impose pour la cinquième fois de sa carrière dans ce tournoi face à Andy Murray lors d'un match d'une haute intensité sur le score de (7-63, 4-6, 6-0). Il devient alors le premier joueur de l'histoire du tennis à réaliser un triple doublé Indian Wells-Miami.

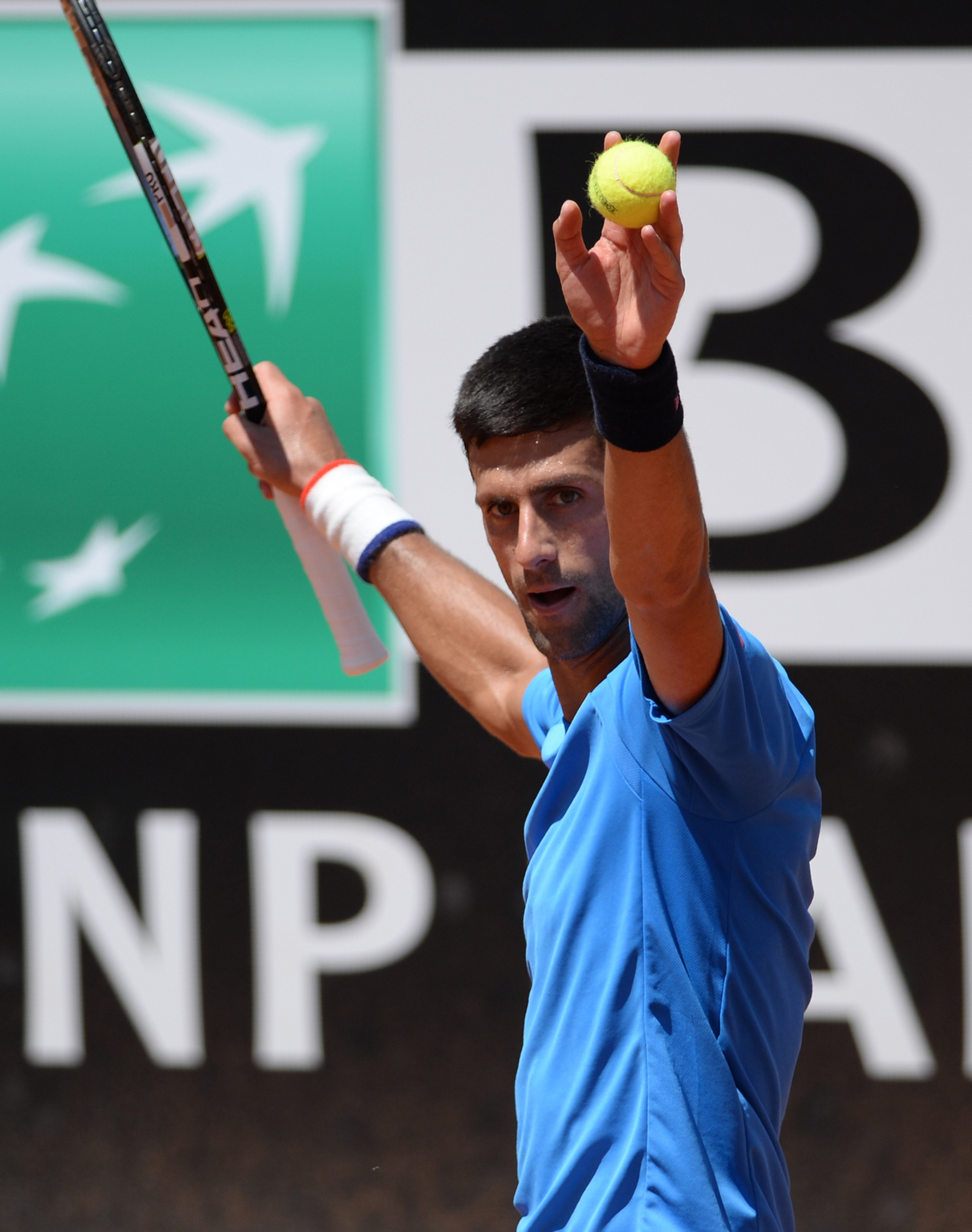
Novak Djokovic en préparation pour le masters de Rome (mai 2015).

Il entame ensuite le Masters de Monte-Carlo, qui marque le début de la saison de terre battue européenne, en éliminant l'Espagnol Albert Ramos (6-1, 6-4), l'Autrichien Andreas Haider-Maurer (6-4, 6-0) et le Croate Marin Čilić (6-0, 6-3) afin de rallier les demi-finales. Novak Djokovic marque son dixième 6-0 lors du match contre Marin Čilić, en avril. Il élimine ensuite, lors d'une 43e confrontation, son grand rival, l'Espagnol Rafael Nadal (6-3, 6-3) afin de se qualifier pour une quatrième finale dans la principauté. Il s'adjuge son deuxième titre dans ce tournoi face au Tchèque Tomáš Berdych (7-5, 4-6, 6-3), dans un match accroché avec des hauts et des bas, et devient ainsi le premier joueur de l'histoire du tennis à remporter les trois premiers Masters 1000 d'une saison, à savoir Indian Wells, Miami et Monte-Carlo,. Début mai, l'athlète prend la décision de ne pas participer au masters de Madrid, en vue de se sentir le mieux possible pour son objectif qu'est Roland-Garros. Pour son dernier tournoi de préparation avant le Grand-Chelem parisien, à Rome, il commence par une victoire difficile contre Nicolás Almagro (6-1, 65-7, 6-3), s'en sort ensuite aussi face au brésilien Thomaz Bellucci (5-7, 6-2, 6-3) puis élimine en quart de finale le no 5 mondial Kei Nishikori en laissant une nouvelle fois échapper un set (6-3, 3-6, 6-1). Il vainc dans un bon match David Ferrer (6-4, 6-4), puis en finale, il s'adjuge encore un titre en surclassant Roger Federer (6-4, 6-3). Avant Roland-Garros, il reste ainsi sur une série de 22 victoires consécutives, et est invaincu dans tous les tournois majeurs auxquels il a participé depuis le mois d'octobre 2014.
Le 22 mai, lors du tirage au sort du Grand Chelem parisien, il se retrouve dans la même partie de tableau que le nonuple gagnant du tournoi Rafael Nadal et lui fait ainsi face dans un choc que tout le monde attend dès les quarts de finale, et ce car l'Espagnol est pour la première fois de ce tournoi en dehors des quatre premières têtes de série. Pour entamer son tournoi, il élimine respectivement lors des trois premiers tours Jarkko Nieminen (6-2, 7-5, 6-2), le Luxembourgeois Gilles Müller (6-1, 6-4, 6-4) ainsi que le jeune espoir australien Thanasi Kokkinakis (6-4, 6-4, 6-4). Il donne ensuite une leçon à Richard Gasquet (6-1, 6-2, 6-3). Arrivé facilement en quarts de finale (seulement 36 jeux encaissés en 4 matches), il défait le nonuple vainqueur du tournoi parisien en 3 sets (7-5, 6-3, 6-1) en réalisant un très grand match et devient ainsi le deuxième homme à battre Rafael Nadal sur terre battue en trois sets gagnants (après Robin Söderling en 2009). Il devient par ailleurs le seul joueur à avoir battu Nadal au moins une fois dans les quatre tournois du Grand Chelem. Il s'adjuge ensuite pour la troisième fois de sa carrière une place en finale du tournoi parisien en éliminant Andy Murray (6-3, 6-3, 5-7, 5-7, 6-1) dans un match tendu où il a mené deux sets à zéro. Le 7 juin 2015, il perd en finale face à Stanislas Wawrinka (6-4, 4-6, 3-6, 4-6). Après le match, il reconnait la supériorité du Suisse et explique que ce « n'était pas son jour ».
Comme les années précédentes, il décide de ne participer à aucun tournoi sur gazon avant Wimbledon. Il atteint aisément le quatrième tour en éliminant l'Allemand Philipp Kohlschreiber (6-4, 6-4, 6-4), le Finlandais Jarkko Nieminen (6-4, 6-2, 6-3) qui jouait là le dernier Wimbledon de sa carrière, et l'Australien Bernard Tomic (6-3, 6-3, 6-3). Il élimine ensuite, au cours d'un match très compliqué, s'étalant sur deux jours, le Sud-Africain Kevin Anderson, tête de série no 14 (66-7, 66-7, 6-1, 6-4, 7-5). Pour un 25e quart de finale consécutif en Grand Chelem, il élimine, pour la deuxième fois cette saison, le Croate Marin Čilić (6-4, 6-4, 6-4). Il se qualifie ensuite pour une troisième finale à Londres en éliminant le Français Richard Gasquet (7-62, 6-4, 6-4) en demi-finale. Il y affronte, pour la quarantième fois, le Suisse Roger Federer qu'il bat 7-61, 610-7, 6-4, 6-3 en deux heures et cinquante-six minutes. Cette victoire porte son nombre de victoires en Grand Chelem à neuf, son nombre de victoires à Wimbledon à trois (il égale au passage le nombre de victoires de son coach, Boris Becker) et signe là sa vingtième victoire contre Federer.
Il commence la saison estivale de dur par le Masters du Canada, se déroulant cette année à Montréal. Il atteint facilement les quarts de finale en éliminant le Brésilien Thomaz Bellucci (6-3, 7-64) puis l'Américain Jack Sock (6-2, 6-1). Il remporte ensuite un match compliqué contre le Letton, vivant pourtant une saison épouvantable, Ernests Gulbis (5-7, 7-67 6-1) en sauvant notamment deux balles de match dans le tie-break du deuxième set. Il bat facilement Jérémy Chardy (6-4, 6-4) en demi-finale. Pourtant favori lors de la finale contre Andy Murray, il perd en trois sets 4-6, 6-4, 3-6. Son ratio victoires-défaites passe à 52-4.
Il entame ensuite le Masters de Cincinnati, sans doute le Masters le plus important de la saison dans le cas de Djokovic. Parmi les neuf Masters 1000, celui-ci est le seul qu'il n'a jamais remporté. Il pourrait devenir le premier joueur à remporter les neuf tournois au cours de sa carrière. Il atteint les demi-finales avec plus ou moins de difficultés. Il bat d'abord le Français Benoît Paire (7-5, 6-2), le Belge David Goffin 6-4, 2-6, 6-3, alors qu'il était mené d'un break dans le dernier set, et le Suisse Stanislas Wawrinka 6-4, 6-1. Pour la deuxième fois cette saison, il bat l’Ukrainien Alexandr Dolgopolov (4-6, 7-65, 6-2) afin de rallier la finale dans la douleur. Il échoue cependant contre Roger Federer 61-7, 3-6. Ces deux défaites lors de tournois où il était pourtant favori érodent légèrement son statut de favori pour l'US Open.
À l'US Open, il atteint le quatrième tour en éliminant très facilement le Brésilien João Souza (6-1, 6-1, 6-1), l'Autrichien Andreas Haider-Maurer (6-4, 6-1, 6-2) puis l'Italien Andreas Seppi (6-3, 7-5, 7-5). Il y bat l'Espagnol Roberto Bautista-Agut (6-3, 4-6, 6-4, 6-3) en perdant son premier set du tournoi. Il atteint une nouvelle demi-finale en éliminant l'Espagnol Feliciano López (6-1, 3-6, 6-3, 7-62). Il se qualifie pour la finale en éliminant facilement le tenant du titre, Marin Čilić (6-0, 6-1, 6-2), diminué par une blessure. En finale, il retrouve son rival Roger Federer, comme lors de Wimbledon, qu'il vainc une fois encore en quatre sets (6-4, 5-7, 6-4, 6-4). Cette finale s'est particulièrement illustrée par le grand nombre de balles de break sauvées par Djokovic, 19 sur 23. Il rentre ainsi dans le cercle très fermé des joueurs ayant remporté dix titres en Grand-Chelem dans une carrière. Après cette victoire, au niveau du classement ATP, il culmine à 16145 points, un record, et réalise aussi le plus grand écart jamais obtenu entre le no 1 et le no 2. Il est de plus assuré de terminer l'année no 1 mondial, pour la quatrième fois de sa carrière.
Il participe ensuite à l'Open de Chine qu'il a déjà remporté 5 fois et où il n'a jamais perdu. Il atteint facilement la finale en battant notamment John Isner (6-2, 6-2) puis David Ferrer en demi-finale (6-2, 6-3). Il y retrouve Rafael Nadal qu'il surclasse (6-2, 6-2) pour remporter son 6e titre dans la capitale chinoise et signe une impressionnante série de 29 victoires sans défaite à Pékin, au cours desquelles il n'a concédé que 3 sets. La semaine suivante, à Shanghai, pour la suite de la tournée asiatique, il commence par une victoire expéditive contre Martin Kližan (6-2, 6-1), puis se débarrasse ensuite de Feliciano López (6-2, 6-3). Au tour suivant, après un premier set accroché, il vient à bout de Bernard Tomic (7-66, 6-1). En battant ce dernier, il atteint 13 645 points à la Race ; 2015 devient donc l'année où le Serbe aura gagné le plus de points, encore mieux qu'en 2011 où il avait fini l'année avec 13 630 points. Le lendemain, dans un match où il livre une prestation proche de la perfection, il surclasse Andy Murray (6-1, 6-3) et s'offre une 13e finale consécutive. En finale, il affronte Jo-Wilfried Tsonga, match qu'il remporte (6-2, 6-4), s'offrant ainsi son 5e Masters 1000 de la saison, égalant son record de 2011 (codétenu avec Rafael Nadal en 2013). De plus, il devient le recordman de titres à Shanghai avec cette troisième victoire, et possède au classement ATP le 19 octobre le score inégalé de 16 785 points. Après ce match, lui-même avoue que c'est "la meilleure année de sa vie".
Début novembre, il commence la saison indoor de fin d'année, surface où il est invaincu depuis 2012. Dans l'enceinte modernisée et renommée AccorHotels Arena de Paris-Bercy, il commence par une victoire contre Thomaz Bellucci (7-5, 6-3). Il élimine ensuite Gilles Simon (6-3, 7-5) dans un match étrange avec de multiples breaks. Le lendemain, il vainc dans un match difficile Tomáš Berdych (7-63, 7-68). En 680 matchs sur le circuit professionnel, c'est la première fois qu'il s'offre une victoire sans breaker son adversaire. En demi-finale, il rencontre Stanislas Wawrinka. Il remporte le premier set mais perd le second, mettant fin à sa série de 29 sets consécutifs gagnés. Il remporte néanmoins le match en 3 sets (6-3, 3-6, 6-0). En finale, il joue contre Andy Murray pour la 30e fois de sa carrière. Il remporte pour la 3e fois consécutive le tournoi parisien, un record. Il devient aussi le détenteur du plus grand nombre de titres à Paris-Bercy (4). Avec cette victoire, il signe un nouveau record, celui d'avoir remporté 6 Masters 1 000 sur 9 possibles sur une saison. Avec cette victoire il atteint un record de points ATP Race à savoir 15 285 points.
Mi-novembre, il participe pour la neuvième fois consécutivement au tournoi des maîtres, où il est triple tenant du titre. Il commence idéalement ce masters de Londres en surclassant Kei Nishikori (6-1, 6-1). Il rencontre ensuite Roger Federer pour la 43e fois. Le Suisse s'impose en 2 sets (7-5, 6-2) et met fin à une série de 38 victoires consécutives sur dur en indoor pour le Serbe. Cependant, il se qualifie quand même en demi-finale après sa victoire contre Tomáš Berdych (6-3, 7-5). Il surclasse ensuite son rival espagnol Rafael Nadal (6-3, 6-3) pour la quatrième fois de la saison, et s'offre ainsi une place pour la finale contre Roger Federer. En le battant (6-3, 6-4), il rentre encore un peu plus dans l'histoire en étant l'unique joueur à gagner quatre titres d'affilée au Masters de fin d'année. Il conclut donc son année avec le plus grand nombre de points ATP jamais atteint en fin de saison : 16585 points. Avec 11 titres (trois tournois du Grand-Chelem, le masters, six masters 1000, et un ATP 500), sa saison s'inscrit parmi les plus grandes saisons réalisées par un joueur de tennis,,, avec celles de Rod Laver en 1969 et de Roger Federer en 2006.

### 2016-2019: grandeurs, blessures et retour au sommet

#### 2016:6eOpen d'Australie,1erRoland-Garros et Grand Chelem sur deux saisons, finaliste à l'US Open et au Masters mais perte de la1replace
Pour la seconde année consécutive, Novak Djokovic entame sa saison par le tournoi de Doha. Il remporte son premier match facilement contre le fantasque allemand Dustin Brown (6-2, 6-2), qu'il affrontait pour la première fois. Sur le même score, il élimine ensuite Fernando Verdasco, avant d'affronter Leonardo Mayer en quarts de finale qu'il bat sur le score de (6-3, 7-5). Le lendemain, il élimine Tomáš Berdych (6-3, 7-63) en demi-finale. En atteignant la finale de ce tournoi, il a disputé toutes les finales des tournois qu'il a joué sur les 52 dernières semaines, à savoir 16 finales pour autant de tournois joués. Il bat Rafael Nadal (6-1, 6-2) dans un match où il a disputé un tennis splendide (30 coups gagnants pour 13 fautes directes), et parfait du début à la fin comme il l'a expliqué après la rencontre, et gagne ainsi son 60e titre en carrière,. Pour la première fois, il mène au face-à-face contre Rafael Nadal avec 24 victoires en 47 confrontations. Il améliore aussi une nouvelle fois son propre record de points ATP; il atteint 16 790 points ATP.

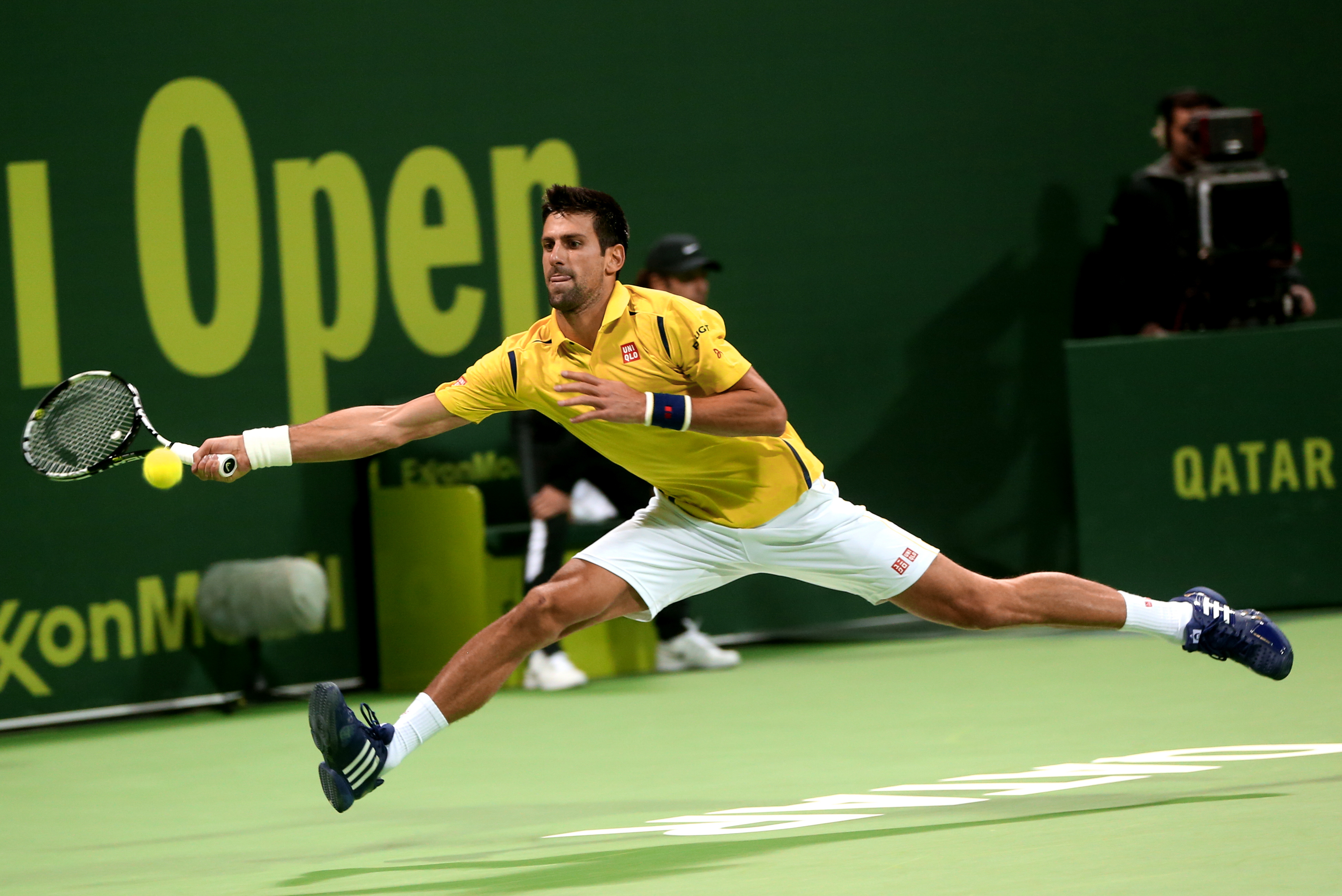
Novak Djokovic au tournoi de Doha, 2016.

Tenant du titre à Melbourne, il entame sa campagne en battant le jeune Sud Coréen Chung Hyeon en trois sets (6-3, 6-2, 6-4). Au second tour, il rencontre encore un jeune joueur pour la première fois, le Français Quentin Halys qu'il bat relativement facilement malgré un dernier set disputé (6-1, 6-2, 7-63). Au troisième tour, il retrouve l'Italien Andreas Seppi, tête de série numéro 29, qu'il bat également en trois sets dont deux accrochés (6-1, 7-5, 7-66). En huitièmes de finale, il retrouve Gilles Simon, le match est très accroché, Djokovic remporte le match en 5 sets (6-3, 61-7, 6-4, 4-6, 6-3) mais commet pas moins de 100 fautes directes, une première dans sa carrière. En quarts de finale, il retrouve le Nippon Kei Nishikori contre qui il restait sur une défaite en Grand Chelem (US Open 2014). Il remporte ce match en 3 sets (6-3, 6-2, 6-4) et retrouve pour une 45e confrontation le Suisse Roger Federer. Djokovic, lors de cette demi-finale, produit un tennis de très haute intensité durant les deux premiers sets, avant une rébellion du Suisse dans le 3e. Il s'impose finalement en 4 sets (6-1, 6-2, 3-6, 6-3) et pour la première fois en 45 duels, prend l'avantage sur le Suisse. Il se qualifie ainsi pour sa 6e finale à l'Open d'Australie, qu'il remporte en trois sets consécutifs (6-1, 7-5, 7-63) contre le Britannique et tête de série numéro 2, Andy Murray, égalant ainsi le record de six victoires en simple messieurs pour ce tournoi du Grand Chelem que détient depuis près de cinquante ans (1967) l'Australien Roy Emerson. Il égale par la même occasion Rod Laver et Björn Borg en nombre de titres du Grand-Chelem remportés,.
Comme d'habitude, il reprend la compétition à l'Open de Dubaï. Ce tournoi est particulier, il peut égaler le record d'Ivan Lendl datant de 1981-1982 qui avait enchaîné 18 finales consécutives. Il rencontre au premier tour l'Espagnol Tommy Robredo qu'il bat en 2 sets (6-1, 6-2). Sur ce même score, il signe la 700e victoire de sa carrière en battant le tunisien Malek Jaziri. Sa série de 17 finales consécutives prend fin au tour suivant, où après avoir perdu le premier set 3-6 contre Feliciano López, il décide d'abandonner à la suite d'un problème à l'œil.
Il participe au premier tour de Coupe Davis face au Kazakhstan et permet à la Serbie de se qualifier pour les quarts de finale après ses 2 victoires en simple contre Aleksandr Nedovyesov en 3 sets (6-1, 6-2, 6-3) et Mikhail Kukushkin dans un match haletant où Novak n'était pas loin d'abandonner à cause d'une douleur à la cuisse, mais remporte le match en 5 sets (66-7, 7-63, 4-6, 6-3, 6-2).
Lors de la tournée américaine du mois de mars, à Indian Wells, il commence face au jeune Américain Bjorn Fratangelo issu des qualifications qu'il bat en 3 sets (2-6, 6-2, 6-1). Il bat ensuite au second tour l'Allemand Philipp Kohlschreiber (7-5, 7-5), puis prend sa revanche sur Feliciano López en deux sets également (6-3, 6-3). En quart de finale, il retrouve Jo-Wilfried Tsonga qu'il vainc en deux tie-break (7-62, 7-62) pour rejoindre en demi-finale son éternel rival Rafael Nadal pour la 48e fois. Après un premier set équilibré, il gagne (7-65, 6-2) en 1 h 58 et rejoint Milos Raonic. Il atteint ainsi sa 3e finale de rang à Indian Wells et aussi sa 10e finale consécutive en Masters 1000 depuis Paris-Bercy en 2014. Le lendemain, dans un match totalement maîtrisé de sa part, il surclasse sèchement Milos Raonic (6-2, 6-0), et devient ainsi le recordman de titres à Indian Wells avec 5 trophées dans ce tournoi. C'est également son 3e Indian Wells de rang et égalise donc le record de Roger Federer. Enfin, avec ce 27e Masters 1000 en poche, il devient le co-détendeur avec Rafael Nadal du plus grand nombre de titres dans cette catégorie,.
La semaine suivante, il entame le Masters de Miami où il est le tenant du titre. Au premier tour, il bat le jeune Britannique Kyle Edmund (6-3, 6-3) puis le Portugais João Sousa toujours en deux sets (6-4, 6-1). Il affronte ensuite l'Autrichien Dominic Thiem qu'il bat difficilement en deux sets plus équilibrés que le score ne le laisse penser (6-3, 6-4), puisqu'il a notamment sauvé 14 balles de break sur 15. En quarts de finale, il élimine le Tchèque Tomáš Berdych (6-3, 6-3) et rejoint en demi-finale le Belge David Goffin qu'il bat difficilement en 2 sets accrochés (7-65, 6-4). Il atteint une 7e finale consécutive en Masters 1000 sans manquer de tournoi et c'est également la 11e de suite depuis Paris-Bercy en 2014. En finale, il vainc le Japonais Kei Nishikori en deux sets (6-3, 6-3). Avec cette victoire, il devient le recordman de titres en Masters 1000 avec 28 titres. Il égale aussi Andre Agassi avec 6 titres à Miami, c'est son 3e consécutif, deux records partagés avec l'Americain. C'est également son 4e doublé Indian Wells-Miami, dont le 3e de rang, ce qui constitue aussi un record. Avec cette victoire, il a une avance de 8725 points sur son dauphin Andy Murray, ce qui est une différence de points jamais égalée entre les deux premiers mondiaux.
Il commence la saison sur terre battue à domicile, au Masters de Monte-Carlo où il est le tenant du titre. Il s'incline dès son premier match face au Tchèque Jiří Veselý en 3 sets (4-6, 6-2, 4-6). Il met ainsi un terme à sa série de 11 finales consécutives en Masters 1000 et est rejoint par Rafael Nadal revenu à égalité en nombres de Masters 1000 remportés, après sa victoire à Monte-Carlo. Il reprend la compétition lors du Masters de Madrid, tournoi qu'il n'a plus joué depuis 2013. Lors de son premier match, il affronte pour la première fois le jeune et talentueux Borna Ćorić qu'il vainc sans problèmes (6-2, 6-4). Il se défait ensuite facilement de Roberto Bautista-Agut sur le score de (6-2, 6-1). En quarts, il retrouve le Canadien Milos Raonic qu'il élimine en deux sets (6-3, 6-4). Dans le dernier carré, l'athlète s'impose face à Kei Nishikori (6-3, 7-6 4) dans une rencontre plutôt disputée pour participer à sa seconde finale à Madrid, qu'il n'avait plus atteinte depuis 2011. Il rejoint le tenant du titre Andy Murray qu'il bat malgré la perte du second set (6-2, 3-6, 6-3). Il devient l'unique joueur à avoir remporté 8 Masters 1000 au moins 2 fois. Il établit par la même occasion le record du nombre victoires en Masters 1000, avec 29 titres (contre 28 pour Rafael Nadal). La semaine suivante, il prend part au Masters de Rome. Il joue son premier match contre le Français Stéphane Robert et s'impose difficilement en 2 sets (7-5, 7-5). Au tour suivant, il retrouve comme l'année précédente au même stade de la compétition le Brésilien Thomaz Bellucci. Il a du mal à rentrer dans son match et perd la première manche 6-0, c'est une première depuis son match contre Roger Federer à Cincinnati en 2012. Il finit tout de même par remporter le match en 3 sets (0-6, 6-3, 6-2). Il retrouve en quart son plus grand rival Rafael Nadal pour la 49e fois de sa carrière. Malgré le vent, Djokovic finit par l'emporter en deux sets serrés (7-5, 7-64) en 2h24 et remporte son 7e match de rang face à l'Espagnol. Le lendemain, il s'offre le Japonais Kei Nishikori dans un match haletant de plus 3 heures. Il s'impose en 3 sets (2-6, 6-4, 7-65) et s'offre une 42e finale en Masters 1000 égalant le record de Roger Federer et Rafael Nadal. Pour la seconde fois en une semaine, il est confronté au Britannique Andy Murray en finale d'un Masters 1000. Il s'incline en deux sets (3-6, 3-6), c'est la première fois depuis 2004 qu'un vainqueur à Rome est autre que le Serbe ou Rafael Nadal.

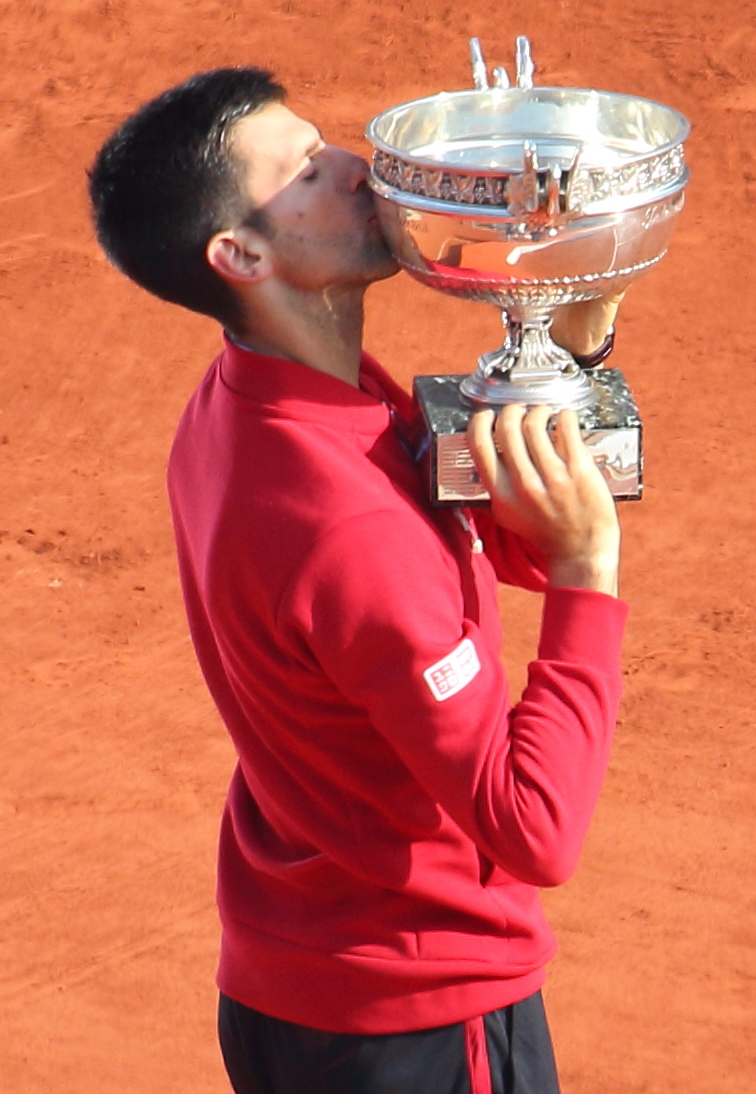
Novak Djokovic avec la Coupe des Mousquetaires lors de sa victoire aux Internationaux de France de tennis 2016.

À Roland-Garros, Novak Djokovic part à la conquête de son premier titre parisien et d'un Grand Chelem sur deux ans. Il remporte ses trois premiers matchs en trois sets face à Lu Yen-hsun (6-4, 6-1, 6-1), Steve Darcis (7-5, 6-3, 6-4) et Aljaž Bedene (6-2, 6-3, 6-3). En huitième de finale, il vainc en quatre sets l'Espagnol Roberto Bautista-Agut (3-6, 6-4, 6-1, 7-5) en deux jours dans des conditions météorologiques difficiles. Il se qualifie ainsi pour son 36e quart de finale en Grand Chelem, le 28e de rang. Il bat ensuite Tomáš Berdych en trois sets (6-3, 7-5, 6-3) pour atteindre ses 30es demi-finales en Grand Chelem. En demi-finale, il l'emporte contre le jeune autrichien Dominic Thiem (6-2, 6-1, 6-4), pour s'offrir une quatrième finale Porte d'Auteuil. C'est sa 6e finale de suite en Grand Chelem. Il retrouve Andy Murray, son dauphin au classement mondial, et le domine en quatre sets (3-6, 6-1, 6-2, 6-4). Cette victoire fait de lui le cinquième joueur dans l'ère Open à détenir à son palmarès les quatre tournois du Grand Chelem, et le huitième dans l'histoire du tennis. Il réalise ainsi un Grand Chelem à cheval sur deux saisons, ce que seuls deux hommes ont réussi en carrière avant lui : Donald Budge en 1937-1938 (hors ère Open), et Rod Laver lors de ses Grands Chelems calendaires de 1962 et 1969. Djokovic est toutefois le premier de l'histoire à le faire sur trois surfaces différentes, les 4 Grands Chelems se jouant encore à l'époque de Laver tous sur herbe ou sur terre battue. Il atteint également le record du plus haut total de points ATP par un joueur en simple, avec 16 950 points. Il est le premier joueur depuis Jim Courier en 1992 à remporter les deux premiers Grand Chelem de l'année, avant Wimbledon, les Jeux olympiques de Rio et l'US Open. À ce stade il reste donc en course pour un Grand Chelem doré sur une année.
Cependant le 2 juillet, après deux matchs remportés en trois manches, il est défait prématurément au troisième tour de Wimbledon, contre l'Américain Sam Querrey (66-7, 1-6, 6-3, 65-7), dans un match sur deux jours stoppé plusieurs fois par la pluie. Il s'arrête ainsi en seizièmes de finale pour la première fois en Grand Chelem depuis le tournoi de Roland-Garros 2009, et met fin à une série de trente succès consécutifs dans les tournois majeurs.
Il reprend la compétition le 27 juillet, à la Rogers Cup. Il bat Gilles Müller en deux sets serrés (7-5, 7-63), puis il se débarrasse plus facilement le lendemain du Tchèque Radek Štěpánek (6-2, 6-4). En quarts de finale, il retrouve pour la 27e fois Tomáš Berdych qu'il élimine difficilement en sauvant notamment trois balles de premier set (7-66, 6-4). En demi-finale, il vainc facilement Gaël Monfils en deux sets (6-3, 6-2) et se qualifie pour la 43e finale de sa carrière en Masters 1000 ce qui constitue un nouveau record, dépassant les 42 finales atteintes par Rafael Nadal et Roger Federer. Il s'adjuge le titre en battant Kei Nishikori en deux sets (6-3, 7-5), il remporte ainsi son 30e Masters 1000, et son 4e titre au Canada.
Lors des Jeux olympiques où il nourrit de grandes ambitions pour remporter une médaille d'or, il hérite d'un premier tour difficile face à Juan Martín del Potro qui revient de blessure. L'Argentin le bat en 2 sets aux jeux décisifs (64-7, 62-7), lui infligeant une grosse désillusion. Il joue également le double avec son compatriote Nenad Zimonjić et s'incline au second tour contre la paire brésilienne composée de Marcelo Melo et de Bruno Soares (6-4, 6-4). Blessé au poignet, il décide de s'accorder une pause avant l'US Open et déclare forfait à Cincinnati seul Masters 1000 qui manque au palmarès du Serbe.
Incertain concernant l'état de son poignet, il entame l'US Open en affrontant pour la première fois le Polonais Jerzy Janowicz, qu'il bat en 4 sets (6-3, 5-7, 6-2, 6-1). Il passe le second tour sans jouer grâce au forfait du Tchèque Jiří Veselý, puis le 3e après seulement 6 jeux (4-2 en sa faveur) contre Mikhail Youzhny, contraint d'abandonner en raison d'une blessure au genou. Au tour suivant, il affronte le jeune Britannique Kyle Edmund qu'il bat en 3 sets (6-2, 6-1, 6-4), en quarts de finale il affronte pour la première fois à New York Jo-Wilfried Tsonga avec qui il ne joue que 2 sets (6-3, 6-2, ab.), Tsonga devant abandonner à la suite d'une blessure à sa jambe gauche. L'abandon de Tsonga fait de Djokovic le premier joueur de l'Ère Open à accéder en demi-finale en bénéficiant de trois abandons ou forfaits de ses adversaires. Il participe à sa 10e demi-finale consécutive à New-York face Gaël Monfils qu'il bat en 4 sets dans un match décousu (6-3, 6-2, 3-6, 6-2) et accède à sa 7e finale à l'US Open, la 21e en Grand Chelem où il affronte Stanislas Wawrinka tombeur en 4 sets de Kei Nishikori. En finale, il s'incline face à Stanislas Wawrinka qui après la perte du premier set se reprend pour remporter les 3 suivants (61-7, 6-4, 7-5, 6-3).
À la surprise générale, Novak Djokovic décide de déclarer forfait pour l'Open de Chine, tournoi qu'il a déjà remporté à six reprises préférant s’entraîner dans sa ville natale Belgrade. Durant son séjour en Serbie il déclare que depuis son titre à Roland-Garros il a perdu le goût à prendre du plaisir à jouer au tennis à cause de la pression pour la chasse aux records et aux titres. Il décide donc de ne plus se fixer d'objectifs mais de reprendre du plaisir à être sur un terrain.
Il reprend la compétition au Masters de Shanghai, au premier tour il bat facilement l'Italien Fabio Fognini en 2 sets (6-3, 6-3), puis le Canadien Vasek Pospisil en 2 sets (6-4, 6-4) et l'Allemand Mischa Zverev issue des qualifications qu'il bat difficilement en 3 sets (3-6, 7-64, 6-3). Il perd cependant en demi-finale contre l'Espagnol Roberto Bautista-Agut en deux sets (6-4 6-4) laissant Andy Murray le rattraper dans la course de numéro 1 mondial. Engagé à Paris Bercy, un tournoi où il reste sur trois victoires consécutives, le serbe commence par une victoire en deux manches (6-3, 6-4) face à Gilles Müller. Il connaît ensuite quelques difficultés pour se défaire de Grigor Dimitrov en trois manches (4-6, 6-2, 6-3), il tombe en quarts de finale contre un excellent Marin Cilic, un adversaire contre lequel il n'avait jamais perdu, en deux manches (6-4, 7-62). Il perd ainsi sa place de numéro 1 mondial. Qualifié pour le masters, Djokovic hérite d'une poule comprenant Gaël Monfils, Dominic Thiem et Milos Raonic, trois adversaires contre qui il n'a jamais perdu. Ce chiffre est vérifié puisqu'il remporte ses trois matchs. Il bat Thiem en trois sets (6-710, 6-0, 6-2), Raonic en deux (7-66, 7-65), et Monfils déclare forfait pour son dernier match. Il se retrouve donc face à David Goffin (contre qui il n'a jamais perdu) qu'il bat en deux manches (6-2, 6-1). Qualifié pour les demi-finales, il y retrouve Kei Nishikori comme en 2014. Et comme en 2015, en poule, il le bat sur le score de 6-1, 6-1. Malgré deux bons derniers matchs, il ne retrouve pas son niveau en finale contre Andy Murray. Il perd en deux sets (6-3, 6-4). Il termine l'année numéro 2 pour la première fois depuis 2013. L’année s'achève également par l'annonce de la fin de la collaboration avec son entraîneur Boris Becker qui pointe le manque de travail du Serbe et souligne le rapprochement de Djokovic avec Pepe Imaz (en), un coach mental parfois qualifié de « gourou », créateur controversé d'une « académie » professant le sport par « l'amour et la paix ». Selon Pepe Imaz, la priorité de Djokovic n'est pas d'être numéro 1 mondial, mais de privilégier son bien-être.

#### 2017: saison sans titre majeur écourtée à cause d'une blessure au coude, sortie du top 10
Novak Djokovic entame sa saison par le tournoi du Qatar dont il est le tenant du titre. Pour sa première sortie de l'année il joue l'Allemand Jan-Lennard Struff qu'il bat en 2 sets (7-61, 6-3) après avoir été mené 5-1 dans le premier set. Il bat ensuite l'Argentin Horacio Zeballos et le Tchèque Radek Štěpánek en 2 sets (6-3, 6-4) et (6-3, 6-3). En demi-finale il retrouve l'Espagnol Fernando Verdasco qu'il bat en 3 sets (4-6, 7-67, 6-3) après avoir sauvé cinq balles de match. En finale il retrouve le numéro un mondial Andy Murray pour la 36e fois, qu'il bat au terme d'une finale intense de 2 h 53 en 3 sets (6-3, 5-7, 6-4). Après plus de cinq mois sans titre, Novak Djokovic décroche le 67e titre de sa carrière. Il met un terme également à une série de 28 victoires consécutives de l'Écossais.
À l'Open d'Australie, il s'incline dès le deuxième tour face au 117e mondial Denis Istomin (68-7, 7-5, 6-2, 65-7, 4-6). C'est la première fois depuis 2006 qu'il s'incline avant les huitièmes en Australie.
Il participe au 1er tour de Coupe Davis dans la ville de Niš en Serbie contre la Russie et bat Daniil Medvedev sur abandon (3-6, 6-4, 6-1, 1-0 ab.). La Serbie se qualifie ainsi pour les quarts de finale.
Pour la première fois il décide de prendre part au tournoi d'Acapulco. Il remporte son premier tour en deux sets contre Martin Kližan (6-3, 7-64) puis est opposé à l'Argentin Juan Martín del Potro au deuxième tour. Il le bat en trois sets (4-6, 6-3, 6-4) après une rude bataille et deux heures et demie de match. Au tour suivant, Nick Kyrgios crée la surprise en l'éliminant en deux sets serrés (69-7, 5-7). Au tournoi d'Indian Wells, dont il est triple tenant du titre, il retrouve Juan Martín del Potro au troisième tour et s'impose contre l'Argentin en 3 sets (7-5, 4-6, 6-1), puis Nick Kyrgios qui le bat à nouveau (4-6, 63-7) en 1 h 54.

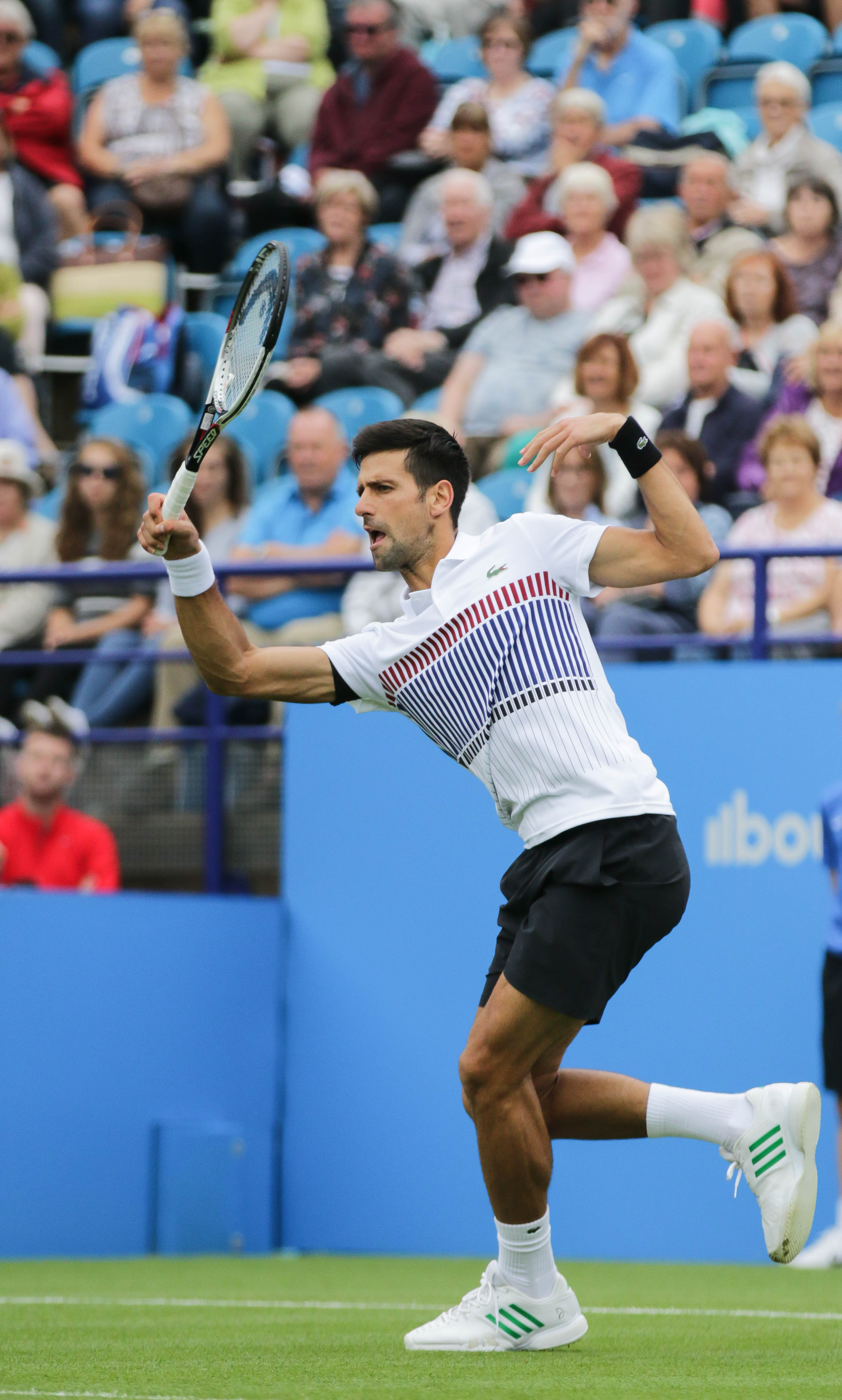
Novak Djokovic lors du tournoi de Eastbourne, 2017.

En avril, guéri de sa blessure au coude qui l'a forcé à rater le Masters de Miami, il rejoint l'équipe serbe de Coupe Davis pour disputer les quarts de finale face à l'Espagne, privée de ses meilleurs éléments Rafael Nadal et Roberto Bautista-Agut. Il permet à la Serbie de mener 1-0 avec sa victoire facile sur Albert Ramos-Viñolas (6-3, 6-4, 6-2) et de se qualifier pour les demi-finales.
Il commence la saison sur terre battue à Monte-Carlo. Pour son entrée, il sort vainqueur d'un gros duel de 2 h 31 face au Français Gilles Simon qui sert pour le match à 5-4 dans le 3e set (6-3, 3-6, 7-5). Il bat ensuite Pablo Carreño Busta (6-2, 4-6, 6-4) avant de s'incliner contre David Goffin (2-6, 6-3, 5-7). Juste avant le tournoi de Madrid, Djokovic annonce la fin de sa collaboration avec son entraîneur, Marián Vajda, son préparateur physique Gebhard Phil-Gritsch, et son kiné Miljan Amanovic.
À Madrid, il bat Nicolás Almagro en 3 sets puis Feliciano López en 2 sets pour se placer en quarts de finale ; bénéficiant du forfait de Kei Nishikori il se qualifie en demi-finale ou il retrouve Rafael Nadal pour la 50e fois qui le bat sèchement (6-2, 6-4). La semaine suivante, il s'aligne à Rome. Jusqu'en finale, il ne perd aucun set, battant successivement Aljaž Bedene (7-62, 6-2), Roberto Bautista-Agut (6-4, 6-4), Juan Martín del Potro (6-1, 6-4), et Dominic Thiem (6-1, 6-0). Il retrouve en finale le jeune prodige allemand Alexander Zverev qui le défait sur le score de 6-4, 6-3.
Il commence Roland-Garros avec son nouvel entraîneur Andre Agassi. Il passe les premiers tours en battant Marcel Granollers (6-3, 6-4, 6-2), João Sousa (6-1, 6-4, 6-3) et Diego Schwartzman qui lui prend 2 sets (5-7, 6-3, 3-6, 6-1, 6-1). En huitièmes de finale, il se défait d'Albert Ramos-Viñolas (7-65, 6-1, 6-3) puis est battu en quart pour la première fois par Dominic Thiem (65-7, 3-6, 0-6). C'est le premier 6-0 qu'il subit en Grand Chelem depuis l'US Open 2005, et un match contre Gaël Monfils qu'il avait fini par remporter.
Il décide de participer au tournoi d'Eastbourne en bénéficiant d'une wild card en vue de se préparer pour Wimbledon. C'est la première fois depuis 2010 qu'il s'engage dans un tournoi une semaine avant le début d'un Grand Chelem. Il se défait successivement de Vasek Pospisil (6-4, 6-3), Donald Young (6-2, 7-69) puis Daniil Medvedev (6-4, 6-4) pour atteindre sa 98e finale sur le circuit professionnel. Il remporte son 68e titre ATP en battant Gaël Monfils en 2 sets (6-3, 6-4).
Il entame Wimbledon en remportant son premier match face à Martin Kližan sur abandon (6-3, 2-0 ab.), puis se défait en 3 sets du Tchèque Adam Pavlásek (6-2, 6-2, 6-1), du Letton Ernests Gulbis (6-4, 6-1, 7-62) et du Français Adrian Mannarino (6-2, 7-64, 6-3) en huitièmes de finale. Il rejoint en quart de finale le Tchèque Tomáš Berdych contre lequel il est contraint à l'abandon (6-72, 2-0 ab.), à la suite d'une blessure au coude qui le gêne depuis plusieurs mois. Pour soigner sa blessure, il décide fin juillet de mettre fin à sa saison. Après 50 participations consécutives en Grand Chelem, il met fin à cette série en renonçant à l'US Open. C'est la première saison depuis 2010 qu'il ne remporte aucun titre du Grand Chelem et depuis 2006 qu'il n'y atteint aucune demi-finale.
Il finit l'année hors du top 10, une première depuis 2007, à la douzième place, avec deux titres ATP 250.

#### 2018: début de saison difficile,4eWimbledon,3eUS Open,Career Golden Masterset numéro 1 en fin de saison
Pour l'année 2018, Novak Djokovic annonce le 1er décembre 2017 continuer l'aventure avec Andre Agassi mais rajoute également Radek Štěpánek dans son staff.
Un temps annoncé pour le Mubadala World Tennis Championship et pour l'Open de Doha dont il est le tenant du titre, Djokovic est obligé de déclarer forfait après avoir ressenti une douleur au coude pendant un entraînement.
Après avoir participé à l'exhibition de Kooyong, il commence l'Open d'Australie en battant au premier tour Donald Young en 3 sets (6-1, 6-2, 6-4) puis se débarrasse de Gaël Monfils en 4 sets (4-6, 6-3, 6-1, 6-3) alors que la température atteint les 40 degrés. C'est sa 15e victoire de rang contre le joueur français, contre qui il n'a subi aucune défaite. Il bat ensuite sans difficulté l'Espagnol Albert Ramos-Viñolas (6-2, 6-3, 6-3) mais est éliminé en huitième de finale (7-64, 7-5, 7-63) par le jeune Sud-Coréen Chung Hyeon, qui pratique un style de jeu proche du sien.
Sur les conseils de Radek Štěpánek il décide de subir une opération mineure au niveau de son coude qui rend incertain sa date de retour sur le circuit.
Incertain pour Indian Wells, il décide finalement d'y prendre part et affronte pour son entrée en lice Taro Daniel, contre qui il perd en 3 sets (7-63, 4-6, 6-1), craquant physiquement à la fin du match. Il décide de s'aligner au Masters de Miami où il affronte Benoît Paire, mais perd en deux sets (6-3, 6-4). Il se sépare ensuite de ses coachs Andre Agassi et Radek Štěpánek.
Peu de temps avant le début de la saison sur terre battue, il renoue avec son coach de toujours avec qui il a gagné tous ses plus grands titres, Marián Vajda. Celui-ci demande à Novak Djokovic d'exclure Pepe Imaz de son encadrement et lui demande de consommer plus de protéines car le gourou espagnol lui avait interdit toute consommation non végétale. Avec le Slovaque dans son staff, il commence sa saison sur ocre au Masters de Monte-Carlo où il bat sévèrement Dušan Lajović (6-0, 6-1) au premier tour. Au second tour, il vient à bout au terme d'un match accroché de Borna Ćorić (7-62, 7-5), sur sa 10e balle de match puis est battu par Dominic Thiem en 3 sets (7-62, 2-6, 3-6). Il reçoit une invitation pour disputer le tournoi de Barcelone. Il y est battu dès son entrée en lice par le Slovaque Martin Kližan (2-6, 6-1, 3-6). Au Masters de Madrid, il bat au premier tour Kei Nishikori (7-5, 6-4) mais perd dès le deuxième tour contre Kyle Edmund (6-3, 2-6, 6-3). À Rome, il débute en battant Alexandr Dolgopolov en 2 sets (6-1, 6-3) et Nikoloz Basilashvili (6-4, 6-2) puis élimine Kei Nishikori après un long match intense de 2 h 21 en 3 sets (2-6, 6-1, 6-3). Il retrouve en demi-finale Rafael Nadal qui le bat pour la 25e fois (7-64, 6-3) et se retrouve à la 22e place du classement mondial, hors du top 20 pour la première fois depuis octobre 2006.
À Roland-Garros,il remporte ses deux premiers matchs contre le Brésilien Rogério Dutra Silva en trois sets (6-3, 6-4, 6-4) puis le jeune Espagnol Jaume Munar sur le score de (7-61, 6-4, 6-4). Il atteint les quarts de finale en battant Roberto Bautista-Agut en quatre sets (6-4, 66-7, 7-64, 6-2) au troisième tour et Fernando Verdasco en trois sets (6-3, 6-4, 6-2) en huitièmes de finale. Il y est battu par l'étonnant Italien Marco Cecchinato (3-6, 64-7, 6-1, 611-7).

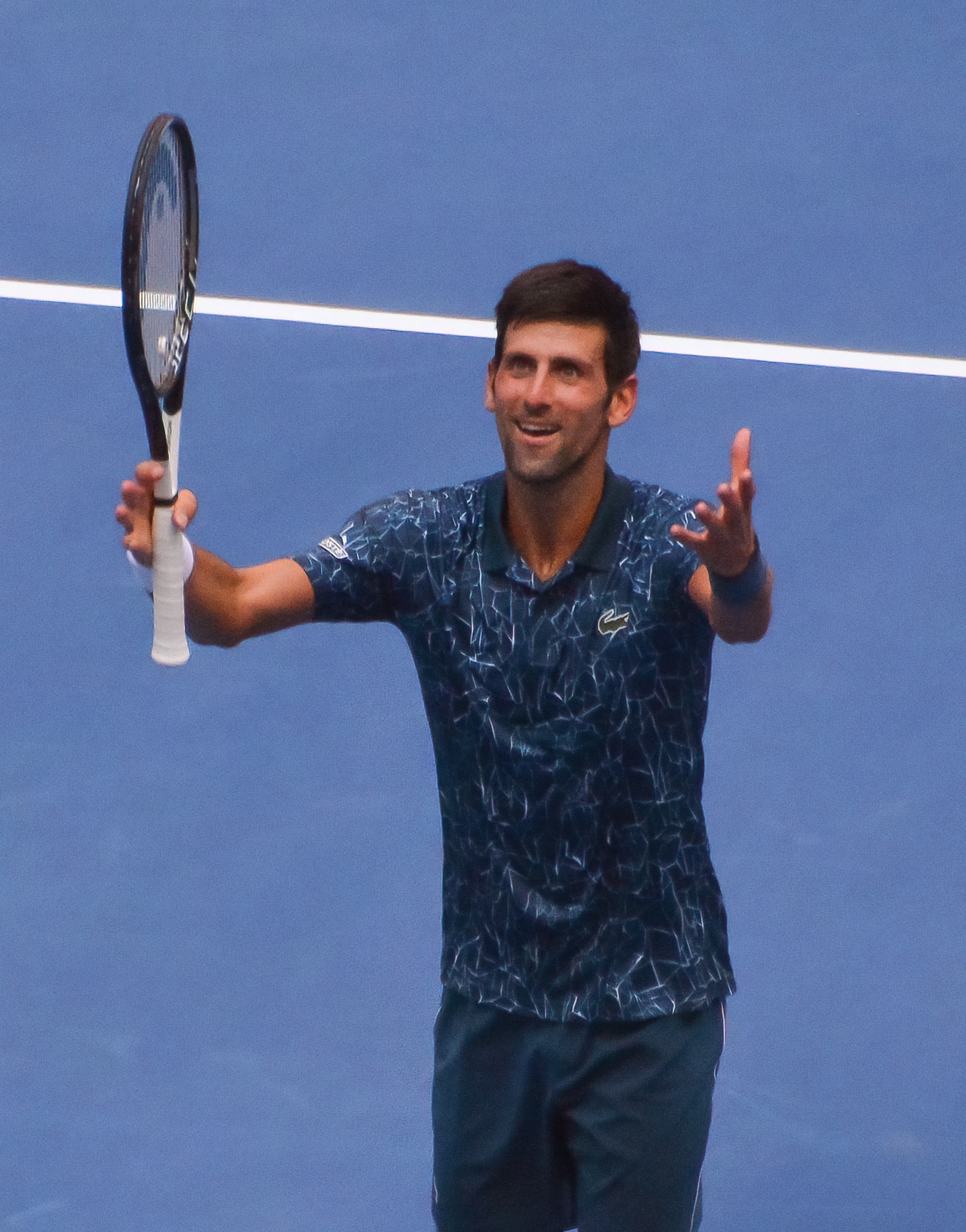
Novak Djokovic à l'US Open en 2018.

Après avoir émis des doutes sur la saison sur herbe, il décide finalement de revenir au Queen's, tournoi qu'il n'avait plus joué depuis 2010. Il remporte son premier match contre l'Australien John Millman en deux sets (6-2, 6-1) puis bat Grigor Dimitrov tête de série numéro 2 sur le score de (6-4, 6-1). C'est le premier membre du top 10 que Djokovic bat depuis le Masters 1000 de Rome en 2017. Il s'impose ensuite contre deux Français Adrian Mannarino (7-5, 6-1) et Jérémy Chardy (7-65, 6-1) pour disputer la 99e finale de sa carrière. C'est d'ailleurs la première finale qu'il dispute depuis près d'un an, la dernière étant durant le tournoi d'Eastbourne en juin 2017. Grâce à cette victoire en demi-finale, il intègre également le prestigieux club des joueurs ayant remporté au minimum 800 matchs. Il s'incline finalement contre Marin Čilić en 3 sets (7-5, 64-7, 3-6).
À Wimbledon il est tête de série de numéro 12 et dispute son premier match face à l'Américain Tennys Sandgren qu'il bat aisément (6-3, 6-1, 6-2). Il bat ensuite successivement l'Argentin Horacio Zeballos (6-1, 6-2, 6-3) et le Britannique Kyle Edmund tête de série 21 en 4 sets (4-6, 6-3, 6-2, 6-4). En huitièmes de finale il affronte pour la première fois le Russe Karen Khachanov qu'il défait en 3 sets (6-4, 6-2, 6-2) pour atteindre les quarts de finale d'un Grand Chelem pour la 41e fois. Il élimine le japonais Kei Nishikori (6-3, 3-6, 6-2, 6-2) se qualifiant pour sa première demi-finale en Grand Chelem depuis l'US Open 2016. Dans des conditions indoor, il vient ensuite à bout de son grand rival Rafael Nadal, au terme d'un match dantesque et très accroché en 5h15 de jeu sur deux jours, 6-4, 3-6, 7-69, 3-6, 10-8, pour s'offrir le droit de disputer une 5e finale à Wimbledon. Il remporte son 4e trophée à Wimbledon en battant aisément l'Africain du Sud Kevin Anderson en 3 sets (6-2, 6-2, 7-63). C'est son premier Grand Chelem remporté depuis Roland-Garros en 2016 et le 13e de sa carrière n'étant plus qu'à une unité de Pete Sampras. Ce tournoi lui permet de réintégrer le top 10 qu'il avait quitté en novembre 2017.
Il reprend la compétition à la Rogers Cup. Il bat au premier tour le lucky loser bosnien Mirza Bašić en deux sets (6-3, 7-63), puis il se débarrasse plus facilement du Canadien Peter Polansky (6-2, 6-4). En huitième de finale, il rencontre pour la première fois le jeune Grec Stéfanos Tsitsipás, étoile montante du tennis contre qui il s'incline en trois sets (3-6, 7-65, 3-6). À Cincinnati, il part à la conquête du seul Masters 1000 qui manque à son palmarès. Il bat l'Américain Steve Johnson en deux sets (6-4, 7-64) puis le Français Adrian Mannarino en trois sets (4-6, 6-2, 6-1). À cause des intempéries, il joue le match des huitièmes et des quarts le même jour en battant le Bulgare Grigor Dimitrov puis le Canadien Milos Raonic en trois sets (2-6, 6-3, 6-4) et (7-5, 4-6, 6-3). Il bat ensuite en demi-finale Marin Čilić en trois sets (6-4, 3-6, 6-3) pour atteindre sa 6e finale à Cincinnati et la 45e en Masters 1000. Il retrouve en finale Roger Federer après plus de deux ans sans s'être joués, qu'il bat en deux sets (6-4, 6-4) remportant pour la première fois ce tournoi. Il devient alors le premier joueur à avoir remporté au moins une fois chacun de ces tournois en simple depuis leur création en 1990 accomplissant une Career Golden Masters.
Il remporte son premier match à l'US Open 2018 contre le Hongrois Márton Fucsovics en 4 sets (6-3, 3-6, 6-4, 6-0) dans des conditions climatiques difficiles. Il s'impose ensuite contre l'Américain Tennys Sandgren également en 4 sets (6-1, 6-3, 62-7, 6-2) puis bat consécutivement le Français Richard Gasquet et le Portugais João Sousa en trois sets, respectivement (6-2, 6-3, 6-3) et (6-3, 6-4, 6-3). Il atteint son 42e quart de finale en Grand Chelem et devient le deuxième joueur ayant atteint le plus de quarts de finale dans cette catégorie derrière Federer (53) et devant Jimmy Connors (41). Il y bat le surprenant John Millman en 3 sets (6-3, 6-4, 6-4), vainqueur surprise au tour précédent de Roger Federer, pour atteindre les demi-finales en Grand Chelem pour la 33e fois. En demi-finale il se défait facilement du Japonais Kei Nishikori sur le score de (6-3, 6-4, 6-2) pour atteindre la 23e finale de Grand Chelem en carrière et la 8e à l'US Open ce qui constitue un record qu'il partage avec Pete Sampras et Ivan Lendl. Il remporte la finale du tournoi en battant Juan Martín del Potro en trois sets (6-3, 7-64, 6-3) s'adjugeant son 3e US Open et son 14e titre du Grand Chelem, égalant son idole Pete Sampras. Par ailleurs avec cette victoire il renoue avec le top 5 du classement ATP, un an après l'avoir quitté.
Après avoir participé à la Laver Cup, compétition non officielle, il s'aligne au Masters de Shanghai lors de la tournée asiatique. Pour son entrée en lice, il bat le Français Jérémy Chardy en deux sets (6-3, 7-5) sans concéder la moindre balle de break puis l'Italien Marco Cecchinato, son tombeur à Roland-Garros, en deux sets (6-4, 6-0). Il vainc ensuite le Sud-Africain Kevin Anderson en deux sets (7-61, 6-3), avant de s'adjuger une place en finale pour la 46e fois dans cette catégorie après avoir surclassé pour la première fois le no 5 mondial Alexander Zverev en deux sets également (6-2, 6-1). Il est ainsi assuré de ravir la deuxième place mondiale à Roger Federer à l'issue du tournoi. En finale, il bat le jeune Croate Borna Ćorić en deux sets (6-3, 6-4) et remporte ainsi pour la 4e fois le Masters de Shanghai et son 32e Masters 1000 et revient à une unité du record de titres détenu par Rafael Nadal dans cette catégorie. Il remporte ce titre sans perdre de set et sans avoir été breaké, performance réalisée seulement par Roger Federer et Alexander Zverev dans cette catégorie auparavant.
Il ne reprend la compétition qu'au Masters de Paris-Bercy ou il bat pour son entrée en lice le Portugais João Sousa en deux sets (7-5, 6-1). À la suite du forfait de Rafael Nadal le lendemain, cette victoire lui assure de retrouver la place de numéro un mondial, deux ans après l'avoir perdue au profit d'Andy Murray. Il bat ensuite successivement le Bosnien Damir Džumhur après son abandon au second set (6-1, 2-1 ab.) et le Croate Marin Čilić contre qui il perd son premier set depuis le second tour de l'US Open sur le score de (4-6, 6-2, 6-3). En demi-finale il rencontre pour la 47e fois le Suisse Roger Federer qu'il bat dans un match haletant et indécis en trois sets (7-66, 5-7, 7-63) pour atteindre sa 47e finale en Masters 1000. Finale qu'il perd contre le jeune Russe Karen Khachanov mettant fin à sa série de 22 victoires consécutives depuis l'US Open.
Avant le début du Masters, Rafael Nadal met un terme définitif à sa saison, assurant à Novak Djokovic de finir l'année à la place de numéro un mondial pour la 5e fois de sa carrière. Il égale Jimmy Connors et Roger Federer n'ayant plus que Pete Sampras devant lui. Il devient l'unique joueur de tennis à finir numéro 1 mondial en fin d'année en ayant été hors du top 20 durant la saison,. Au Masters, il remporte son premier match contre l'Américain John Isner en deux sets (6-4, 6-3), puis remporte son second match contre l'Allemand Alexander Zverev en deux sets (6-4, 6-1) et enfin remporte son dernier match de poules contre Marin Čilić en deux sets (7-67, 6-2) réalisant un sans faute. En demi-finale il vainc le Sud-Africain Kevin Anderson en deux sets (6-2, 6-2) pour atteindre la 7e finale au Masters de sa carrière. Alors qu'il est sur une série de 40 jeux de service gagnés d'affilée et seulement 3 balles de break à sauver dans tout le tournoi, il n'arrive pas à trouver de solution face à Alexander Zverev et perd la finale (4-6, 3-6).

#### 2019:7etitre record à l'Open d'Australie,5eWimbledon, 2 titres enMasters 1000et perte de la1replace mondiale
Novak Djokovic entame la saison 2019 en participant à l'exhibition du Mubadala World Tennis Championship qu'il remporte pour la 4e fois en battant le Russe Karen Khachanov en deux sets (6-4, 6-2), puis le Sud-Africain Kevin Anderson en trois sets (4-6, 7-5, 7-5). Pour son premier tournoi officiel de la saison à Doha, il commence le tournoi en s'imposant facilement contre Damir Džumhur (6-1, 6-2), puis bat avec plus de difficulté en 3 sets Márton Fucsovics (4-6, 6-4, 6-1) et Nikoloz Basilashvili (4-6, 6-3, 6-4). Il est éliminé en demi-finale par Roberto Bautista-Agut (6-3, 66-7, 4-6). Il atteint les demi-finales également en double avec son frère Marko Djokovic où ils sont stoppés par Pierre-Hugues Herbert et David Goffin (1-6, 6-3, 13-15).
Novak Djokovic commence son 15e Open d'Australie par une victoire en trois sets au premier tour face a l'Américain qualifié Mitchell Krueger (6-3, 6-2, 6-2) et domine au deuxième tour le Français Jo-Wilfried Tsonga également en trois sets (6-3, 7-5, 6-4). Au troisième tour, il joue pour la première fois face au jeune prodige canadien Denis Shapovalov qu'il bat en quatre sets après un relâchement dans le 3e set alors qu'il avait un break d'avance (6-3, 6-4, 4-6, 6-0). En huitièmes de finale, il bat le Russe Daniil Medvedev en 4 sets (6-4, 65-7, 6-2, 6-3) dans un match très physique qui lui permet d'atteindre pour la 43e fois les quarts d'un tournoi du Grand Chelem où il vainc sur abandon le Japonais Kei Nishikori (6-1, 4-1 ab.) accédant ainsi à la 34e demi-finale de sa carrière en Grand Chelem. Il domine en demi-finale le Français Lucas Pouille en trois sets (6-0, 6-2, 6-2), jouant l'un des meilleurs matchs de sa carrière et retrouve Rafael Nadal en finale pour leur 53e confrontation, la deuxième en Australie. Il bat l'Espagnol en trois sets (6-3, 6-2, 6-3) au terme d'un match maîtrisé et remporte pour la 7e fois l'Open d'Australie, devenant l'unique recordman de titres du tournoi, et son 15e tournoi du Grand Chelem. Il devient le premier joueur à battre Rafael Nadal en trois sets en finale d'un Grand Chelem et également le seul joueur à remporter une série de 3 tournois du Grand Chelem à la suite à trois reprises, Roger Federer l'ayant réussi deux fois.
Après une tournée américaine décevante où il n'atteint les quarts de finale ni à Indian Wells ni à Miami, il entame la saison sur terre battue à Monte-Carlo. Il y atteint les quarts de finale où il se fait éliminer par le Russe Daniil Medvedev (14e joueur mondial) en trois manches (6-3, 4-6, 6-2). Lors du Masters de Madrid, il bat successivement l'Américain Taylor Fritz et le Français Jérémy Chardy en deux sets (6-4, 6-2) et (6-1, 7-62) pour atteindre ses 79e quarts de finale dans cette catégorie. Qualifié directement pour la demi-finale après le forfait du Croate Marin Čilić, il bat l'Autrichien Dominic Thiem en deux sets (7-62, 7-64) pour se qualifier pour sa 48e finale en Masters 1000 contre le jeune Grec Stéfanos Tsitsipás. Il remporte la finale en 2 sets (6-3, 6-4) s'adjugeant son 3e titre à Madrid et redevenant co-recordman de titres (33) en Masters 1000 avec Rafael Nadal. Au Masters de Rome, il bat successivement en deux sets, le Canadien Denis Shapovalov (6-1, 6-3), puis l'Allemand Philipp Kohlschreiber (6-3, 6-0), avant de retrouver l'Argentin Juan Martín del Potro qu'il bat en trois sets et plus de trois heures de jeu (4-6, 7-66, 6-4) après avoir sauvé deux balles de match au tie-break de la deuxième manche. Il se qualifie à la 49e finale de Masters 1000 de sa carrière en battant Diego Schwartzman en trois sets (6-3, 6-72, 6-3) et y retrouve Rafael Nadal pour la 54e confrontation de leur carrière. Il est battu par son grand rival sur le score de (6-0, 4-6, 6-1) qui laisse le Majorquin reprendre la tête au nombre de titres en Masters 1000.
Novak Djokovic se présente à Roland-Garros avec la place de numéro un mondial et le statut de tenant des trois titres précédents du Grand Chelem (Wimbledon et US Open 2018, Open d'Australie 2019). Tête de série no 1, il est l'un des favoris avec les spécialistes de la terre battue Rafael Nadal et Dominic Thiem. Il remporte ses trois premiers matchs sans perdre un set face à Hubert Hurkacz (6-4, 6-2, 6-2), Henri Laaksonen (6-1, 6-4, 6-3) et Salvatore Caruso (6-3, 6-3, 6-2) et se qualifie pour les huitièmes de finale où il rencontre l'Allemand Jan-Lennard Struff, classé 45e à l'ATP, qu'il bat sèchement en trois sets et 1 h 33 minutes (6-3, 6-3, 6-2). Pour son 44e quart de finale en Grand Chelem, reporté d'une journée en raison des conditions météorologiques, il est confronté à un autre Allemand, le jeune Alexander Zverev et tête de série no 5, qu'il domine en trois sets et 2 h 9 minutes (7-5, 6-2, 6-2), malgré un premier set dans lequel il sauve une balle de set. Il se qualifie ainsi pour la 35e fois à une demi-finale de Grand Chelem dans laquelle il rencontre le jeune Autrichien et tête de série no 4 Dominic Thiem, l'un des favoris du tournoi. Le match contre Thiem est interrompu à plusieurs reprises en raison de la pluie, les rafales de la tempête Miguel ajoutant des difficultés au jeu, et se déroule ainsi sur deux jours les vendredi 7 et samedi 8 juin. Thiem parvient à prendre le dessus sur Djokovic après de très nombreux rebondissements sur cinq sets très disputés et 4 heures 13 minutes (6-2, 3-6, 7-5, 5-7, 7-5). Djokovic se montre à plusieurs reprises irrité vis-à-vis de l'arbitre, notamment après avoir écopé d'une pénalité pour avoir dépassé les 25 secondes réglementaires pour le déclenchement du service.

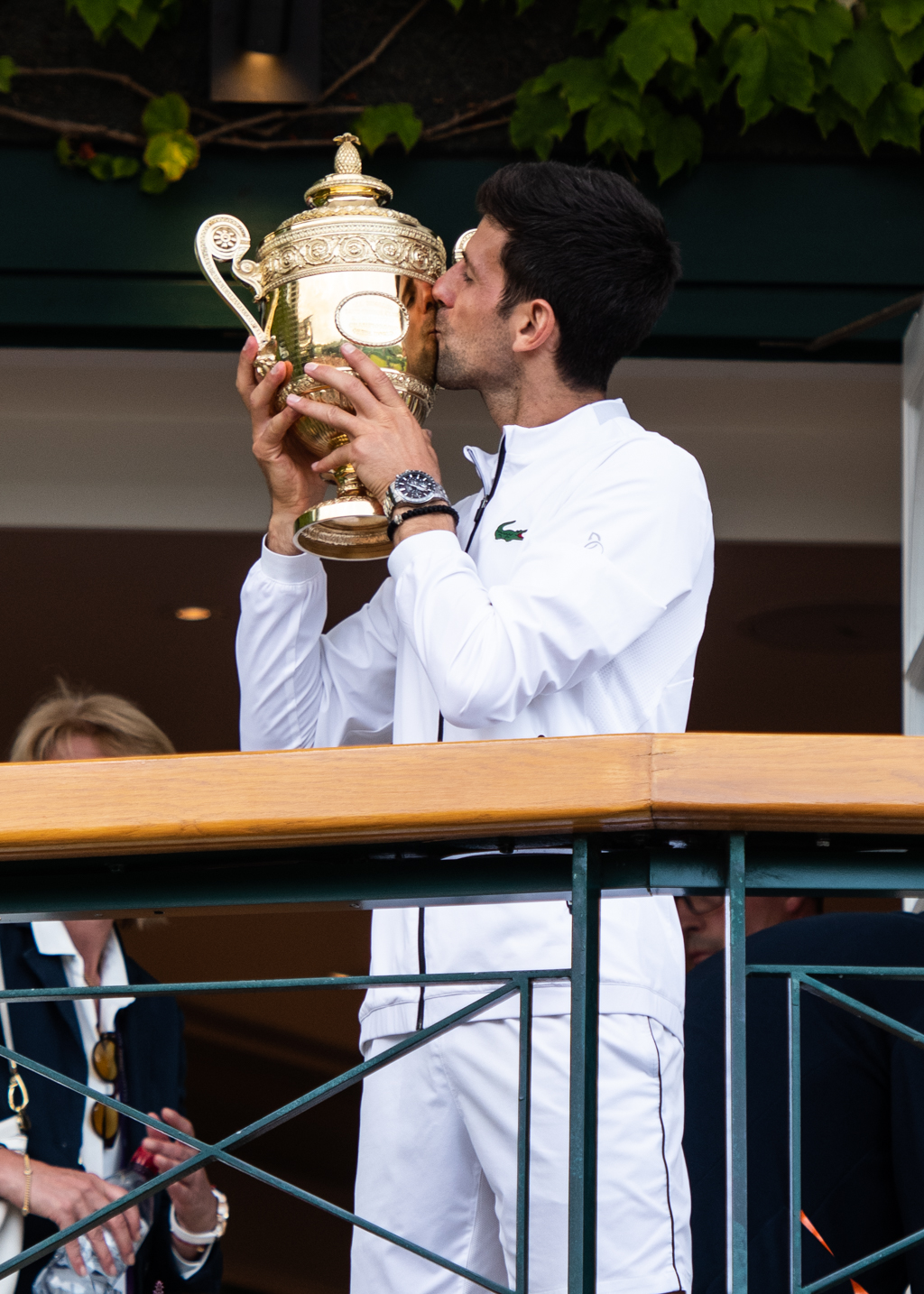
Novak Djokovic embrassant le trophée de Wimbledon en 2019.

Ne participant à aucune compétition officielle avant Wimbledon, il bat en trois sets l'Allemand Philipp Kohlschreiber (6-3, 7-5, 6-3) puis l'Américain Denis Kudla (6-3, 6-2, 6-2). Il se qualifie pour les huitièmes de finale en battant le Polonais Hubert Hurkacz en 4 sets (7-5, 56-7, 6-1, 6-4) puis pour le 45e quart de finale en Grand Chelem de sa carrière en battant le jeune Français Ugo Humbert (6-3, 6-2, 6-3). Il bat David Goffin en quart de finale après un premier set accroché (6-4, 6-0, 6-2), puis en demi-finale l'Espagnol Roberto Bautista-Agut contre qui il s'était déjà incliné deux fois cette saison dans un match accroché en quatre sets (6-2, 4-6, 6-3, 6-2). En finale, il retrouve Roger Federer pour leur 48e confrontation. Au bout de quatre heures et cinquante-cinq minutes, la finale la plus longue de l'histoire de Wimbledon, il s'impose après avoir sauvé deux balles de match dans le cinquième set, et remporte son seizième tournoi du Grand Chelem sur le score historique de (7-65, 1-6, 7-64, 4-6, 13-123). C'est la première finale de l'histoire du tournoi qui se termine sur un tie-break à 12-12.
Préférant ne pas participer à la Rogers Cup pour se reposer, Novak Djokovic fait sa rentrée sur dur au Masters 1000 de Cincinnati où il est tenant du titre. Après 3 victoires convaincantes en 2 sets contre Sam Querrey (7-5, 6-1), Pablo Carreño Busta (6-3, 6-4) et Lucas Pouille (7-6, 6-1), il s'incline en demi-finale contre le jeune Russe Daniil Medvedev après avoir pourtant gagné le premier set (3-6, 6-3, 6-3).
Il commence la défense de son titre à l'US Open en battant lors des trois premiers tours, en 3 sets, l'Espagnol Roberto Carballés Baena (6-4, 6-1, 6-4), l'Argentin Juan Ignacio Londero (6-4, 7-63, 6-1) et l'Américain Denis Kudla (6-3, 6-4, 6-2) pour retrouver Stanislas Wawrinka en huitièmes de finale qu'il n'avait plus affronté depuis la finale de l'US Open 2016. Il est à noter que le Serbe traîne une blessure à l'épaule depuis le Masters 1000 de Cincinnati, lui ayant valu d'envisager l'abandon durant le match du second tour. Mais il a affirmé en conférence de presse après le troisième tour qu'il n'avait « presque plus mal ». Cependant, il est contraint d'abandonner en huitièmes au troisième set (6-4, 7-5, 2-1 ab.) à la suite de la réapparition de sa blessure. C'est la première fois depuis 2006 qu'il n'atteint pas au moins les demi-finales à Flushing Meadows.
Pour la première fois de sa carrière, il décide de se rendre à Tokyo lors de la tournée asiatique en vue de préparer les Jeux olympiques de 2020. Il remporte le tournoi sans perdre un set en battant l'Australien Alexei Popyrin (6-4, 6-2), le Japonais Go Soeda (6-3, 7-5), le Français Lucas Pouille (6-1, 6-2), le Belge David Goffin (6-3, 6-4) et enfin l'Australien John Millman (6-3, 6-2). Lors du Masters de Shanghai, après avoir battu en deux sets le Canadien Denis Shapovalov (6-3, 6-3) et l'Américain John Isner (7-5, 6-3), il s'incline face au Grec Stéfanos Tsitsipás en trois sets (3-6, 7-5, 6-3).
Affaibli, Djokovic entame sa tournée en indoor avec le Masters de Paris-Bercy et la certitude qu'il perdra sa place de numéro un mondial au profit de Rafael Nadal à l'issue du tournoi. Il bat au premier tour le Français Corentin Moutet en deux sets (7-62, 6-4), puis le Britannique Kyle Edmund (7-67, 6-1) et prend sa revanche face au Grec Stéfanos Tsitsipás (6-1, 6-2). En demi-finales, il s'impose pour la 9e fois en 10 confrontations contre le Bulgare Grigor Dimitrov en deux sets (7-65, 6-4) dans un match de haute qualité pour atteindre la 50e finale de sa carrière en Masters 1000. Il remporte son 5e Masters de Paris-Bercy et son 34e Masters 1000 en disposant du jeune Canadien Denis Shapovalov qui joue sa première finale de Masters 1000, en 2 sets (6-3, 6-4). Avec ce titre, il se rapproche à une unité du record de titres en Masters 1000 détenu par Rafael Nadal. Il s'agit de son 77e titre ATP en simple, ce qui lui permet d'intégrer le top 5 des joueurs les plus titrés de l'histoire du tennis en égalant l'Américain John McEnroe.
Lors du Masters il est éliminé dès les poules avec une victoire en deux sets (6-2, 6-1) contre l'Italien Matteo Berrettini et deux défaites contre l'Autrichien Dominic Thiem en trois sets (7-65, 3-6, 65-7) et le Suisse Roger Federer en deux sets (6-4, 6-3). C'est la première fois depuis 2011 qu'il ne passe pas les poules, par la même occasion il est assuré de ne pas finir numéro un en fin d'année pour la sixième fois de sa carrière au profit de Rafael Nadal.

### Depuis 2020: la chasse aux records historiques

#### 2020: vainqueur de l'ATP Cup,8etitre à l'Open d'Australie, record de titres en Masters 1000 (36) et numéro un pour une6eannée record
Novak Djokovic entame la saison 2020 avec comme objectif non seulement les tournois du Grand Chelem et Masters 1000, mais également la médaille d'or aux Jeux olympiques de Tokyo. Il reprend la compétition à l'occasion de l'ATP Cup en vue de préparer la défense de son titre à Melbourne. Avec la Serbie, il remporte tous ses matchs de poule contre l'Afrique du Sud en battant Kevin Anderson (7-65, 7-66), puis contre la France de Gaël Monfils (6-3, 6-2) et enfin contre le Chili en s'imposant contre Cristian Garín (6-3, 6-3). Il bat ensuite le Canada de Denis Shapovalov (4-6, 6-1, 7-64), puis, en demi-finale, la Russie en battant Daniil Medvedev (6-1, 5-7, 6-4). Enfin contre l'Espagne, grâce à ses victoires en simple contre le numéro 1 Rafael Nadal (6-2, 7-64) lors de leur 55e confrontation et en double (en équipe avec Viktor Troicki) contre la paire Feliciano López-Pablo Carreño Busta (6-3, 6-4), il permet à la Serbie de remporter la première édition de l'ATP Cup.
Il commence la défense de son titre à Melbourne en battant au premier tour l'Allemand Jan-Lennard Struff en quatre sets (7-65, 6-2, 2-6, 6-2) puis au second et troisième tours les Japonais Tatsuma Ito et Yoshihito Nishioka tous deux en trois sets (6-1, 6-4, 6-2) et (6-3, 6-2, 6-2). En huitième de finale, il retrouve la tête de série numéro 14 l'Argentin Diego Schwartzman qu'il bat également sans concéder de set (6-3, 6-4, 6-4) pour se qualifier pour son 46e quart de finale en Grand Chelem. Il affronte le Canadien Milos Raonic contre lequel il s'impose également en trois sets (6-4, 6-3, 7-61) et se qualifie ainsi pour la 37e fois en demi-finale d'un tournoi du Grand Chelem face au Suisse Roger Federer qu'il retrouve sur son chemin pour la cinquantième fois de sa carrière. Il l'emporte en trois sets (7-61, 6-4, 6-3) face à un joueur diminué physiquement depuis les quarts de finale. Cette victoire lui permet de rester invincible au stade des demi-finales à l'Open d'Australie et de se qualifier pour sa 8e finale à Melbourne où il est également invaincu. Il remporte son 17e titre du Grand Chelem face à l'Autrichien Dominic Thiem, après un match en cinq sets, de près de quatre heures (6-4, 4-6, 2-6, 6-3, 6-4). Il redevient par la même occasion numéro un mondial aux dépens de Rafael Nadal. En remportant son huitième Open d'Australie, il devient le troisième joueur de l'histoire du tennis avec Roger Federer et Rafael Nadal à avoir au moins huit titres du Grand Chelem dans un même tournoi. Il devient également co-recordman avec Roger Federer du nombre de titres du Grand Chelem remportés sur surface dure (11) , et l'un des deux seuls joueurs, avec ce dernier, à avoir conquis au moins un titre du Grand Chelem sur cinq surfaces différentes, à la suite du remplacement du Plexicushion australien par le Greenset.
Après quatre années d'absence à Dubaï, il s'engage pour tenter de remporter un cinquième titre. Il commence son tournoi par des victoires rapides en deux sets contre le Tunisien Malek Jaziri (6-1, 6-2), l'Allemand Philipp Kohlschreiber (6-3, 6-1) et le Russe Karen Khachanov (6-2, 6-2). Il rencontre ensuite en demi-finale le Français Gaël Monfils auteur d'un remarquable début de saison. Pour leur 17e rencontre officielle, il s'impose dans un match haletant de trois sets avec notamment trois balles de match sauvées durant le tie-break du second set (2-6, 7-68, 6-1). Avec cette 17e victoire sans défaite contre le Français, il rejoint Roger Federer et Ivan Lendl qui ont également face à d'autres adversaires réussi à remporter dix-sept matchs pour aucune défaite. En finale, il affronte le Grec Stéfanos Tsitsipás tête de série numéro deux, et s'impose en deux sets (6-3, 6-4) pour empocher le 79e titre de sa carrière et assurer sa place de numéro un mondial. À l'aube du mois de mars, il reste invaincu avec dix-huit victoires pour aucune défaite.
Début mars, la pandémie de Covid-19 contraint l'ATP à suspendre la saison. Confiné un temps en Espagne à Marbella, Djokovic décide de rentrer en Serbie mi-mai une fois la situation améliorée et d'organiser un tournoi exhibition dans les pays des Balkans, l'Adria Tour. L'organisation n'applique pas de mesures de protection (stades combles, pas de masque, marques d'affections rapprochées entre joueurs). La compétition est arrêtée en raison de la contamination de plusieurs joueurs, dont Grigor Dimitrov, Borna Ćorić, Viktor Troicki, et Novak Djokovic lui-même. Ce dernier fait ensuite des excuses publiques pour ces négligences.
Novak Djokovic reprend au Masters de Cincinnati où plusieurs joueurs ont décidé de ne pas se rendre pour éviter la contamination, dont Rafael Nadal, Gaël Monfils et Stanislas Wawrinka. Il remporte ses premiers matchs tous en deux sets contre le Lituanien Ričardas Berankis (7-62, 6-4), l'Américain Tennys Sandgren (6-2, 6-4) et l'Allemand Jan-Lennard Struff (6-3, 6-1) pour rejoindre la 68e demi-finale de sa carrière en catégorie Masters 1000. Il s'impose dans un match à rebondissements en trois heures de jeu contre l'Espagnol Roberto Bautista-Agut en trois sets (4-6, 6-4, 7-60) contre lequel il restait sur trois défaites consécutives sur surface dure. Cette victoire lui permet de jouer sa 51e finale dans cette catégorie, égalant le record détenu par Rafael Nadal. Il remporte cette finale contre le Canadien Milos Raonic en trois sets (1-6, 6-3, 6-4) et redevient à nouveau le co-recordman de titres (35) en catégorie Masters 1000 avec Rafael Nadal. Par ailleurs, en étant déjà le seul joueur à avoir achevé le Career Golden Masters, il devient avec cette victoire le seul joueur en simple à avoir gagné tous les tournois en catégorie Masters 1000 au moins deux fois.
Il entame la semaine suivante l'US Open en tant que grand favori. Il remporte son premier tour contre le Bosnien Damir Džumhur en trois sets (6-1, 6-4, 6-1) puis « se débarrasse » du Britannique Kyle Edmund en quatre sets (65-7, 6-3, 6-4, 6-2) et de l'Allemand Jan-Lennard Struff en trois sets (6-3, 6-3, 6-1). Le 6 septembre, en huitième de finale, face à l'Espagnol Pablo Carreño Busta, le Serbe est frustré après s'être fait breaker alors que quelques minutes auparavant, il avait obtenu trois balles de set pour remporter la première manche. Malheureusement, à la suite de cela, il se fait disqualifier pour avoir frappé sans regarder une balle qui lui restait en main en direction du fond du court qui touche violemment à la gorge une juge de ligne. Il s'agit de la 5e disqualification d'un joueur en Grand Chelem depuis le début de l'ère Open. Cette défaite met par ailleurs fin à une série de 26 victoires de rang du Serbe en 2020.
Il démarre la courte saison sur terre battue (déplacée à la fin de l’été) lors du Masters de Rome où figure notamment l'Espagnol Rafael Nadal de retour à la compétition après six mois d'arrêt. Pour son premier match, il bat l'Italien Salvatore Caruso puis son compatriote Filip Krajinović tous deux en deux sets (6-3, 6-2) et (7-67, 6-3). En quart de finale, il se défait du qualifié Allemand Dominik Köpfer en trois sets (6-3, 4-6, 6-3) pour se qualifier pour sa 69e demi-finale en Masters 1000 où il bat le Norvégien Casper Ruud en deux sets (7-5, 6-3). Il devient le premier joueur à se qualifier pour une 52e finale dans cette catégorie. Il bat l'Argentin Diego Schwartzman en deux sets (7-5, 6-3) pour s'adjuger son 5e titre à Rome. À cette occasion, il devient l'unique recordman de titres dans la catégorie Masters 1000 (36) mais également le joueur le plus âgé à gagner un Masters 1000 sur terre battue (33 ans et 4 mois).
Il commence les Internationaux de France en battant au premier tour le jeune Suédois Mikael Ymer en trois sets (6-0, 6-2, 6-3). Au second tour il bat le Lituanien Ričardas Berankis également en trois sets (6-1, 6-2, 6-2) et remporte son 70e match à Roland-Garros. Il devient le seul joueur avec Roger Federer à avoir au moins soixante-dix victoires dans les quatre tournois du Grand Chelem. Il se qualifie facilement pour son 47e quart de finale en Grand Chelem dont un 14e à Roland-Garros, record co-détenu avec Rafael Nadal, en battant successivement le Colombien Daniel Elahi Galán et le Russe Karen Khachanov en trois sets (6-0, 6-3, 6-2) et (6-4, 6-3, 6-3). Il se qualifie pour la 38e demi-finale en Grand Chelem de sa carrière dont la 10e Porte d'Auteuil, en battant l'Espagnol Pablo Carreño Busta en quatre sets (4-6, 6-2, 6-3, 6-4) malgré un bandage à la nuque. Après son match, il avoue avoir ressenti une gêne pendant la préparation du match. Il devient par ailleurs seulement le troisième joueur (avec Jimmy Connors et Roger Federer) de l'ère Open à atteindre au moins dix demi-finales dans au moins deux Grand Chelem. Il bat le Grec Stéfanos Tsitsipás en cinq sets (6-3, 6-2, 5-7, 4-6, 6-1), après avoir disposé d’une balle de match dans le troisième set, et se qualifie pour sa 27e finale de Grand Chelem dont la 5e à Roland-Garros. Avec cette victoire, il égale le record de Rafael Nadal et Roger Federer qui ont participé à au moins cinq finales dans les quatre tournois du Grand Chelem. Il affronte pour la neuvième fois Rafael Nadal en finale de Grand Chelem, égalant le record de Roger Federer et Rafael Nadal qui se sont rencontrés en autant de finales du Grand Chelem. Il perd sèchement en trois sets (0-6, 2-6, 5-7) contre l'Espagnol qui égale alors le record de vingt titres du Grand Chelem de Roger Federer.
Dans l'optique d'assurer pour une sixième année record une place de numéro un mondial en fin d'année, le Serbe décide de jouer l'ATP 500 de Vienne et de renoncer au Masters 1000 de Paris-Bercy, ce dernier ne pouvant apporter le moindre point. Il remporte son premier match contre son compatriote Filip Krajinović en deux sets (7-66, 6-3), puis le deuxième, contre le Croate Borna Ćorić également en deux sets (7-611, 6-3), s'assurant ainsi de finir numéro un mondial en 2020, sauf si Rafael Nadal réussit un sans-faute jusqu'au Masters de Londres et que le Serbe ne remporte aucun autre match. En quart de finale, très peu impliqué, il subit sa plus lourde défaite en carrière depuis l'Open d'Australie 2005, contre l'Italien Lorenzo Sonego en deux sets (6-2, 6-1).
Le 6 novembre, avec la non-participation de Rafael Nadal au tournoi de Sofia, Novak Djokovic est assuré de finir l'année à la première place mondiale pour une sixième année record, rejoignant ainsi Pete Sampras en haut du classement avec une longueur d'avance sur Roger Federer, Rafael Nadal et Jimmy Connors. En outre, à 33 ans, 7 mois et 9 jours au 31 décembre 2020, il devient le joueur le plus âgé à terminer une année en tête du classement ATP.
Aux ATP Finals, qui se déroulent à Londres pour la dernière fois, il part en quête d'un sixième titre record pour égaler Roger Federer. Lors du tirage au sort, il se retrouve dans la poule de Daniil Medvedev (no 4), Alexander Zverev (no 6) et Diego Schwartzman (no 8). Pour son entrée en lice, il bat l'Argentin, dont c'est la première participation, en deux manches (6-3, 6-2). Lors de la deuxième journée, il est opposé au Russe, récent vainqueur de Paris-Bercy. Méconnaissable et surpassé par le joueur russe, il s'incline sèchement en deux sets (6-3, 6-3). Lors de la troisième journée, il est opposé à l'Allemand dans un match décisif. Il l'emporte en deux sets (6-3, 7-64) et rallie donc le dernier carré en terminant deuxième de son groupe derrière Daniil Medvedev. En demi-finale, il est opposé à l'Autrichien Dominic Thiem contre qui il s'incline une nouvelle fois dans un match épique comme en 2019 après avoir sauvé quatre balles de match dans le second set et après avoir mené 4-0 dans le tie-break décisif, il finit par s'incliner sur le score de (5-7, 7-610, 65-7).
Après un début de saison sans aucune défaite, arrêté par la Covid-19, l'athlète réalise une seconde partie de saison plus contrastée. Son année de compétition lui apporte quatre titres dont un du Grand Chelem et deux Masters 1000. Avec un total de 41 victoires pour 5 défaites, il termine l'année en tête du classement ATP avec une avance de 2 180 points sur son dauphin Rafael Nadal, lui permettant de se rapprocher du record de Roger Federer de 310 semaines passées à la tête du classement mondial.

#### 2021: Petit Chelem,20etitre record en Grand Chelem, record de semaines à la première place et numéro un pour une7eannée record mais désillusion aux Jeux olympiques et en finale de l'US Open
Le début de la saison 2021 est retardé à cause de la pandémie de Covid-19 et les mesures sanitaires strictes en vigueur en Australie. En effet, chaque joueur et leur staff ont pour obligation de passer par une quarantaine de quatorze jours entre les 17 et 31 janvier, ce qui repousse le début de la tournée australienne au 1er février.
Pour la seconde année consécutive, Novak Djokovic décide de préparer l'Open d'Australie avec la Serbie en participant à l'ATP Cup dont elle est tenante du titre. Il s'impose tout d'abord contre le Canada en battant Denis Shapovalov (7-5, 7-5) en simple puis, avec son équipier Filip Krajinović en double, ils battent la paire Milos Raonic et Denis Shapovalov (7-5, 7-64). Mais son équipe se fait éliminer par l'Allemagne malgré sa victoire en trois sets contre Alexander Zverev (63-7, 6-2, 7-5) et une défaite en double avec Nikola Čačić en trois sets, contre la paire Alexander Zverev et Jan-Lennard Struff, (64-7, 7-5, [7-10]).
Tenant du titre à Melbourne, il s'impose contre le Français Jérémy Chardy en trois sets (6-3, 6-1, 6-2). Il bat ensuite l'Américain Frances Tiafoe en concédant un set (6-3, 63-7, 7-62, 6-3). Au tour suivant, alors qu'il contrôle son match contre l’Américain Taylor Fritz et mène 2 sets à 0, il se blesse aux abdominaux, ce qui le force à prendre plusieurs temps morts médicaux et des anti-inflammatoires et l'empêche de se déplacer correctement sur le court. Il finit par s'imposer (7-61, 6-4, 3-6, 4-6, 6-2) dans un match qui se termine à huis clos pour cause de confinement dans l'État de Victoria à la suite de plusieurs cas positifs de Covid-19. En entretien, il affirme que c'est l'une des plus belles victoires de sa carrière mais également il pense avoir une déchirure qui rend incertain sa participation en huitièmes. Au tour suivant, il bat le Canadien Milos Raonic en quatre sets (7-64, 4-6, 6-1, 6-4) malgré sa blessure, se qualifiant pour son 48e quart de finale en Grand Chelem où il bat l'Allemand Alexander Zverev toujours en quatre sets (66-7, 6-2, 6-4, 7-66). En se qualifiant pour sa 9e demi-finale à l'Open d'Australie et la 39e en Grand Chelem, il devient le seul joueur de l'histoire du tennis féminin comme masculin à avoir atteint au moins neuf fois les demi-finales des quatre tournois du Grand Chelem. Il y bat la surprise du tournoi, le Russe Aslan Karatsev issu des qualifications, en trois sets (6-3, 6-4, 6-2) pour se qualifier pour sa 9e finale à Melbourne et la 28e en Grand Chelem, égalant Rafael Nadal. En finale, il affronte la tête de série numéro quatre, le Russe Daniil Medvedev invaincu depuis le Masters de Paris-Bercy (vingt victoires à la suite). Le Serbe remporte son 9e titre à Melbourne et reste invaincu en finale en disposant facilement de son adversaire en trois sets (7-5, 6-2, 6-2). Avec cette victoire, il devient le recordman unique de tournois du Grand Chelem remportés sur surface dure (12) devant le Suisse Roger Federer (11). Il devient également le seul avec Rafael Nadal à avoir remporté au moins neuf titres dans un même tournoi du Grand Chelem, l'Espagnol ayant remporté treize titres à Roland-Garros depuis 2020.
Le 8 mars, le Serbe entame sa 311e semaine en tant que numéro un et devient le recordman de semaines passées à la tête du classement ATP, dépassant le Suisse Roger Federer qui détenait ce record depuis juillet 2012 (310 semaines).
Il décide de faire l'impasse sur le Masters de Miami pour se reposer. Il fait son retour pour préparer la saison sur terre battue au Masters de Monte-Carlo. Après une victoire expéditive face à la révélation Jannik Sinner (6-4, 6-2), il est éliminé par le Britannique Daniel Evans (6-4, 7-5), qu’il affrontait pour la première fois de sa carrière. Il s'aligne la semaine suivante à l'Open de Belgrade, tournoi dont sa famille est la propriétaire et qui refait son apparition dans le calendrier pour la première fois depuis 2012. Il remporte sans difficulté ses deux premiers matchs contre le Sud-Coréen Kwon Soon-woo et son compatriote Miomir Kecmanović en deux sets à chaque fois et sur le même score (6-1, 6-3). En demi-finale, il joue contre la révélation de l’année, le Russe Aslan Karatsev, devant lequel il s'incline après un match de plus de trois heures, en trois sets (5-7, 6-4, 4-6).
Forfait à Madrid, il reprend la compétition au Masters de Rome. Pour son premier match, il bat l'Américain Taylor Fritz en deux sets (6-3, 7-65), puis l'Espagnol Alejandro Davidovich Fokina en deux sets également (6-2, 6-1). En quarts de finale, il est opposé au 5e joueur mondial, le Grec Stéfanos Tsitsipás. Le match est interrompu le vendredi en raison des conditions météorologiques, avec un score en faveur du Grec (4-6, 1-2), cependant le lendemain, il réussit à inverser le cours du match et l'emporte en trois sets (4-6, 7-5, 7-5) et 3 h 15 min de jeu. Le même jour, lors de sa 70e demi-finale en Masters 1000, il bat l'Italien Lorenzo Sonego également en trois sets (6-3, 65-7, 6-2) et 2 h 44 min de jeu pour atteindre la 53e finale dans cette catégorie. Finale qu'il perd en trois sets (5-7, 6-1, 3-6) contre son grand rival Rafael Nadal. C'est la 9e fois que les deux joueurs s'affrontent à Rome, ce qui constitue un record d'opposition entre deux mêmes joueurs dans un tournoi. Cette 36e victoire en Masters 1000 permet à l'Espagnol de rejoindre le Serbe à la première place des joueurs les plus titrés dans cette catégorie.
À la suite du décalage d'une semaine de Roland-Garros et de l'ajout du tournoi de Belgrade, il décide de prendre part au tournoi serbe, chose inhabituelle pour lui à une semaine d'un tournoi du Grand Chelem. Il remporte son premier match contre l'Allemand Mats Moraing en deux sets (6-2, 7-65) puis contre l'Argentin Federico Coria en deux sets (6-1, 6-0). C'est la 952e du Serbe sur le circuit ATP, ce qui lui permet de dépasser l'Argentin Guillermo Vilas et d’intégrer le top 5 des joueurs ayant remporté le plus de match en carrière. En demi-finale, il bat le qualifié Slovaque Andrej Martin en trois sets (6-1, 4-6, 6-0) et se qualifie pour la 119e finale de sa carrière contre un autre Slovaque, Alex Molčan. Finale qu'il remporte en deux sets (6-4, 6-3) et s'adjuge le 83e titre de sa carrière dont le 16e sur terre battue, lui permettant de figurer dans le top 10 des joueurs les plus titrés sur ocre depuis les débuts de l'ère Open.
Tête de série numéro un à Roland-Garros, il affronte au premier tour l’Américain Tennys Sandgren qu'il bat en trois sets (6-2, 6-4, 6-2). Aux second et troisième tours, il se débarrasse, à chaque fois en trois sets, de l’Uruguayen Pablo Cuevas (6-3, 6-2, 6-4) et du Lituanien Ričardas Berankis (6-1, 6-4, 6-1). Qualifié pour les huitièmes de finale, il devient le premier joueur à se qualifier en seconde semaine à Roland-Garros dans douze éditions successives. Il fait face au jeune et prometteur Italien Lorenzo Musetti qu'il bat en plus de trois heures de jeu après avoir notamment été mené deux sets à zéro et finit par l'emporter sur un abandon au cinquième set (67-7, 62-7, 6-1, 6-0, 4-0 ab.). Il se qualifie ainsi pour le 49e quart de finale de sa carrière en Grand Chelem, dont le 15e à Roland-Garros, ce qui constitue un record qu'il partage avec Rafael Nadal. Il est également le premier joueur à se qualifier douze éditions à la suite au stade des quarts de finale à Roland-Garros. Il y affronte la tête de série numéro 9, l'Italien Matteo Berrettini qu'il bat en 4 sets (6-3, 6-2, 65-7, 7-5) se qualifiant pour sa 40e demi-finale en Grand Chelem, la 11e aux Internationaux de France. Il y retrouve son rival Rafael Nadal, pour un 58e affrontement, le 9e à Paris, qui est un record de confrontations entre deux joueurs dans un même tournoi. Après un match de 4 h 11, il réussit l'exploit de battre l'Espagnol en 4 sets (3-6, 6-3, 7-64, 6-2) une seconde fois à Roland-Garros. L'Espagnol restait sur un bilan de 105 victoires pour 107 matchs joués dans le tournoi. Novak Djokovic le bat ainsi pour la 30e fois en carrière et se qualifie pour sa 29e finale de Grand Chelem, la 6e à Roland-Garros. C'est un nouveau record pour le Serbe qui est maintenant le seul joueur de l'ère Open à avoir atteint au minimum la finale, à six reprises, des quatre tournois du Grand Chelem. Il remporte son 2e Roland-Garros, en battant le Grec Stéfanos Tsitsipás, dans un match intense de 4 h 11 à nouveau, et 5 sets (66-7, 2-6, 6-3, 6-2, 6-4) après avoir été mené deux sets à zéro, ce qui n’était plus arrivé en finale de Roland-Garros depuis 2004. Il est seulement le 6e joueur à remonter un retard de deux sets en finale de Grand Chelem et le premier à gagner un titre après avoir connu deux matchs avec un tel handicap sur le même tournoi. En outre, il devient le premier joueur de l'ère Open à avoir remporté au moins deux fois les quatre tournois du Grand Chelem et le troisième dans l'histoire du tennis après Roy Emerson et Rod Laver. Il devient aussi le premier joueur de l'ère Open à remporter deux fois, la même année, l’enchaînement Open d'Australie et Roland-Garros. C'est son 19e titre du Grand Chelem. Il est désormais à une unité du record co-détenu par Roger Federer et Rafael Nadal.
Pour préparer Wimbledon, il décide de participer au tournoi de Majorque en double avec l'Espagnol Carlos Gómez-Herrera. Ils atteignent la finale mais doivent déclarer forfait en raison d'une blessure de l'Espagnol. Il remporte son premier match contre le jeune Britannique Jack Draper en concédant le premier set (4-6, 6-1, 6-2, 6-2). Il bat ensuite successivement sans concéder le moindre set, le Sud-Africain Kevin Anderson (6-3, 6-3, 6-3), l'Américain Denis Kudla (6-4, 6-3, 7-67) et le Chilien Cristian Garín, tête de série numéro 17, (6-2, 6-4, 6-2). Il se qualifie ainsi pour le 50e quart de finale de sa carrière en Grand Chelem, dont le 12e à Wimbledon. Il bat le Hongrois Márton Fucsovics en 3 sets (6-3, 6-4, 6-4) pour se qualifier pour la 41e demi-finale de sa carrière en Grand Chelem, dont la 10e à Londres ou il affronte le Canadien Denis Shapovalov. Il remporte le match en 3 sets (7-63, 7-5, 7-5) et se qualifie pour la 30e finale de sa carrière en Grand Chelem, dont la 7e à Wimbledon. Ainsi il devient le premier joueur, depuis Björn Borg en 1980, à atteindre la finale du troisième Grand Chelem de la saison après avoir remporté les deux premiers. Il est également le seul et le premier joueur de l'histoire du tennis à jouer une 9e finale de Grand Chelem après ses 30 ans. Il remporte son 6e titre à Wimbledon en battant l'Italien Matteo Berrettini, tête de série numéro 7, en 4 sets (64-7, 6-4, 6-4, 6-3). C'est ainsi le 20e titre du Grand Chelem de sa carrière lui permettant de devenir co-recordman de titres avec Roger Federer et Rafael Nadal. Aussi, il est le premier joueur depuis Rod Laver en 1969 à avoir remporté les trois premiers tournois du Grand Chelem de l'année et donc être toujours en lice pour le Grand Chelem calendaire. Il est également à présent le seul joueur avec Roger Federer à avoir remporté au moins 6 titres du Grand Chelem dans deux tournois différents. Par ailleurs, avec un 3e Petit Chelem, il égale le record de Roger Federer. Il est seulement le 4e joueur de l'ère Open à faire le doublé Roland-Garros - Wimbledon la même saison.
Le 16 juillet, il confirme sa participation aux Jeux olympiques afin de remporter le seul titre Majeur qui lui manque. Après ses trois titres en Grand Chelem, il est à deux succès du Grand Chelem doré, s'il parvient à remporter la médaille d'or olympique puis à s'imposer à l'US Open (un exploit que seule Steffi Graf a accompli en 1988). Il part grandissime favori et profite d'un tableau dégagé, avec les forfaits de Rafael Nadal, Roger Federer et Dominic Thiem notamment. Il commence par trois victoires faciles, toutes en deux sets, contre le Bolivien Hugo Dellien (6-2, 6-2) au premier tour, l'Allemand Jan-Lennard Struff (6-4, 6-3) au deuxième tour et l'Espagnol Alejandro Davidovich Fokina (6-3, 6-1) au troisième tour. En quarts de finale, il domine le Japonais Kei Nishikori (6-2, 6-0). Son rêve de réaliser le Grand Chelem doré bute sur Alexander Zverev en demi-finale, qui l'élimine en 3 sets (6-1, 3-6, 1-6), le 30 juillet. Djokovic perd la petite finale contre Pablo Carreño Busta (4-6, 7-63, 3-6) et comme en 2012 termine au pied du podium. Dans la foulée, il déclare forfait pour la petite finale du double mixte qu'il devait jouer avec Nina Stojanović, un renoncement motivé par une blessure à l'épaule gauche.
Pour la première fois de sa carrière, le Serbe entame l'US Open sans aucun tournoi de préparation au Canada et à Cincinnati pour tenter le Grand Chelem calendaire. Il remporte son premier match contre le jeune Danois Holger Rune issu des qualifications en quatre sets (6-1, 65-7, 6-2, 6-1). Au second tour, il se défait du Néerlandais Tallon Griekspoor en 3 sets (6-2, 6-3, 6-2). Il se qualifie pour le 51e quart de finale de sa carrière en Grand Chelem, dont le 12e à l'US Open en battant successivement en 4 sets, le Japonais Kei Nishikori (64-7, 6-3, 6-3, 6-2) et l'Américain Jenson Brooksby (1-6, 6-3, 6-2, 6-2). Il y affronte l'Italien Matteo Berrettini, deux mois après leur finale à Wimbledon, qu'il bat en 4 sets (5-7, 6-2, 6-2, 6-3) pour se qualifier pour la 42e demi-finale de sa carrière en Grand Chelem, dont la 12e à l'US Open. Cette victoire lui permet de devenir le joueur ayant battu le plus de joueurs du top 10 dans sa carrière (224 victoires pour 101 défaites). Il prend sa revanche des Jeux olympiques et bat l'Allemand Alexander Zverev en 5 sets (4-6, 6-2, 6-4, 4-6, 6-2) pour se qualifier pour une 9e finale à l'US Open, un record unique dans l'Ère Open, mais également pour la 31e finale en Grand Chelem égalant le record de Roger Federer. En finale, il fait face au Russe Daniil Medvedev qu'il a déjà battu en finale de l'Open d'Australie en début d'année. Très vite, la rencontre tourne à l'avantage de la tête de série numéro deux qui compte sur un jeu de service efficace tandis que le Serbe ne semble pas au niveau et commet de nombreuses fautes. En deux heures, le match est remporté par le Russe en 3 sets (4-6, 4-6, 4-6) et le rêve de réaliser le Grand Chelem calendaire prend fin pour Djokovic, ému par les encouragements du public, acquis à sa cause.
Le 29 septembre, il annonce sur les réseaux sociaux qu'il ne prendra pas part au Masters d'Indian Wells, laissant le doute sur sa participation aux tournois de fin d'année.
Le 18 octobre, il confirme qu'il participera au Masters de Paris-Bercy, au Masters et à la Coupe Davis.
Lors du Masters de Paris-Bercy, il remporte son premier match depuis la finale de l'US Open, contre le Hongrois Márton Fucsovics en 3 sets (6-2, 4-6, 6-3) puis profite du forfait de Gaël Monfils pour se qualifier pour son 87e quart de finale en Masters 1000 au cours duquel il bat l'Américain Taylor Fritz en 2 sets (6-4, 6-3) et se qualifie pour sa 71e demi-finale. Il bat le Polonais Hubert Hurkacz en 3 sets (3-6, 6-0, 7-65) pour participer à une 54e finale record dans cette catégorie. Cette victoire lui garantit de terminer la saison au sommet de la hiérarchie mondiale, pour la septième fois, soit une fois de plus que le précédent recordman Pete Sampras. En finale, Novak Djokovic bat le tenant du titre, le Russe Daniil Medvedev en 3 sets (4-6, 6-3, 6-3) et remporte pour la sixième fois le Masters 1000 de Paris-Bercy. C'est ainsi le 86e titre de sa carrière et le 37e Masters 1000. Il n'est également que le 3e joueur à réussir à remporter Roland-Garros et Paris-Bercy la même saison après Ilie Năstase en 1973 et Andre Agassi en 1999.
Aux ATP Finals, qui se déroulent à Turin pour la première fois, il part en quête d'un sixième titre record pour égaler Roger Federer. Lors du tirage au sort, il se retrouve dans la poule de Stéfanos Tsitsipás (no 4), Andrey Rublev (no 5) et Casper Ruud (no 8). Pour son entrée en lice, il bat le Norvégien, dont c'est la première participation, en 2 sets (7-64, 6-2). Lors de la deuxième journée, il est opposé au Russe qu'il joue pour la première fois et qu'il bat facilement en 2 sets (6-3, 6-2). Lors de la troisième journée, à la suite du forfait du Grec Stéfanos Tsitsipás, il est opposé au remplaçant Britannique Cameron Norrie. Il l'emporte en 2 sets (6-2, 6-1) et rallie donc le dernier carré en terminant premier de son groupe devant Casper Ruud. En demi-finale, il est opposé à l'Allemand Alexander Zverev contre qui il s'incline en 3 sets (64-7, 6-4, 3-6).
Avant de mettre un terme à une saison historique, il décide de prendre part avec la Serbie à l'édition de Coupe Davis 2020-2021. La phase de poule se déroule en Autriche à Innsbruck, avec comme adversaire l'Autriche et l'Allemagne. L'équipe de Serbie bat sur le score de 3-0 l'Autriche avec une victoire de Novak Djokovic en simple contre Dennis Novak en 2 sets (6-3, 6-2). Ils s'inclinent ensuite contre l'Allemagne 2-1 malgré une victoire de Djokovic en simple contre Jan-Lennard Struff en 2 sets (6-2, 6-4) mais une défaite en double avec son coéquipier Nikola Čačić contre la paire Kevin Krawietz - Tim Pütz en 3 sets (65-7, 6-3, 65-7).
Étant une des deux meilleures équipe à avoir fini 2e, la Serbie est qualifiée pour les quarts de finale ou elle affronte le Kazakhstan. L'équipe se qualifie pour les demi-finales après que Novak Djokovic ait remporté son match en simple contre Alexander Bublik en 2 sets (6-3, 6-4) puis en double avec Čačić contre la paire Andrey Golubev - Aleksandr Nedovyesov en 3 sets (6-2, 2-6, 6-3). En demi-finale, ils sont éliminés face à la Croatie malgré une victoire de Djokovic contre Marin Čilić en 2 sets (6-4, 6-2) mais une défaite contre la meilleure équipe de double au monde Nikola Mektić - Mate Pavić en 2 sets avec Filip Krajinović (7-5, 6-1).

#### 2022: expulsé d'Australie pour non-vaccination, interdit d'entrée aux États-Unis,7etitre à Wimbledon,6evictoire record au Masters et victoire à Rome
Novak Djokovic doit commencer sa saison 2022 par l'Open d'Australie. Après plusieurs mois de spéculation médiatique, son statut vaccinal n'étant pas connu, Djokovic confirme sa participation au tournoi le 4 janvier, du fait d'une exemption médicale à la vaccination obligatoire qui s'applique dans l'État de Victoria. La décision d'avoir donné une dérogation médicale à Djokovic par les organisateurs est critiquée par le Premier ministre Scott Morrison, qui déclare que le joueur doit apporter la preuve de son exemption médicale ou prendre « le premier avion » pour rentrer chez lui. Le 5 janvier, Djokovic n'étant pas en règle à son arrivée selon les autorités, son visa est annulé et une procédure d'expulsion doit le contraindre à quitter le territoire le 6 janvier, compromettant sa participation au tournoi. Il fait cependant appel et reste placé en rétention dans un hôtel de Melbourne destiné aux personnes en situation irrégulière à leur arrivée en Australie. En outre, il est révélé que l'exemption accordée à Djokovic par les autorités du tennis australien est, selon ses avocats, due au fait qu'il a contracté la Covid-19 : il aurait été testé positif le 16 décembre 2021. L'examen de son recours est étudié le 10 janvier par les autorités australiennes, pour déterminer s'il doit quitter le territoire ou non. Un juge rétablit son visa et ordonne la libération de Djokovic. Cependant, le ministre de l'Immigration Alex Hawke annule à nouveau le visa du joueur le 14 janvier « au nom de la santé, de l'ordre public et au motif qu'il était dans l'intérêt général de le faire ». Les avocats du Serbe déposent un recours. Le 15 janvier, il est renvoyé en rétention administrative. Le 16 janvier, la cour fédérale rejette le recours de Novak Djokovic contre son expulsion, sans possibilité d'appel. Il quitte le territoire australien le jour même. Djokovic ne jouera pas l'Open d'Australie 2022 et sera remplacé par le lucky loser italien Salvatore Caruso,. La Fédération australienne de tennis et l'État de Victoria ont induit des joueurs en erreur, dont Djokovic et Renata Voráčová, en laissant penser qu'une simple infection passée au virus suffit pour participer au tournoi, alors que la vaccination est exigée pour entrer en Australie. Son grand rival Rafael Nadal remporte l'Open d'Australie 2022 pour la 2e fois de sa carrière, treize ans après son premier sacre et relègue donc le Serbe à une unité du record de Grand Chelem.
L'affaire vaut à Djokovic le surnom de « Novax Djocovid » sur les réseaux sociaux et dans certains médias,,,,. Pour le quotidien français Le Parisien, « Quelle qu’en soit l’issue, l’affaire « Novax Djocovid » va profondément marquer l’image du joueur le plus controversé du monde du tennis ». Dans Libération, la dessinatrice de presse Coco publie le 10 janvier 2022 une caricature titrée « Novax » montrant le joueur qui manie une balle de tennis en forme de virus, alors que le crocodile brodé sur son maillot commente « Djocovid pour les intimes ». Le Figaro, de son côté, parle de « Novak Gate ».
Le 15 février, il donne une interview exclusive à la BBC lors de laquelle il explique ne pas vouloir se faire vacciner pour le moment et se dit « être prêt à manquer Roland-Garros et Wimbledon plutôt que de [s]e faire vacciner ».
L'athlète reprend la compétition lors du tournoi de Dubaï où il s'impose contre l'Italien Lorenzo Musetti et le Russe Karen Khachanov en 2 sets (6-3, 6-3) et (6-3, 7-62). Il s'incline en quarts de finale contre le Tchèque Jiří Veselý en 2 sets (3-6, 64-7).

Interdit d'entrée aux États-Unis pour non vaccination, il ne peut jouer les Masters 1000 d'Indian Wells et Miami.

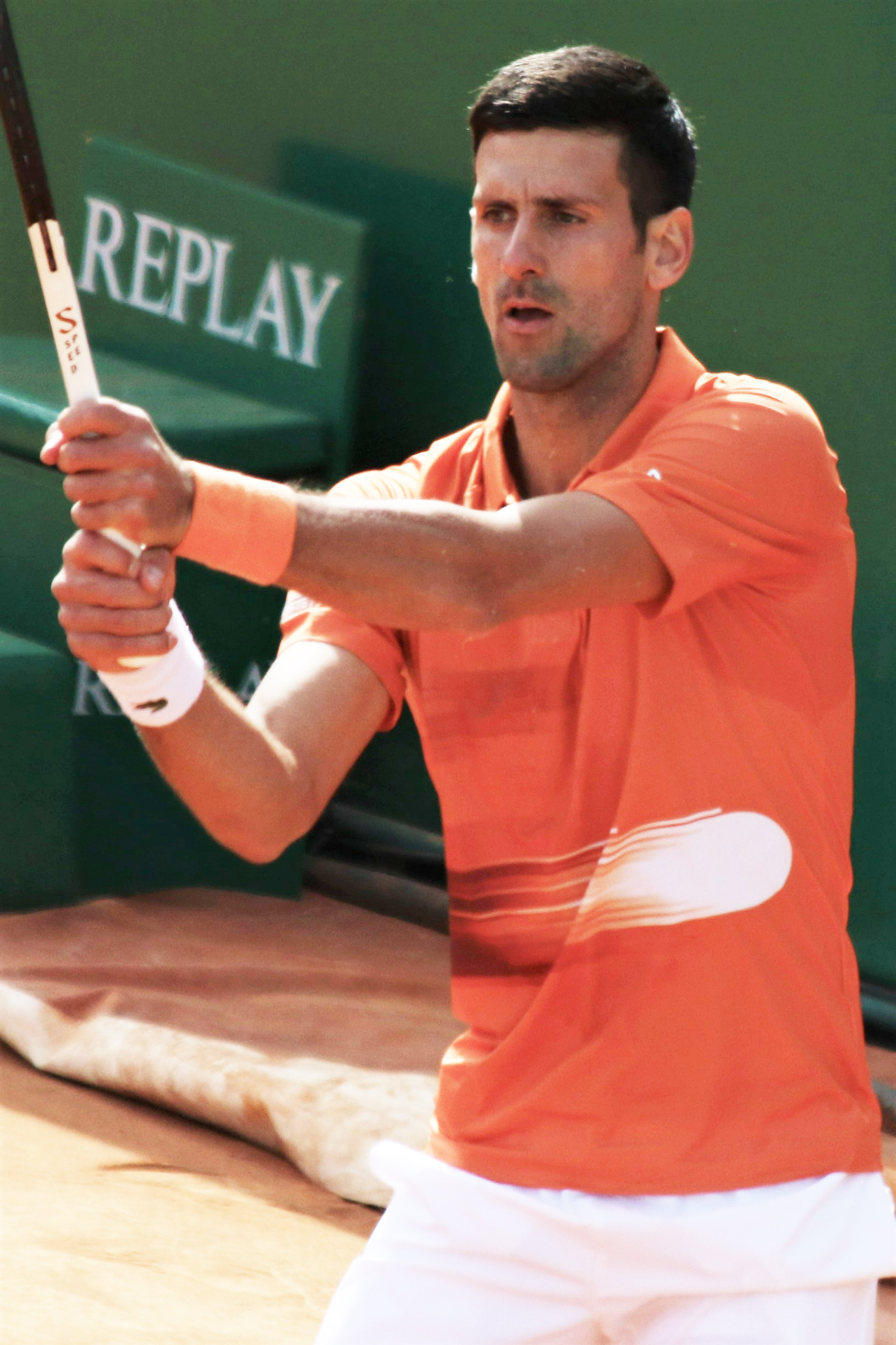
Novak Djokovic lors du Masters de Monte-Carlo en 2022.

Pour la saison sur terre battue, il est autorisé à jouer à Monte-Carlo où il s'incline dès le deuxième tour contre le futur finaliste de cette édition, l'Espagnol Alejandro Davidovich Fokina en 3 sets (3-6, 7-65, 1-6) et 2 h 55 de jeu. La semaine suivante, il participe à son tournoi de Belgrade, où il bat au second tour son compatriote Laslo Djere en 3 sets (2-6, 7-66, 7-64) et 3 h 21 de jeu. Il s'impose ensuite en 3 sets contre le Serbe Miomir Kecmanović (4-6, 6-3, 6-3) et le Russe Karen Khachanov (4-6, 6-1, 6-2) pour atteindre la 124e finale de sa carrière. Il la perd contre la tête de série numéro 2 Andrey Rublev en 3 sets (2-6, 7-64, 0-6) après avoir notamment indiqué avoir perdu toute son énergie après le gain du second set et remet en cause la maladie qu'il traîne depuis plus de deux semaines.
Le joueur participe au tournoi de Madrid pour la première fois depuis 2019, où il affronte pour son entrée en lice Gaël Monfils qu'il bat en 2 sets (6-3, 6-2). Avec cette 18e victoire sans défaite contre le Français, il devient le premier joueur de tennis à battre autant de fois un adversaire sans jamais avoir concédé une seule défaite. Avec le forfait du Britannique Andy Murray, il se qualifie directement pour le 88e quart de finale en Masters 1000 au cours duquel il bat le Polonais Hubert Hurkacz en 2 sets (6-3, 6-4) et se qualifie pour sa 72e demi-finale. Il s'incline contre Carlos Alcaraz dans un match de 3 sets et 3 h 35 de jeu (7-65, 5-7, 65-7).
Au Masters de Rome, il bat successivement en deux sets Aslan Karatsev (6-3, 6-2), puis Stanislas Wawrinka (6-2, 6-2), avant de retrouver Félix Auger-Aliassime qu'il bat pour la première fois également en 2 sets (7-5, 7-61) se qualifiant ainsi pour sa 73e demi-finale en Masters 1000. Il se qualifie pour sa 55e finale en Masters 1000 en s'imposant en 2 sets contre le Norvégien Casper Ruud (6-4, 6-3). Il s'agit de sa 1000e victoire en carrière sur le circuit ATP, devenant le cinquième joueur à atteindre ce total après Jimmy Connors (1274), Roger Federer (1251, en activité), Ivan Lendl (1068) et Rafael Nadal (1051, en activité). Il bat en finale le Grec Stéfanos Tsitsipás en deux sets (6-0, 7-65) pour s'adjuger son 6e titre à Rome. À cette occasion, il remporte son 38e Masters 1000 qui lui permet de prendre une avance de deux unités sur Rafael Nadal au classement du nombre de titres en Masters 1000 mais également de redevenir le joueur le plus âgé à gagner un Masters 1000 sur terre battue (34 ans, 11 mois et 23 jours).
Le tennisman participe en tant que tête de série numéro une à l'édition 2022 de Roland-Garros pour défendre son titre. Il rencontre au premier tour Yoshihito Nishioka, qu'il bat en trois sets (6-3, 6-1, 6-0). Au deuxième tour il rencontre le Slovaque Alex Molčan, entraîné dorénavant par Marián Vajda, qu'il bat également en en trois sets (6-2, 6-3, 7-6). Il bat ensuite sans difficulté le Slovène Aljaž Bedene (6-3, 6-3, 6-2) et l'Argentin Diego Schwartzman (6-1, 6-3, 6-3) et se qualifie ainsi pour ses 16e quarts de finale au Grand Chelem parisien, où il retrouve Rafael Nadal pour un 59e duel, qu'il perd en quatre sets (2-6, 6-4, 2-6, 64-7). L'Espagnol remporte Roland-Garros pour la 14e fois de sa carrière et relègue donc le Serbe à deux unités du record de Grand Chelem.
Lors de la saison sur gazon, il décide de ne participer à aucun tournoi sur gazon avant le tournoi de Wimbledon. À la suite de la décision de l'ATP de n'attribuer aucun point lors de ce tournoi, les organisateurs ayant décidé d'exclure du tournoi les joueurs et joueuses russes et biélorusses, à la suite de l'invasion de l'Ukraine par la Russie, Novak Djokovic ne peut défendre ses points de 2021 quel que soit son résultat final et est assuré d'être classé au mieux 7e à l'issue du tournoi.
Il rencontre au premier tour de Wimbledon le Sud-Coréen Kwon Soon-woo, qu'il bat en quatre sets (6-3, 3-6, 6-3, 6-4). Il s'agit de sa 80e victoire à Londres. Il devient alors le seul joueur de l'histoire à totaliser au moins 80 victoires dans chacun des tournois du Grand Chelem. Il bat par la suite l'Australien Thanasi Kokkinakis (6-1, 6-4, 6-2) et son compatriote Miomir Kecmanović en 3 sets et (6-0, 6-3, 6-4) pour atteindre les huitièmes de finale. Il bat la surprise de la saison sur gazon, le Néerlandais Tim van Rijthoven, invité au tournoi, en 4 sets (6-2, 4-6, 6-1, 6-2) pour se qualifier pour son 13e quart de finale à Wimbledon et son 53e en Grand Chelem. Il y affronte le jeune Italien Jannik Sinner qu'il bat en 5 sets après avoir été mené deux sets à zéro (5-7, 2-6, 6-3, 6-2, 6-2) et se qualifie pour sa 11e demi-finale à Wimbledon et la 43e au total en Grand Chelem. Il devient le seul joueur de l'ère Open avec la joueuse Chris Evert à totaliser au moins 11 demi-finales dans trois tournois du Grand Chelem différents. Il remporte sa demi-finale en s'imposant face au Britannique Cameron Norrie en 4 sets (2-6, 6-3, 6-2, 6-4) et se qualifie pour sa 8e finale à Londres mais surtout sa 32e en Grand Chelem, un record dans l'ère Open chez les hommes, dépassant les 31 finales de Roger Federer. En finale il est opposé à l'Australien Nick Kyrgios qui joue sa première finale à ce niveau. L'Australien mène au face à face avec deux victoires en 2017, c'est la première confrontation depuis cinq ans. Le Serbe remporte le match en 3h01 en 4 sets (4-6, 6-3, 6-4, 7-63). Avec cette victoire, Novak Djokovic remporte son 7e titre sur le gazon londonien, égalant son idole Pete Sampras et n'est plus qu'à une unité du record de Roger Federer. Avec ce 21e titre du Grand Chelem il n'est plus qu'à une unité du record détenu par Rafael Nadal. Il devient également le premier joueur masculin de l'histoire du tennis à comptabiliser au moins 7 titres dans deux tournois du Grands Chelem (9 à Melbourne et 7 à Londres).
N'étant toujours pas vacciné contre le Covid-19, l'athlète ne peut entrer ni aux États-Unis ni au Canada, le privant de la tournée américaine (notamment les Masters 1000 du Canada et de Cincinnati et l'US Open) et des points ATP associés.
Le 15 septembre, Roger Federer annonce sur les réseaux sociaux que la Laver Cup 2022 sera sa dernière compétition professionnelle. Pour célébrer cet événement le Big Four est présent. Représentant l'équipe Europe, Novak Djokovic remporte ses deux matchs du samedi en simple, contre l'Américain Frances Tiafoe en 2 sets (6-1, 6-3), et en double avec l'Italien Matteo Berrettini contre l'Américain Jack Sock et l'Australien Alex de Minaur en 2 sets également (7-5, 6-2). Il s'incline le lendemain contre le Canadien Félix Auger-Aliassime en 2 sets (3-6, 63-7). L'équipe Monde remporte le tournoi 13 points à 8.
Le joueur s'inscrit à l'Open de Tel Aviv pour fêter le départ à la retraite du joueur israélien Jonathan Erlich. Il parvient à se qualifier pour sa 127e finale en simple en battant successivant, et sans concéder de sets, l'Espagnol Pablo Andújar (6-0, 6-3), le Canadien Vasek Pospisil (7-63, 6-3) et le Russe Roman Safiullin (6-1, 7-63). Il s'adjuge son 89e titre en carrière en battant le Croate Marin Čilić en 2 sets (6-3, 6-4).
Il enchaîne directement avec l'Open d'Astana où il bat successivement et sans perdre de set le Chilien Cristian Garín (6-1, 6-1), le Néerlandais Botic van de Zandschulp (6-3, 6-1) et le Russe Karen Khachanov (6-4, 6-3). En demi-finale il retrouve le Russe Daniil Medvedev pour la première fois en 2022, dans un match très intense qu'il remporte à la suite du forfait du Russe à la fin du second set (4-6, 7-66, ab.) permettant ainsi au Serbe de se qualifier pour sa 128e finale sur le circuit. Il remporte le 90e titre de sa carrière en battant le Grec Stéfanos Tsitsipás en 2 sets (6-3, 6-4). Cette victoire, ainsi que son titre à Wimbledon lui permettent de se qualifier d'office pour les ATP Finals 2022 étant assuré de finir dans le top 20 d'ici la fin de saison.
Pour la défense de son titre au Masters de Paris-Bercy, il parvient à se qualifier pour les demi-finales en remportant tous ses matchs sans concéder un seul set contre l'Américain Maxime Cressy (7-61, 6-4), le Russe Karen Khachanov (6-3, 6-1) et l'Italien Lorenzo Musetti (6-0, 6-3). Il retrouve ensuite le Grec Stéfanos Tsitsipás contre qui il s'impose dans un thriller en 3 sets allant jusqu'à un tie-break décisif (6-2, 3-6, 7-64) se qualifiant ainsi pour la 56e finale de sa carrière en Masters 1000 ou il affronte la révélation de l'année, le Danois Holger Rune. Il s'incline en finale en 3 sets (6-3, 3-6, 5-7) permettant ainsi au Danois de devenir le premier joueur de l'histoire du tennis à remporter un tournoi en battant cinq joueurs du top 10 en dehors du Masters de fin d'année.
Il participe au dernier tournoi de l'année aux ATP Finals 2022, à Turin. Au tirage au sort, il est placé dans le groupe rouge en compagnie de Stéfanos Tsitsipás (no 2), Daniil Medvedev (no 4) et Andrey Rublev (no 6). Il rencontre en premier lieu le Grec qu'il bat en 2 sets (6-4, 7-64) pour s'offrir sa 60e victoire sur un joueur du top 3 ce qui constitue un record devant Rafael Nadal (55).
Il bat ensuite le Russe Andrey Rublev qu'il bat également en 2 sets (6-4, 6-1). Cette victoire lui permet de se qualifier pour sa onzième demi-finale en 15 participations au tournoi des Maîtres. Pour son dernier match, il affronte l'autre Russe Daniil Medvedev déjà éliminé, qu'il bat dans un match de plus de trois heures de jeu, en 3 sets avec un tie-break décisif (6-3, 65-7, 7-62). En demi-finale, il affronte l'Américain Taylor Fritz qu'il bat en 2 sets (7-65, 7-66) pour se qualifier pour sa 8e finale. Il dépasse le record d'André Agassi en devenant le premier joueur à prendre part à la manche finale de cette compétition sur une période de 14 ans (entre 2008 et 2022). Il remporte un 6e Masters record en battant en 2 sets le Norvégien Casper Ruud (7-5, 6-3). Il égale ainsi Roger Federer et devient le joueur le plus âgé à avoir remporté ce tournoi à 35 ans 5 mois et 29 jours. Il devient le premier joueur à remporter le Masters une nouvelle fois plus de 7 ans après le dernier titre (2015), et porte à 14 ans (2008-2022) le record du plus grand écart entre un premier et un dernier titre dans cette compétition. Comme le Suisse, il remporte le Masters dans trois lieux différents (Shanghai, Londres et Turin). De plus, il possède un total de dix-huit titres majeurs (Grand Chelem et Masters) remportés sur surfaces dures devant le Suisse avec dix-sept titres et il est le premier joueur à remporter le Masters sur trois décennies différentes (2008 puis 2012, 2013, 2014, 2015 et 2022). Il finit l'année à la cinquième place du classement ATP et aurait été deuxième si les 2 000 points de Wimbledon avaient été pris en compte.

#### 2023: Petit Chelem record,Décimaà l'Open d'Australie, record de titres en Grand Chelem et au Masters, record absolu de semainesno1mondial et numéro un pour une8eannée
Autorisé à jouer en Australie, Novak Djokovic commence sa saison au tournoi d'Adélaïde qu'il a déjà remporté en 2007. Il remporte ses deux premiers matchs en battant les Français Constant Lestienne et Quentin Halys en 2 sets (6-3, 6-2) et (7-63, 7-65) puis le Canadien Denis Shapovalov en quarts de finale, également en 2 sets (6-3, 6-4). En demi-finale, il retrouve la tête de série numéro 2, le Russe Daniil Medvedev, qu'il bat en 2 sets (6-3, 6-4) pour se qualifier pour la 131e finale de sa carrière. Il y affronte l'Américain Sebastian Korda, 30e mondial, qu'il bat en 3 sets très accrochés et 3 h 7 min de jeu sur le score de (68-7, 7-63, 6-4) après avoir notamment sauvé une balle de match. Il remporte le 92e titre de sa carrière et rejoint Rafael Nadal à la 4e place des joueurs les plus titrés.
L'athlète commence sa campagne à l'Open d'Australie avec une incertitude aux ischio-jambiers. Au premier tour, il affronte l'Espagnol Roberto Carballés Baena qu'il bat facilement en 3 sets (6-3, 6-4, 6-0). Il bat ensuite le Français Enzo Couacaud en 4 sets (6-1, 65-7, 6-2, 6-0), puis le Bulgare Grigor Dimitrov en 3 sets (7-67, 6-3, 6-4) et enfin l'Australien Alex de Minaur également sans concéder de set (6-2, 6-1, 6-2) pour atteindre son 54e quart de finale d'un Grand Chelem, le 13e à Melbourne. Il se qualifie pour sa 10e demi-finale en Australie et la 44e en Grand Chelem en disposant en 3 sets (6-1, 6-2, 6-4) du Russe Andrey Rublev. Il devient ainsi le premier joueur de tennis, hommes et femmes confondus, à avoir atteint au moins 10 demi-finales dans les 4 tournois du Grand Chelem. En demi-finale, bien que semblant nerveux, il se débarrasse de l'Américain Tommy Paul en 3 sets (7-5, 6-1, 6-2) pour se qualifier pour sa 33e finale de Grand Chelem où il affronte le Grec Stéfanos Tsitsipás qu'il bat en 3 sets (6-3, 7-64, 7-65). Avec cette victoire, il devient le second joueur, après Rafael Nadal, à réaliser une Décima dans un tournoi du Grand Chelem. Avec ce 22e titre, il redevient co-recordman de titres en Grand Chelem avec l'Espagnol. C'est au total son 93e titre en carrière, qui lui permet de dépasser Rafael Nadal (92 titres) pour la première fois, et à être le 4e joueur le plus titré de l'Histoire du tennis. Il reprend par la même occasion sa place de numéro un mondial et ajoute donc une année de plus à cette place (12 au total). À l'issue du tournoi, le directeur de l'Open d'Australie, Craig Tiley annonce que le Serbe a joué tous ses matchs avec une déchirure de 3 cm aux ischio-jambiers.
Le lundi 27 février, il entame sa 378e semaine à la tête du classement ATP et devient ainsi seul recordman du nombre de semaines passées à la première place mondiale, hommes et femmes confondus, effaçant le précédent record de l'Allemande Steffi Graf (377 semaines), qu'elle détenait depuis 1997.
De retour à la compétition lors du tournoi de Dubaï, il bat successivement le Tchèque Tomáš Macháč en 3 sets (6-3, 3-6, 7-61), puis le Néerlandais Tallon Griekspoor et le Polonais Hubert Hurkacz, tous deux sans concéder de set (6-2, 6-3) et (6-3, 7-5). En demi-finale il affronte l'homme fort du moment, le Russe Daniil Medvedev, vainqueur des deux derniers tournois auxquels il a participé. Il s'incline en 2 sets (4-6, 4-6), subissant sa première défaite de la saison.

Le 6 mars, il est contraint de déclarer forfait pour le Masters 1000 d'Indian Wells, n'étant toujours pas vacciné contre la COVID-19. Le 18 mars, pour la même raison, il est obligé de se retirer du Masters 1000 de Miami et perd sa place de numéro un au profit de l'Espagnol Carlos Alcaraz. Place qu'il récupère dès le 4 avril à la suite de la défaite de l'Espagnol en demi-finale.

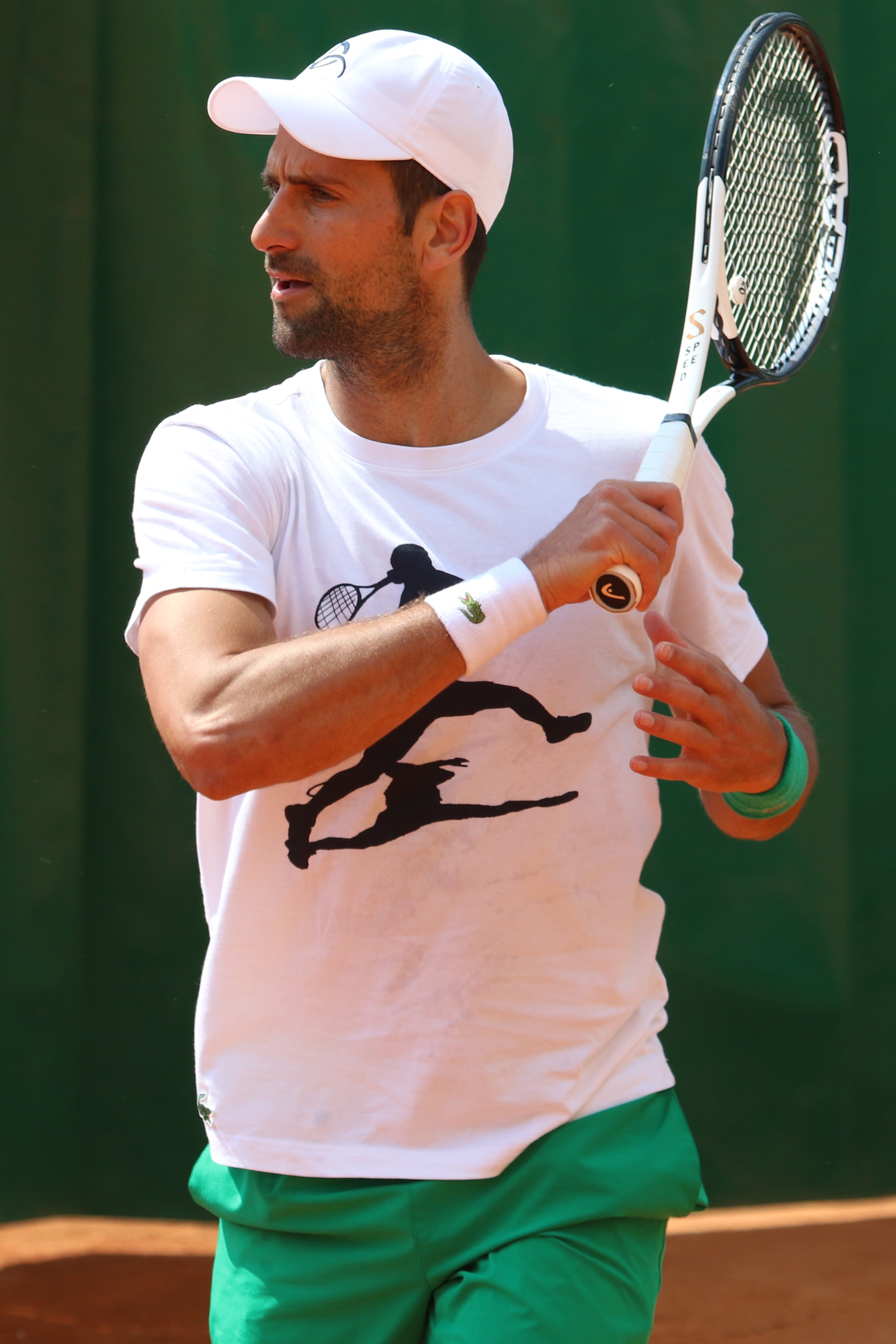
Novak Djokovic lors d'un entrainement au Masters de Monte-Carlo en 2023.

Novak Djokovic réalise un début de tournée sur terre battue décevant, en s'inclinant dès les huitièmes de finale du Masters 1000 de Monte-Carlo face à l'Italien Lorenzo Musetti en 3 sets (6-4, 5-7, 4-6) après avoir battu le Russe Ivan Gakhov en 2 sets (7-65, 6-2). Il s'aligne par la suite à la première édition du tournoi de Banja Luka, où il s'incline en quart de finale contre son compatriote Dušan Lajović, futur vainqueur du tournoi, en 2 sets (4-6, 66-7) après avoir battu dans la difficulté le jeune Français Luca Van Assche en 3 sets (64-7, 6-3, 6-2).
Le 22 avril, il est contraint d'annoncer son forfait pour le Masters de Madrid à cause d'une gêne au coude droit. De retour à Rome mi-mai et alors qu'il est tenant du titre, il se défait de l'Argentin Tomás Martín Etcheverry (7-65, 6-2), du Bulgare Grigor Dimitrov (6-3, 4-6, 6-1) et du Britannique Cameron Norrie (6-3, 6-4) pour rallier les quarts de finale. Il est alors battu par le jeune Danos Holger Rune, finaliste à Monte-Carlo et septième mondial (2-6, 6-4, 2-6). C'est la première fois depuis dix ans qu'il s'incline avant les demi-finales dans la capitale italienne. Après le tournoi, il cède la première place du classement ATP à l'Espagnol Carlos Alcaraz.

Novak Djokovic commence le tournoi de Roland-Garros en battant l'Américain Aleksandar Kovacevic (6-3, 6-2, 7-61). Il crée une polémique en inscrivant sur la caméra « Le Kosovo, c'est le cœur de la Serbie », à la suite des tensions entre la Serbie et le Kosovo qui se sont renforcées les semaines précédentes. Il rallie les quarts de finale, sans concéder un seul set, en battant successivement le Hongrois Márton Fucsovics (7-62, 6-0, 6-3), l'Espagnol Alejandro Davidovich Fokina (7-64, 7-65, 6-2) et le Péruvien Juan Pablo Varillas (6-3, 6-2, 6-2). Il atteint son 17e quart de finale, record à Roland-Garros (dont le 14e consécutif) dépassant Rafael Nadal (16), et le 55e en Grand Chelem. Il bat le Russe Karen Khachanov en 4 sets (4-6, 7-60, 6-2, 6-4) et se qualifie pour la 45e demi-finale de sa carrière en Grand Chelem où il affronte le numéro un mondial, Carlos Alcaraz. Il remporte le match en 4 sets (6-3, 5-7, 6-1, 6-1) après 2 sets indécis avant que l'Espagnol ne soit pris de crampes au mollet. Cette victoire lui permet de se qualifier pour sa 7e finale à Paris et la 34e en Grand Chelem, égalant le record hommes et femmes confondus, détenu par Chris Evert. Il remporte son 3e titre à Roland-Garros et son 23e titre en Grand Chelem en battant Casper Ruud en 3 sets (7-61, 6-3, 7-5). Il devient ainsi pour la première fois de sa carrière l'unique recordman de titres en Grand Chelem devant Rafael Nadal (22). En outre, il devient également l'unique joueur de l'histoire du tennis masculin à avoir remporté au moins trois fois chaque tournoi du Grand Chelem en simple. À 36 ans et 20 jours, il devient le joueur le plus âgé à remporter la Coupe des Mousquetaires. Cette victoire lui permet de récupérer la place de numéro un mondial le lendemain de son sacre et de progresser dans la conquête d'un Grand Chelem calendaire.

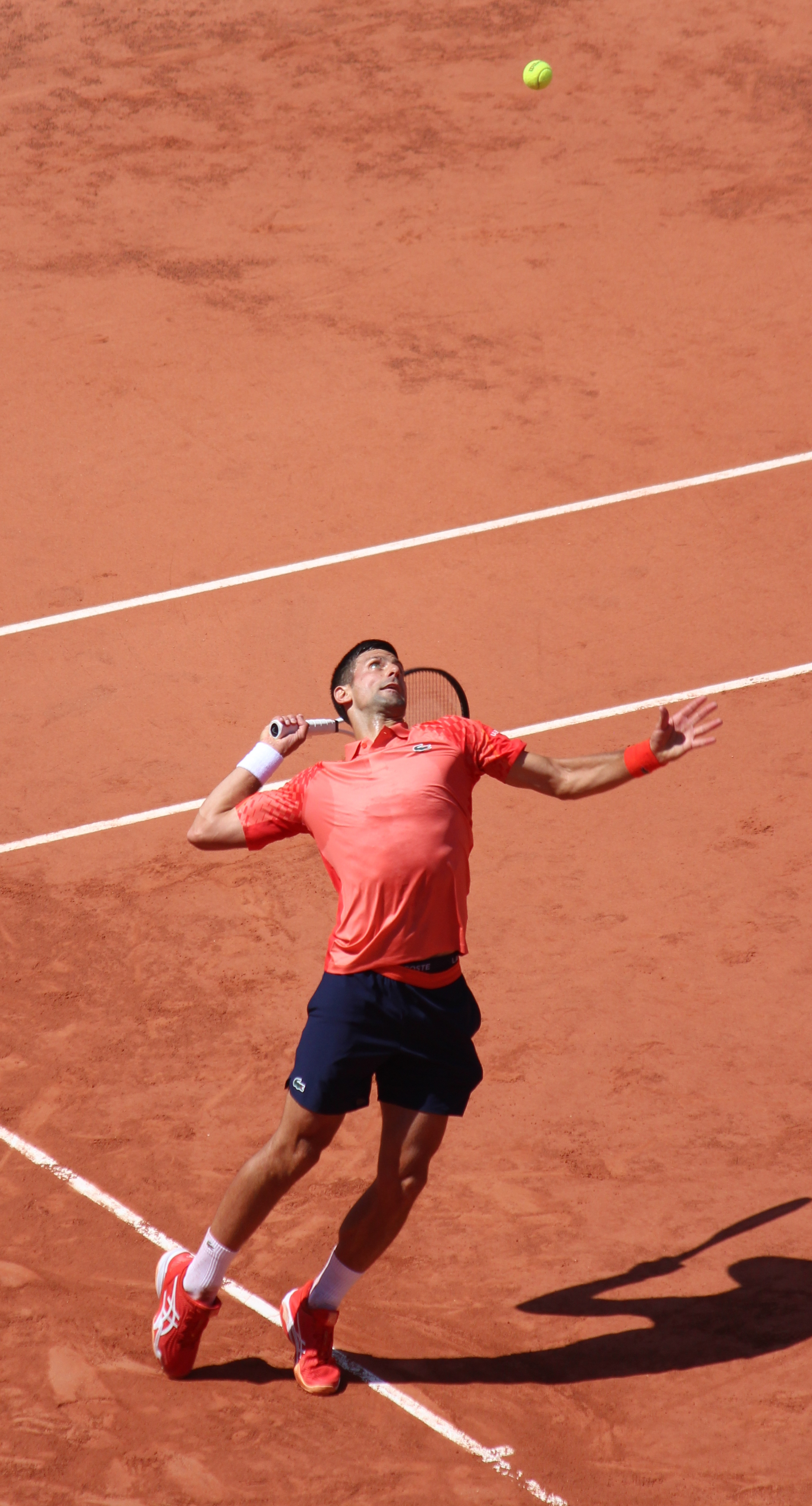
Novak Djokovic à Roland-Garros en 2023.

Comme lors de la saison 2022, il ne participe à aucun tournoi préparatoire avant Wimbledon. Quadruple tenant du titre et tête de série numéro 2, il remporte son premier match face à l'Argentin Pedro Cachín en 3 sets (6-3, 6-3, 7-64), puis l'Australien Jordan Thompson également en 3 sets (6-3, 7-64, 7-5). Il joue ensuite un de ses plus grand rivaux, le Suisse Stanislas Wawrinka, qu'il bat toujours en 3 sets (6-3, 6-1, 7-65). Premier match sur le gazon londonien de leur longue rivalité, le Serbe a affronté le Suisse dans chaque tournoi du Grand Chelem. Au 4e tour, il retrouve le Polonais Hubert Hurkacz, tête de série numéro 17, qu'il bat en 4 sets (7-66, 7-66, 5-7, 6-4), lors d'un match joué sur deux jours. C'est sa 32e victoire de suite à Londres, dépassant ainsi les 31 victoires consécutives de Pete Sampras, encore loin derrière Roger Federer (40 victoires consécutives) et Björn Borg (41 victoires consécutives). Qualifié pour son 56e quart de finale en Grand Chelem, il bat le Russe Andrey Rublev, tête de série numéro 7, en 4 sets (4-6, 6-1, 6-4, 6-3) pour rallier une 46e demi-finale record dans cette catégorie, égalant le Suisse Roger Federer. Il remporte sa demi-finale contre l'Italien Jannik Sinner, tête de série numéro 8, en 3 sets (6-3, 6-4, 7-64) pour se qualifier pour une 9e finale à Wimbledon et une 35e en Grand Chelem devant ainsi le seul joueur de tennis, hommes et femmes confondus, à atteindre ce chiffre. Il affronte pour le titre la tête de série numéro 1, Carlos Alcaraz. Invaincu sur le Center Court depuis près de dix ans, il s'incline contre l'Espagnol dans une finale de plus de quatre heures et en cinq sets (6-1, 66-7, 1-6, 6-3, 4-6), après avoir eu une balle de deux sets à zéro.
De retour aux États-Unis après deux ans d'absence, il décide de déclarer forfait pour le tournoi de Toronto au Canada pour se concentrer pleinement sur le tournée américaine. Il fait son retour à la compétition lors du Masters de Cincinnati. Il remporte son premier match contre l'Espagnol Alejandro Davidovich Fokina qui abandonne en cours de match (6-4, ab.). En huitième de finale, il affronte le Français Gaël Monfils, récent quart de finaliste à Toronto, qu'il bat en 2 sets (6-3, 6-2) et alourdi le bilan de victoires consécutives sans défaite face à un joueur (19 victoires à 0). Il affronte en quart de finale l'Américain Taylor Fritz, 9e mondial, qu'il bat également en 2 sets (6-0, 6-4). Il se qualifie pour la 57e finale de sa carrière en Masters 1000 en battant l'Allemand Alexander Zverev en 2 sets (7-65, 7-5). En finale, il retrouve pour la troisième fois de l'année, et juste après la finale de Wimbledon, le numéro 1 mondial Carlos Alcaraz. Dans un match épique de 3 h 49 de 3 sets (5-7, 7-67, 7-64), il remporte son 39e Masters 1000, son 3e à Cincinnati, en ayant sauvé une balle de match dans le tie-break du second set.
Tête de série numéro 2 à l'US Open, il remporte son premier match contre le Français Alexandre Müller en 3 sets (6-0, 6-2, 6-3) et s'assure de redevenir numéro un mondial après le tournoi. Il bat par la suite l'Espagnol Bernabé Zapata Miralles en 3 sets (6-4, 6-1, 6-1) puis retrouve son compatriote Serbe Laslo Djere qu'il bat en 5 sets après avoir été mené 2 sets à 0 (4-6, 4-6, 6-1, 6-1, 6-3). C'est la 8e fois dans sa carrière qu'il remonte un tel handicap. Il se qualifie pour son 57e quart de finale en Grand Chelem en battant en huitièmes le Croate Borna Gojo en 3 sets (6-2, 7-5, 6-4). Hommes et femmes confondus, il est le premier joueur à s’être qualifié au moins 13 fois en quart de finale dans chacun des quatre tournois de cette catégorie. Il y bat l'Américain Taylor Fritz, tête de série numéro 9, en 3 sets (7-5, 6-4, 6-4) se qualifiant pour une 47e demi-finale en Grand Chelem, dépassant ainsi le record qu'il codétenait avec Roger Federer. Il devient par la même occasion le seul joueur masculin à avoir atteint lors de 6 saisons toutes les demi-finales. Il bat l’Américain Ben Shelton en 3 sets (6-3, 6-2, 7-64) et se qualifie pour une 36e finale record en Grand Chelem en 72 participations. Également, il devient le joueur à avoir joué le plus de finales (10) à l'US Open dans l'ère Open et à égalité avec Bill Tilden si l'on étend dans l'histoire du tennis. Pour la troisième fois de sa carrière, après 2015 et 2021, il réussit le Grand Chelem de finales sur une saison, exploit que seul Roger Federer avait réussi jusqu'à présent. Il y affronte la tête de série numéro 3, le Russe Daniil Medvedev, pour une revanche après sa défaite subie deux années auparavant et s'impose en trois sets (6-3, 7-65, 6-3). Il remporte son 4e US Open et son 24e titre du Grand Chelem devenant ainsi le détenteur du plus grand nombre de titres en simple, hommes et femmes confondus, dans cette catégorie, à égalité avec Margaret Smith Court. Côté masculin, avec ce quatrième titre à New York, il égale Rafael Nadal et John McEnroe à une unité du record absolu détenu par Jimmy Connors, Pete Sampras et Roger Federer. Également, il devient l'unique joueur de tennis masculin à avoir réussi à quatre reprises le Petit Chelem. Pour finir, il devient le plus vieux vainqueur de ce tournoi à 36 ans, 3 mois et 19 jours. Enfin, il devient le seul joueur de l'histoire à avoir conquis au moins un titre du Grand Chelem sur six surfaces différentes, à la suite du remplacement du Decoturf par le Laykold,.
Forfait pour la tournée asiatique, il participe néanmoins à la Coupe Davis avec la Serbie lors de la phase de groupes à Valence en Espagne. Il remporte son unique match en simple en 2 sets (6-3, 6-4) contre l'Espagnol Alejandro Davidovich Fokina et perd son unique match en double avec Nikola Čačić en 3 sets (5-7, 7-67, [3-10]) contre la paire tchèque Macháč - Pavlásek. À l'issue du weekend, la Serbie se qualifie pour la phase finale qui se déroule du 21 au 26 novembre.
Novak Djokovic reprend la compétition lors du Masters de Paris-Bercy fort d'une avance de 500 points à la Race sur son rival espagnol Carlos Alcaraz. Il remporte son premier match contre l'Argentin Tomás Martín Etcheverry en 2 sets (6-3, 6-2), puis se qualifie pour les quarts de finale en battant le Néerlandais Tallon Griekspoor en 3 sets (4-6, 7-62, 6-4). Il retrouve, pour une revanche, le Danois Holger Rune, tête de série numéro 6, qui l'avait battu dans ce même tournoi en finale en 2022. Après un match de presque 3 heures de jeu, il remporte le match en 3 sets (7-5, 63-7, 6-4) et se qualifie pour la 76e demi-finale de sa carrière en Masters 1000, égalant l'Espagnol Rafael Nadal. En demi-finale, il bat le Russe Andrey Rublev, tête de série numéro 5, en plus de 3 heures de jeu et en 3 sets (5-7, 7-63, 7-5) pour jouer la 58e finale de sa carrière dans cette catégorie et la 9e à Paris. En finale, il bat le Bulgare Grigor Dimitrov en 2 sets (6-4, 6-3) pour s'adjuger le 40e Masters 1000 de sa carrière et le 7e à l'Accor Arena. Avec la défaite prématurée de Carlos Alcaraz, il ne lui manque que 15 points pour s'assurer la place de numéro un mondial en fin de saison.
Il participe au dernier tournoi de l'année aux ATP Finals, à Turin. Au tirage au sort, il est placé dans le groupe vert en compagnie de Jannik Sinner (no 4), Stéfanos Tsitsipás (no 6) et Holger Rune (no 8). Pour son premier match, il joue contre le Danois qu'il bat dans un match à suspense en plus de 3 heures de jeu et en 3 sets (7-64, 61-7, 6-3). Cette victoire lui assure la première place mondiale à la fin de la saison, pour la 8e fois de sa carrière, égalant ainsi le record détenu par Steffi Graf, hommes et femmes confondus. À l'âge de 36 ans, 7 mois et 9 jours au 31 décembre 2023, il devient à nouveau le joueur le plus âgé à terminer une saison en tête, répétant son exploit de 2021. Il perd ensuite contre l'Italien Jannik Sinner toujours dans un match serré en plus de 3 heures de jeu et en 3 sets (7-5, 65-7, 7-62). Il bat pour son dernier match de poule le remplaçant polonais Hubert Hurkacz, à la suite du forfait du Grec, en 3 sets (7-61, 4-6, 6-1). Bien que n'ayant plus son destin entre ses mains, la victoire de Sinner sur Rune dans le dernier match lui permet de se qualifier pour sa douzième demi-finale en 16 participations au tournoi des Maîtres. Dans un match à sens unique, il bat son grand rival de la saison, l'Espagnol Carlos Alcaraz, en 2 sets (6-3, 6-2) et se qualifie pour la 9e fois en finale du Masters, devenant ainsi le plus vieux joueur (à 36 ans et 181 jours) à jouer une finale dans cette compétition. En finale, il retrouve l'Italien Jannik Sinner et prend sa revanche sur le match de poule en le battant en 2 sets (6-3, 6-3). Il devient par conséquent, avec un 7e titre, l'unique recordman de titres au Masters mais également rallonge d'une année le record du plus vieux vainqueur de ce tournoi (36 ans et 181 jours). Il porte à 15 ans (2008-2023) le record du plus grand écart entre un premier et un dernier titre dans cette compétition. Enfin, il remporte son 71e titre sur surface dure, égalant le record jusqu'alors détenu par Roger Federer.
Il participe à Málaga en Espagne à la phase finale de la Coupe Davis. En quart de finale, la Serbie bat la Grande-Bretagne 2-1 avec une victoire en simple de Djokovic contre Cameron Norrie en 2 sets (6-4, 6-4). En demi-finale, contre l'Italie, alors que Miomir Kecmanović rapporte le premier point à la Serbie, Djokovic perd son match contre Jannik Sinner dans un match où il se procure pourtant 3 balles de match (2-6, 6-2, 5-7). Il s'aligne en double avec Miomir Kecmanović contre la paire Jannik Sinner - Lorenzo Sonego, match qu'ils perdent en 2 sets (6-3, 6-4).

#### 2024. Saison sans victoire en Majeur,1ertitreolympique et Grand Chelem doré en carrière
Novak Djokovic commence sa saison avec une première participation à l'United Cup, compétition par équipe mixte. En phase de poules, il bat le Chinois Zhang Zhizhen en 2 sets (6-3, 6-2), puis bat la paire Zheng Qinwen - Zhang Zhizhen en 3 sets (6-4, 1-6, [10-6]) avec sa compatriote Olga Danilović. Il bat ensuite le Tchèque Jiří Lehečka en 3 sets (6-1, 63-7, 6-1), la Serbie se qualifiant pour les phases finales. En quart de finale, opposé à l'Australie, il perd contre Alex de Minaur en 2 sets (6-4, 6-4), ne permettant ainsi pas à la Serbie de se qualifier pour les demi-finales après s'être blessé au poignet.
Tenant du titre, il commence sa campagne à l'Open d'Australie avec un premier tour contre le jeune Croate Dino Prižmić qu'il bat difficilement en 4 heures de jeu et en 4 sets (6-2, 65-7, 6-3, 6-4). Il bat ensuite l'Australien Alexei Popyrin en 4 sets (6-3, 4-6, 7-64, 6-3), puis l'Argentin Tomás Martín Etcheverry en 3 sets (6-3, 6-3, 7-62) et enfin le Français Adrian Mannarino plus expéditivement en ne perdant que 3 jeux (6-0, 6-0, 6-3) pour atteindre son 58e quart de finale d'un Grand Chelem, égalant le record de Roger Federer. Il y affronte l'Américain Taylor Fritz et s'impose en 4 manches (7-63, 4-6, 6-2, 6-3). Il s'envole donc vers une nouvelle demi-finale. Il n'a jamais perdu à ce stade de la compétition à Melbourne. En demi-finale, il retrouve son rival de la fin de saison précédente Jannik Sinner qui arrive dans une forme étincelante, n'ayant perdu aucun set depuis le début du tournoi. Les deux premiers sets tournent à l'avantage de l'Italien. Djokovic commet beaucoup trop d'erreurs pour inquiéter son adversaire. Il se réveille dans le troisième set en remportant le tie-break après avoir sauvé une balle de match. Le quatrième set tourne à l'avantage de l'Italien qui remporte le match (6-1, 6-2, 66-7, 6-3) et se qualifie en finale. Pour la première fois en Grand Chelem, Novak Djokovic perd un match (hors abandon) sans s'être procuré de balle de break.
Comme lors des dernières saisons, il ne brille pas au Masters d'Indian Wells. Vainqueur difficile de l'Australien Aleksandar Vukic au premier tour (6-2, 5-7, 6-3), il subit une défaite inattendue contre le jeune Italien Luca Nardi, repêché des qualifications et 123e joueur mondial au second tour (4-6, 6-3, 3-6) qui obtient alors sa première victoire face à un joueur du top 10 et devient le quatrième joueur le plus mal classé à éliminer un numéro un en Masters 1000. Pour le Serbe, il s'agit de sa première défaite aussi tôt en Masters 1000 sur dur depuis cinq ans et son élimination lors du même tournoi par Philipp Kohlschreiber.
Le 27 mars, il annonce la fin de sa collaboration avec Goran Ivanišević, son entraîneur depuis 2019.
En avril 2024, il devient le joueur le plus âgé à occuper la place de numéro 1 mondial à 36 ans et 321 jours, dépassant le record de Roger Federer. Il participe au cours du même mois au Masters 1000 de Monte-Carlo au cours duquel il bat d'abord facilement le Russe Roman Safiullin (6-1, 6-2) puis remporte sa revanche contre l'Italien Lorenzo Musetti qui l'avait fait tomber lors du tournoi monégasque au même stade l'année précédente (7-5, 6-3). Il remporte en quarts de finale un match émaillé par de nombreuses fautes directes contre l'Australien Alex de Minaur (7-5, 6-4). Cette victoire lui permet de participer aux demi-finales du tournoi pour la première fois depuis neuf ans. Opposé au Norvégien Casper Ruud qu'il avait battu en finale de Roland-Garros l'année précédente, il s'incline pour la première fois de sa carrière contre lui (4-6, 6-4, 1-6). Il est ensuite forfait pour le Masters 1000 de Madrid. Au Masters de Rome, il bat tout d'abord le Français qualifié Corentin Moutet (6-3, 6-1). Il est ensuite défait à la surprise générale par le Chilien Alejandro Tabilo, qu'il rencontrait pour la première fois, en ne gagnant que cinq jeux (2-6, 3-6). Cette défaite au troisième tour constitue de son plus mauvais résultat en dix-huit participations au tournoi italien. Il dispute un dernier tournoi avant Roland Garros, celui de Genève où il ne rassure pas sur son niveau de jeu, parvenant à se défaire de l'Allemand Yannick Hanfmann (6-3, 6-3) et du Néerlandais Tallon Griekspoor (7-5, 6-1) mais butant en demi-finale sur le Tchèque Tomáš Macháč, qui remporte sa plus belle victoire sur le circuit (4-6, 6-0, 1-6). À Roland-Garros, Djokovic domine tout d'abord en trois sets Pierre-Hugues Herbert puis Roberto Carballés Baena. Accroché par Lorenzo Musetti au troisième tour, le Serbe se qualifie au terme des cinq sets. Il s'impose également en cinq sets en huitièmes de finale face à Francisco Cerúndolo malgré une blessure au genou droit survenue durant la deuxième manche. Atteint d'une lésion du ménisque médial, il est contraint au forfait pour la suite du tournoi et choisit de subir une intervention chirurgicale avec l'objectif d'être rétabli pour participer aux Jeux olympiques de Paris 2024.

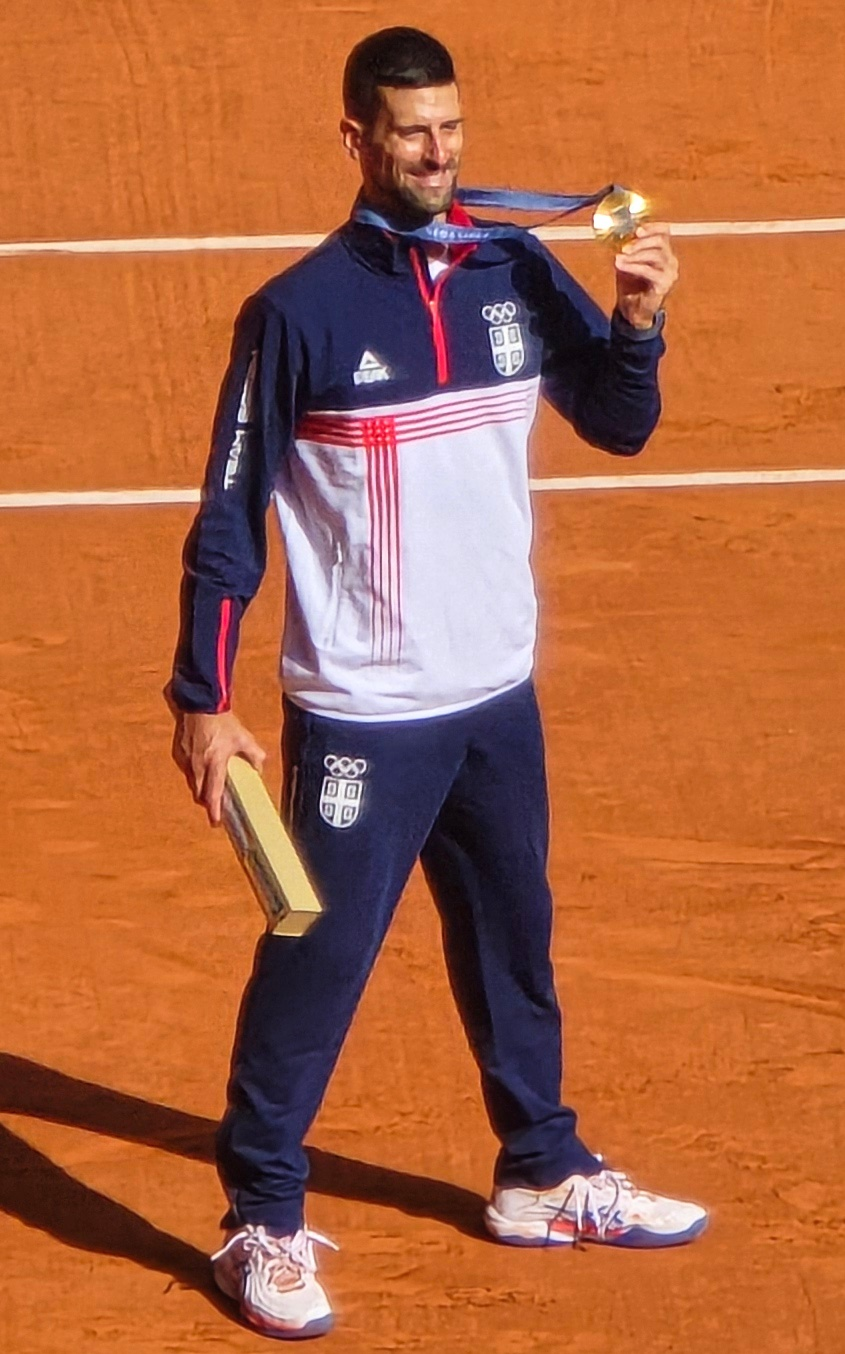
Novak Djokovic montrant sa médaille d'or en simple messieurs gagnée lors des Jeux olympiques d'été de 2024.

Il parvient malgré tout à être rétabli pour Wimbledon. Profitant d'un tableau ouvert, il sort facilement le qualifié tchèque Vít Kopřiva (6-1, 6-2, 6-2) et avec plus de difficultés l'invité local Jacob Fearnley (6-3, 6-4, 5-7, 7-5). Il accède à la deuxième semaine après une victoire renversante contre l'Australien Alexei Popyrin (4-6, 6-3, 6-4, 7-6) qui atteint son meilleur résultat ici, puis domine tranquillement le jeune Danois Holger Rune (6-3, 6-4, 6-2) en huitièmes de finale. Profitant du forfait d'Alex de Minaur, il accède directement aux demi-finales (s'y hissant pour la treizième fois de sa carrière, égalant le record de Roger Federer) où il retrouve l'Italien Lorenzo Musetti qui atteint pour la première fois ce stade en Majeur. Dominant les débats, il parvient en finale pour la dixième fois de sa carrière après un match sérieux (6-4, 7-6, 6-4) et retrouve le jeune Carlos Alcaraz qui l'avait battu lors d'une finale épique l'année précédente. Le suspens est moins présent lors de cette édition 2024, le Serbe ne parvenant pas à égaler le niveau de jeu de son adversaire (2-6, 2-6, 6-7) qui remporte un quatrième titre du Grand Chelem en carrière et son deuxième de la saison après Roland-Garros.
Novak Djokovic retrouve la terre battue parisienne aux Jeux olympiques de Paris. Il bat dans un non-match le spécialiste de double australien Matthew Ebden (6-0, 6-1), celui-ci n'étant même pas classé en simple à ce moment, et retrouve son plus grand rival Rafael Nadal pour leur 60e duel, le premier depuis 2022. Il le bat après un match plus accroché dans la seconde manche (6-1, 6-4), décrochant ainsi sa 32e victoire contre l'Espagnol. Il bat ensuite l'Allemand Dominik Köpfer (7-5, 6-3) puis le Grec Stéfanos Tsitsipás (6-3, 7-6) afin de décrocher sa meilleure victoire de la saison (le Grec étant classé 11e mondial). Il retrouve Lorenzo Musetti en demi-finale pour leur 4e rencontre de la saison. Novak s'impose (6-4, 6-2) après s'être fait breaker deux fois dans la seconde manche. Il atteint alors pour la première fois de sa carrière une finale olympique, où il retrouve l'Espagnol Carlos Alcaraz alors vainqueur des précédentes éditions des tournois de Roland-Garros et de Wimbledon. Les deux n'ont encore concédé aucun set depuis le début du tournoi. Le Serbe se défait de l'Espagnol (7-6, 7-6) au cours d'un match sans break mais très accroché, il déclare que : « Si je prends tout en considération, c'est probablement le plus grand succès sportif que j'ai eu dans ma carrière. ». Il remporte alors son premier titre olympique et réalise ainsi le Grand Chelem doré en carrière. Il devient alors, avec Andre Agassi, le deuxième joueur de l'histoire à avoir remporté les quatre tournois du Grand Chelem, le Masters et les Jeux olympiques, et le seul à avoir remporté tous ces titres ainsi que tous les tournois Masters 1000.
À l'US Open en août, il remporte aisément ses deux premiers matchs contre le Moldave Radu Albot (6-2, 6-2, 6-4) et son compatriote Laslo Djere (6-4, 6-4, 2-0 ab.), devenant par la même occasion l'unique joueur au monde à avoir remporté 90 matchs dans chacun des tournois du Grand Chelem. Il se confronte au troisième tour à l'Australien Alexei Popyrin, vainqueur surprise du Masters 1000 de Montréal et qui parvient à le faire déjouer (4-6, 4-6, 6-2, 4-6). Cette défaite, la plus précoce pour le Serbe en Majeur depuis plus de sept ans, confirme une année sans victoire en Majeur, la première depuis 2017.
Il participe pour la première fois depuis cinq ans au Masters de Shanghai et vainc le jeune Américain Alex Michelsen en deux jeux décisifs puis l'Italien Flavio Cobolli (6-1, 6-2) et le Russe Roman Safiullin (6-3, 6-2). Il perd une manche en quarts de finale contre un autre jeune joueur, le Tchèque Jakub Menšík (6-7, 6-1, 6-4) qui atteint ce stade en Masters 1000 pour la première fois de sa carrière. Sa dixième confrontation en demi-finale contre Taylor Fritz, récent finaliste à l'US Open, se conclut par une dixième victoire (6-4, 7-6), ce qui offre au Serbe l'occasion de disputer sa première finale en Masters 1000 de l'année contre Jannik Sinner, numéro un mondial. L'Italien, qui a remporté ses deux premiers Majeurs cette saison, à l'Open d'Australie et Flushing Meadows, fait la différence lors du tie-break de la première manche (6-7, 3-6) et remporte son septième titre de la saison.

#### 2025. 100etitre en carrière
Djokovic décide de participer au Tournoi de Brisbane en début d'année et sort sur le même score (6-3, 6-3) l'invité local Rinky Hijikata puis le vétéran français Gaël Monfils, ce dernier qu'il vainc pour la vingtième fois en carrière sans jamais avoir perdu. Il est néanmoins surpris en quart de finale par le géant et revenant américain Reilly Opelka, 293e joueur mondial (66-7, 3-6).
Lors de l'Open d'Australie, il est contraint à l'abandon en demi-finale à cause d'une blessure à la jambe, après avoir perdu le premier set face à Alexander Zverev. Il revient à la compétition en février mais doit s'incliner dès son premier tour à Doha, battu par l'ancien numéro six Matteo Berrettini (64-7, 2-6) qui sort son premier Top 10 depuis deux ans puis d'entrée à Indian Wells contre le Néerlandais Botic van de Zandschulp (2-6, 6-3, 1-6), enchaînant une troisième défaite de suite pour la première fois depuis 2018. Il renverse la tendance en mars, à Miami contre l'Australien Rinky Hijikata (6-0, 7-61) et confirme en écartant l'Argentin Camilo Ugo Carabelli (6-1, 7-61), l'Italien Lorenzo Musetti (6-2, 6-2) et le local Sebastian Korda (6-3, 7-64). Il retrouve et bat encore une fois le Bulgare Grigor Dimitrov, finaliste l'année passée en demi-finale (6-2, 6-3) pour rejoindre pour la première fois depuis neuf ans la finale du tournoi floridien. Opposé au jeune Tchèque Jakub Menšík dans la finale dont l'écart d'âge est le plus élevé en Masters 1000, il s'incline en deux tie-breaks, ratant une nouvelle fois l'occasion de remporter un centième titre en carrière. Comme à Rome l'année passée, il s'incline d'entrée à Monte-Carlo contre le Chilien Alejandro Tabilo (3-6, 4-6), son adversaire devenant le troisième joueur avec Marat Safin et Jiří Veselý à l'avoir affronté plusieurs fois sans jamais perdre. Il ne rassure pas à Madrid, enchaînant une deuxième défaite de suite contre l'Italien Matteo Arnaldi (3-6, 4-6). Il remporte le centième titre de sa carrière à l'ATP 250 de Genève le 24 mai 2025 contre le Polonais Hubert Hurkacz, récent quart de finaliste à Rome en remontant un break dans la dernière manche (5-7, 7-62, 7-62). Le Serbe s'est relancé en remportant son premier match de la saison sur terre contre le Hongrois Márton Fucsovics (6-2, 6-3) puis en prenant sa revanche sur Matteo Arnaldi (6-4, 6-4). En demi-finale, il a écarté le qualifié britannique Cameron Norrie (6-4, 66-7, 6-1). Capitalisant sur ce titre, il arrive à Roland Garros avec des intentions sérieuses et se hisse en quart de finale sans perdre un seul set dans un tableau ouvert, écartant Mackenzie McDonald (6-3, 6-3, 6-3), le local Corentin Moutet (6-3, 6-2, 7-6), l'Autrichien Filip Misolic (6-3, 6-4, 6-2) et le Britannique ancien Top 10 Cameron Norrie (6-2, 6-3, 6-2) qui réalise tous deux leurs meilleurs performances en carrière ici. En quart, il passe le n°3 mondial Alexander Zverev en 4 sets (4-6, 6-3, 6-2, 6-4), finaliste l'année passée avant de s'incliner en demi-finale (sa 51ème en carrière) contre le n°1 mondial, Jannik Sinner en 3 sets (4-6, 5-7, 63-7) qui possède désormais un bilan positif face au serbe, au terme de ce match de haute intensité.
Il retrouve l'Italien au même stade à Wimbledon, après un premier tour où il cède un set contre le Français Alexandre Müller (6-1, 6-7, 6-2, 6-2) et où il écarte facilement le local Daniel Evans (6-3, 6-2, 6-0) et son compatriote Miomir Kecmanović (6-3, 6-0, 6-4), signant sa centième victoire à Wimbledon. Il rencontre plus de difficulté en lâchant le premier set contre l'Australien Alex de Minaur (1-6, 6-4, 6-4, 6-4), tête de série numéro onze et un autre Italien, Flavio Cobolli qui joue le premier quart de finale en Grand Chelem de sa carrière (6-7, 6-2, 7-5, 6-4). Contre le numéro un mondial, qui joue sa première demi-finale au Temple, il se montre dépassé et s'incline de nouveau (3-6, 3-6, 4-6).

## Palmarès et résultats dans les principales compétitions

### Palmarès
| Année            | 2005 | 2006 | 2007 | 2008                                | 2009 | 2010 | 2011 | 2012 | 2013 | 2014 | 2015 | 2016 | 2017 | 2018 | 2019 | 2020 | 2021 | 2022 | 2023 | 2024                           | 2025 |
| ---------------- | ---- | ---- | ---- | ----------------------------------- | ---- | ---- | ---- | ---- | ---- | ---- | ---- | ---- | ---- | ---- | ---- | ---- | ---- | ---- | ---- | ------------------------------ | ---- |
| Open d'Australie | 1T   | 1T   | 1/8  | V                                   | 1/4  | 1/4  | V    | V    | V    | 1/4  | V    | V    | 2T   | 1/8  | V    | V    | V    | -    | V    | 1/2                            | 1/2  |
| Roland-Garros    | 2T   | 1/4  | 1/2  | 1/2                                 | 3T   | 1/4  | 1/2  | F    | 1/2  | F    | F    | V    | 1/4  | 1/4  | 1/2  | F    | V    | 1/4  | V    | 1/4                            | 1/2  |
| Wimbledon        | 3T   | 1/8  | 1/2  | 2T                                  | 1/4  | 1/2  | V    | 1/2  | F    | V    | V    | 3T   | 1/4  | V    | V    | An.  | V    | V    | F    | F                              | 1/2  |
| US Open          | 3T   | 3T   | F    | 1/2                                 | 1/2  | F    | V    | F    | F    | 1/2  | V    | F    | -    | V    | 1/8  | 1/8  | F    | -    | V    | 3T                             |      |
| Masters          | -    | -    | RR   | V                                   | RR   | 1/2  | RR   | V    | V    | V    | V    | F    | -    | F    | RR   | 1/2  | 1/2  | V    | V    | -                              |      |
| JO               | -    | -    | -    | Médaille de bronze, Jeux olympiques | -    | -    | -    | 4e   | -    | -    | -    | 1T   | -    | -    | -    | -    | 4e   | -    | -    | Médaille d'or, Jeux olympiques | -    |

| Catégorie                         | Dur | Terre | Gazon | Total |
| --------------------------------- | --- | ----- | ----- | ----- |
| Grand Chelem                      | 14  | 3     | 7     | 24    |
| Jeux olympiques                   | 0   | 1     | 0     | 1     |
| Masters                           | 7   | -     | -     | 7     |
| Masters 1000                      | 29  | 11    | -     | 40    |
| ATP 500                           | 15  | 0     | 0     | 15    |
| ATP 250                           | 6   | 6     | 1     | 13    |
| Total                             | 71  | 21    | 8     | 100   |
| — : aucune participation ; record |     |       |       |       |

| Catégorie       | Dur | Terre | Gazon | Total |
| --------------- | --- | ----- | ----- | ----- |
| Grand Chelem    | 6   | 4     | 3     | 13    |
| Jeux olympiques | -   | 0     | -     | -     |
| Masters         | 2   | -     | -     | 2     |
| Masters 1000    | 12  | 8     | -     | 20    |
| ATP 500         | 2   | -     | 1     | 3     |
| ATP 250         | 1   | 2     | 2     | 5     |
| Total           | 23  | 14    | 6     | 43    |

### Parcours dans les tournois du Grand Chelem

#### Titres (24)
| Année | Tournoi               | Adversaire en finale  | Score                        |
| 2008  | Open d'Australie      | Jo-Wilfried Tsonga    | 4-6, 6-4, 6-3, 7-62          |
| 2011  | Open d'Australie (2)  | Andy Murray           | 6-4, 6-2, 6-3                |
| 2011  | Wimbledon             | Rafael Nadal          | 6-4, 6-1, 1-6, 6-3           |
| 2011  | US Open               | Rafael Nadal          | 6-2, 6-4, 63-7, 6-1          |
| 2012  | Open d'Australie (3)  | Rafael Nadal          | 5-7, 6-4, 6-2, 65-7, 7-5     |
| 2013  | Open d'Australie (4)  | Andy Murray           | 62-7, 7-63, 6-3, 6-2         |
| 2014  | Wimbledon (2)         | Roger Federer         | 67-7, 6-4, 7-64, 5-7, 6-4    |
| 2015  | Open d'Australie (5)  | Andy Murray           | 7-65, 64-7, 6-3, 6-0         |
| 2015  | Wimbledon (3)         | Roger Federer         | 7-61, 610-7, 6-4, 6-3        |
| 2015  | US Open (2)           | Roger Federer         | 6-4, 5-7, 6-4, 6-4           |
| 2016  | Open d'Australie (6)  | Andy Murray           | 6-1, 7-5, 7-63               |
| 2016  | Roland-Garros         | Andy Murray           | 3-6, 6-1, 6-2, 6-4           |
| 2018  | Wimbledon (4)         | Kevin Anderson        | 6-2, 6-2, 7-63               |
| 2018  | US Open (3)           | Juan Martín del Potro | 6-3, 7-64, 6-3               |
| 2019  | Open d'Australie (7)  | Rafael Nadal          | 6-3, 6-2, 6-3                |
| 2019  | Wimbledon (5)         | Roger Federer         | 7-65, 1-6, 7-64, 4-6, 13-123 |
| 2020  | Open d'Australie (8)  | Dominic Thiem         | 6-4, 4-6, 2-6, 6-3, 6-4      |
| 2021  | Open d'Australie (9)  | Daniil Medvedev       | 7-5, 6-2, 6-2                |
| 2021  | Roland-Garros (2)     | Stéfanos Tsitsipás    | 6-7, 2-6, 6-3, 6-2, 6-4      |
| 2021  | Wimbledon (6)         | Matteo Berrettini     | 64-7, 6-4, 6-4, 6-3          |
| 2022  | Wimbledon (7)         | Nick Kyrgios          | 4-6, 6-3, 6-4, 7-63          |
| 2023  | Open d'Australie (10) | Stéfanos Tsitsipás    | 6-3, 7-64, 7-65              |
| 2023  | Roland-Garros (3)     | Casper Ruud           | 7-61, 6-3, 7-5               |
| 2023  | US Open (4)           | Daniil Medvedev       | 6-3, 7-65, 6-3               |

#### Finales (13)
| Année | Tournoi           | Adversaire en finale | Score                     |
| 2007  | US Open           | Roger Federer        | 64-7, 62-7, 4-6           |
| 2010  | US Open (2)       | Rafael Nadal         | 4-6, 7-5, 4-6, 2-6        |
| 2012  | Roland-Garros     | Rafael Nadal         | 4-6, 3-6, 6-2, 5-7        |
| 2012  | US Open (3)       | Andy Murray          | 610-7, 5-7, 6-2, 6-3, 2-6 |
| 2013  | Wimbledon         | Andy Murray          | 4-6, 5-7, 4-6             |
| 2013  | US Open (4)       | Rafael Nadal         | 2-6, 6-3, 4-6, 1-6        |
| 2014  | Roland-Garros (2) | Rafael Nadal         | 6-3, 5-7, 2-6, 4-6        |
| 2015  | Roland-Garros (3) | Stanislas Wawrinka   | 6-4, 4-6, 3-6, 4-6        |
| 2016  | US Open (5)       | Stanislas Wawrinka   | 7-61, 4-6, 5-7, 3-6       |
| 2020  | Roland-Garros (4) | Rafael Nadal         | 0-6, 2-6, 5-7             |
| 2021  | US Open (6)       | Daniil Medvedev      | 4-6, 4-6, 4-6             |
| 2023  | Wimbledon (2)     | Carlos Alcaraz       | 6-1, 68-7, 1-6, 6-3, 4-6  |
| 2024  | Wimbledon (3)     | Carlos Alcaraz       | 2-6, 2-6, 64-7            |

#### Parcours en simple
| Année | Open d'Australie | Open d'Australie   | Internationaux de France | Internationaux de France | Wimbledon      | Wimbledon         | US Open        | US Open          |
| ----- | ---------------- | ------------------ | ------------------------ | ------------------------ | -------------- | ----------------- | -------------- | ---------------- |
| 2005  | 1er tour (1/64)  | Marat Safin        | 2e tour (1/32)           | Guillermo Coria          | 3e tour (1/16) | S. Grosjean       | 3e tour (1/16) | F. Verdasco      |
| 2006  | 1er tour (1/64)  | Paul Goldstein     | 1/4 de finale            | Rafael Nadal             | 1/8 de finale  | Mario Ančić       | 3e tour (1/16) | Lleyton Hewitt   |
| 2007  | 1/8 de finale    | Roger Federer      | 1/2 finale               | Rafael Nadal             | 1/2 finale     | Rafael Nadal      | Finale         | Roger Federer    |
| 2008  | Victoire         | J.-W. Tsonga       | 1/2 finale               | Rafael Nadal             | 2e tour (1/32) | Marat Safin       | 1/2 finale     | Roger Federer    |
| 2009  | 1/4 de finale    | Andy Roddick       | 3e tour (1/16)           | P. Kohlschreiber         | 1/4 de finale  | Tommy Haas        | 1/2 finale     | Roger Federer    |
| 2010  | 1/4 de finale    | J.-W. Tsonga       | 1/4 de finale            | Jürgen Melzer            | 1/2 finale     | Tomáš Berdych     | Finale         | Rafael Nadal     |
| 2011  | Victoire         | Andy Murray        | 1/2 finale               | Roger Federer            | Victoire       | Rafael Nadal      | Victoire       | Rafael Nadal     |
| 2012  | Victoire         | Rafael Nadal       | Finale                   | Rafael Nadal             | 1/2 finale     | Roger Federer     | Finale         | Andy Murray      |
| 2013  | Victoire         | Andy Murray        | 1/2 finale               | Rafael Nadal             | Finale         | Andy Murray       | Finale         | Rafael Nadal     |
| 2014  | 1/4 de finale    | S. Wawrinka        | Finale                   | Rafael Nadal             | Victoire       | Roger Federer     | 1/2 finale     | Kei Nishikori    |
| 2015  | Victoire         | Andy Murray        | Finale                   | S. Wawrinka              | Victoire       | Roger Federer     | Victoire       | Roger Federer    |
| 2016  | Victoire         | Andy Murray        | Victoire                 | Andy Murray              | 3e tour (1/16) | Sam Querrey       | Finale         | S. Wawrinka      |
| 2017  | 2e tour (1/32)   | Denis Istomin      | 1/4 de finale            | Dominic Thiem            | 1/4 de finale  | Tomáš Berdych     | —              | —                |
| 2018  | 1/8 de finale    | Chung Hyeon        | 1/4 de finale            | Marco Cecchinato         | Victoire       | Kevin Anderson    | Victoire       | J. M. del Potro  |
| 2019  | Victoire         | Rafael Nadal       | 1/2 finale               | Dominic Thiem            | Victoire       | Roger Federer     | 1/8 de finale  | S. Wawrinka      |
| 2020  | Victoire         | Dominic Thiem      | Finale                   | Rafael Nadal             | Annulé         | Annulé            | 1/8 de finale  | P. Carreño Busta |
| 2021  | Victoire         | Daniil Medvedev    | Victoire                 | Stéfanos Tsitsipás       | Victoire       | Matteo Berrettini | Finale         | Daniil Medvedev  |
| 2022  | —                | —                  | 1/4 de finale            | Rafael Nadal             | Victoire       | Nick Kyrgios      | —              | —                |
| 2023  | Victoire         | Stéfanos Tsitsipás | Victoire                 | Casper Ruud              | Finale         | Carlos Alcaraz    | Victoire       | Daniil Medvedev  |
| 2024  | 1/2 finale       | Jannik Sinner      | 1/4 de finale            | Forfait                  | Finale         | Carlos Alcaraz    | 3e tour (1/16) | Alexei Popyrin   |
| 2025  | 1/2 finale       | Alexander Zverev   | 1/2 finale               | Jannik Sinner            | 1/2 finale     | Jannik Sinner     |                |                  |

N.B. : à droite du résultat se trouve le nom de l'ultime adversaire.

#### Parcours en double messieurs
| Année | Open d'Australie                                                                  | Open d'Australie                                                                  | Internationaux de France                                                         | Internationaux de France                                                           | Wimbledon | Wimbledon | US Open | US Open |
| ----- | --------------------------------------------------------------------------------- | --------------------------------------------------------------------------------- | -------------------------------------------------------------------------------- | ---------------------------------------------------------------------------------- | --------- | --------- | ------- | ------- |
| 2006  | 1er tour (1/32) A. Murray \|\| style="text-align:left;" \| F. Santoro N. Zimonjić | 1er tour (1/32) L. Zovko \|\| style="text-align:left;" \| J. Haehnel A. Sidorenko | 2e tour (1/16) D. Bracciali \|\| style="text-align:left;" \| M. García S. Prieto | 1er tour (1/32) J. Wang \|\| style="text-align:left;" \| T. Johansson R. Lindstedt |           |           |         |         |
| 2007  | 1er tour (1/32) J. Tipsarević \|\| style="text-align:left;" \| M. Damm L. Paes    | —                                                                                 | —                                                                                | —                                                                                  | —         | —         | —       |         |

N.B. : le nom du partenaire se trouve sous le résultat ; les noms des ultimes adversaires se trouvent à droite.

#### Parcours en double mixte
| Année | Open d'Australie          | Open d'Australie         | Internationaux de France | Internationaux de France | Wimbledon | Wimbledon | US Open | US Open |
| ----- | ------------------------- | ------------------------ | ------------------------ | ------------------------ | --------- | --------- | ------- | ------- |
| 2006  | 2e tour (1/8) A. Ivanović | E. Likhovtseva D. Nestor | —                        | —                        | —         | —         | —       | —       |

N.B. : le nom de la partenaire se trouve sous le résultat ; les noms des ultimes adversaires se trouvent à droite.

### Parcours aux Jeux olympiques

#### En simple
| Résultat | Année | Tournoi                    | Surface      | Adversaire            | Score          |
| -------- | ----- | -------------------------- | ------------ | --------------------- | -------------- |
| Bronze   | 2008  | Jeux olympiques de Pékin   | Dur (ext.)   | James Blake           | 6-3, 7-64      |
| 4e place | 2012  | Jeux olympiques de Londres | Gazon        | Juan Martín del Potro | 5-7, 4-6       |
| 1er tour | 2016  | Jeux olympiques de Rio     | Dur (ext.)   | Juan Martín del Potro | 64-7, 62-7     |
| 4e place | 2021  | Jeux olympiques de Tokyo   | Dur          | Pablo Carreño Busta   | 4-6, 7-66, 3-6 |
| Or       | 2024  | Jeux olympiques de Paris   | Terre battue | Carlos Alcaraz        | 7-63, 7-62     |

### Parcours au Masters
| Année | Lieu     | Résultat       | Victoires - défaites |
| ----- | -------- | -------------- | -------------------- |
| 2007  | Shanghai | Round Robin    | 0 V - 3 D            |
| 2008  | Shanghai | Vainqueur (1)  | 4 V - 1 D            |
| 2009  | Londres  | Round Robin    | 2 V - 1 D            |
| 2010  | Londres  | Demi-finaliste | 2 V - 2 D            |
| 2011  | Londres  | Round Robin    | 1 V - 2 D            |
| 2012  | Londres  | Vainqueur (2)  | 5 V - 0 D            |
| 2013  | Londres  | Vainqueur (3)  | 5 V - 0 D            |
| 2014  | Londres  | Vainqueur (4)  | 4 V - 0 D            |
| 2015  | Londres  | Vainqueur (5)  | 4 V - 1 D            |
| 2016  | Londres  | Finaliste      | 4 V - 1 D            |
| 2017  | Londres  | Non qualifié   | Non qualifié         |
| 2018  | Londres  | Finaliste      | 4 V - 1 D            |
| 2019  | Londres  | Round Robin    | 1 V - 2 D            |
| 2020  | Londres  | Demi-finaliste | 2 V - 2 D            |
| 2021  | Turin    | Demi-finaliste | 3 V - 1 D            |
| 2022  | Turin    | Vainqueur (6)  | 5 V - 0 D            |
| 2023  | Turin    | Vainqueur (7)  | 4 V - 1 D            |
| 2024  | Turin    | Forfait        | Forfait              |

### Parcours dans les Masters 1000
| Année | Indian Wells               | Miami                     | Monte-Carlo               | Rome                        | Hambourg                 | Canada                     | Cincinnati               | Madrid                     | Paris                      |
| ----- | -------------------------- | ------------------------- | ------------------------- | --------------------------- | ------------------------ | -------------------------- | ------------------------ | -------------------------- | -------------------------- |
| 2005  | —                          | —                         | —                         | —                           | —                        | —                          | 1er tour F. González     | —                          | 1/8 de finale T. Robredo   |
| 2006  | 1er tour J. Benneteau      | 2e tour G. Coria          | 1er tour R. Federer       | —                           | 2e tour F. Verdasco      | —                          | 2e tour F. Serra         | 1/4 de finale F. González  | 2e tour P.-H. Mathieu      |
| 2007  | Finale R. Nadal            | Victoire G. Cañas         | 1/8 de finale D. Ferrer   | 1/4 de finale R. Nadal      | 1/4 de finale C. Moyà    | Victoire R. Federer        | 2e tour C. Moyà          | 1/2 finale D. Nalbandian   | 2e tour F. Santoro         |
| 2008  | Victoire M. Fish           | 2e tour K. Anderson       | 1/2 finale R. Federer     | Victoire S. Wawrinka        | 1/2 finale R. Nadal      | 1/4 de finale A. Murray    | Finale A. Murray         | 1/8 de finale I. Karlović  | 1/8 de finale J.-W. Tsonga |
|       | Indian Wells               | Miami                     | Monte-Carlo               | Rome                        | Madrid                   | Canada                     | Cincinnati               | Shanghai                   | Paris                      |
| 2009  | 1/4 de finale A. Roddick   | Finale A. Murray          | Finale R. Nadal           | Finale R. Nadal             | 1/2 finale R. Nadal      | 1/4 de finale A. Roddick   | Finale R. Federer        | 1/2 finale N. Davydenko    | Victoire G. Monfils        |
| 2010  | 1/8 de finale I. Ljubičić  | 2e tour O. Rochus         | 1/2 finale F. Verdasco    | 1/4 de finale F. Verdasco   | —                        | 1/2 finale R. Federer      | 1/4 de finale A. Roddick | 1/2 finale R. Federer      | 1/8 de finale M. Llodra    |
|       | Indian Wells               | Miami                     | Monte-Carlo               | Madrid                      | Rome                     | Canada                     | Cincinnati               | Shanghai                   | Paris                      |
| 2011  | Victoire R. Nadal          | Victoire R. Nadal         | —                         | Victoire R. Nadal           | Victoire R. Nadal        | Victoire M. Fish           | Finale A. Murray         | —                          | 1/4 de finale Forfait      |
| 2012  | 1/2 finale John Isner      | Victoire A. Murray        | Finale R. Nadal           | 1/4 de finale J. Tipsarević | Finale R. Nadal          | Victoire R. Gasquet        | Finale R. Federer        | Victoire A. Murray         | 2e tour S. Querrey         |
| 2013  | 1/2 finale J. M. del Potro | 1/8 de finale T. Haas     | Victoire R. Nadal         | 2e tour G. Dimitrov         | 1/4 de finale T. Berdych | 1/2 finale R. Nadal        | 1/4 de finale J. Isner   | Victoire J. M. del Potro   | Victoire D. Ferrer         |
| 2014  | Victoire R. Federer        | Victoire R. Nadal         | 1/2 finale R. Federer     | —                           | Victoire R. Nadal        | 1/8 de finale J.-W. Tsonga | 1/8 de finale T. Robredo | 1/2 finale R. Federer      | Victoire M. Raonic         |
| 2015  | Victoire R. Federer        | Victoire A. Murray        | Victoire T. Berdych       | —                           | Victoire R. Federer      | Finale A. Murray           | Finale R. Federer        | Victoire J.-W. Tsonga      | Victoire A. Murray         |
| 2016  | Victoire M. Raonic         | Victoire K. Nishikori     | 2e tour Jiří Veselý       | Victoire A. Murray          | Finale A. Murray         | Victoire K. Nishikori      | —                        | 1/2 finale R. Bautista     | 1/4 de finale M. Čilić     |
| 2017  | 1/8 de finale N. Kyrgios   | —                         | 1/4 de finale D. Goffin   | 1/2 finale R. Nadal         | Finale A. Zverev         | —                          | —                        | —                          | —                          |
| 2018  | 2e tour T. Daniel          | 2e tour B. Paire          | 1/8 de finale D. Thiem    | 2e tour K. Edmund           | 1/2 finale R. Nadal      | 1/8 de finale S. Tsitsipás | Victoire R. Federer      | Victoire B. Ćorić          | Finale K. Khachanov        |
| 2019  | 3e tour P. Kohlschreiber   | 1/8 de finale R. Bautista | 1/4 de finale D. Medvedev | Victoire S. Tsitsipás       | Finale R. Nadal          | —                          | 1/2 finale D. Medvedev   | 1/4 de finale S. Tsitsipás | Victoire D. Shapovalov     |
| 2020  | n.o.                       | n.o.                      | n.o.                      | n.o.                        | Victoire D. Schwartzman  | n.o.                       | Victoire M. Raonic       | n.o.                       | —                          |
| 2021  | —                          | —                         | 1/8 de finale D. Evans    | —                           | Finale R. Nadal          | —                          | —                        | n.o.                       | Victoire D. Medvedev       |
| 2022  | —                          | —                         | 2e tour A. Davidovich     | 1/2 finale C. Alcaraz       | Victoire S. Tsitsipás    | —                          | —                        | n.o.                       | Finale H. Rune             |
| 2023  | —                          | —                         | 1/8 de finale L. Musetti  | —                           | 1/4 de finale H. Rune    | —                          | Victoire C. Alcaraz      | —                          | Victoire G. Dimitrov       |
| 2024  | 3e tour L. Nardi           | —                         | 1/2 finale C. Ruud        | —                           | 3e tour A. Tabilo        | —                          | —                        | Finale J. Sinner           | —                          |
| 2025  | 2e tour v. d. Zandschulp   | Finale J. Menšík          | 2e tour A. Tabilo         | 2e tour M. Arnaldi          | —                        | —                          | —                        |                            |                            |

N.B. : sous le résultat se trouve le nom de l’ultime adversaire.

### Classements ATP en fin de saison
| Année          | 2003 | 2004 | 2005 | 2006 | 2007 | 2008 | 2009 | 2010 | 2011 | 2012 | 2013 | 2014 | 2015 | 2016 | 2017 | 2018 | 2019 | 2020 | 2021 | 2022 | 2023 | 2024 |
| Rang en simple | 676  | 187  | 83   | 16   | 3    | 3    | 3    | 3    | 1    | 1    | 2    | 1    | 1    | 2    | 12   | 1    | 2    | 1    | 1    | 5    | 1    | 7    |
| Rang en double | 1672 | 381  | 694  | 303  | 145  | 586  | 114  | 163  | 239  | –    | 562  | 569  | 125  | –    | 233  | 318  | 139  | 158  | 251  | –    | –    | –    |

Source : (en) Classements de Novak Djokovic sur le site officiel de la Fédération internationale de tennis

## Caractéristiques de son jeu

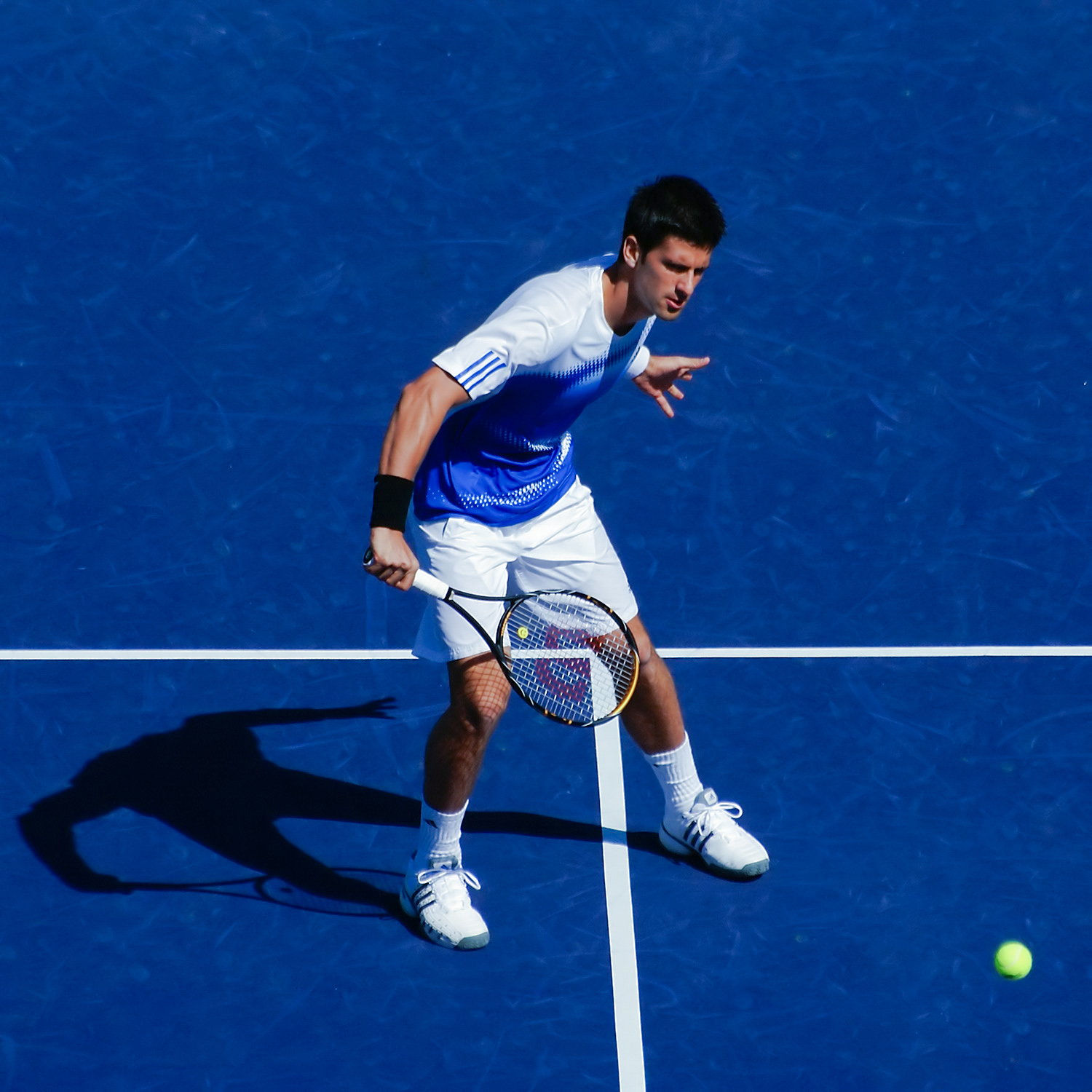
Novak Djokovic effectuant une volée (mars 2008).

Novak Djokovic est considéré comme l'un des joueurs les plus complets du circuit. Son équilibre attaque-défense est jugé comme le meilleur du circuit, tant il est performant dans ces deux domaines. Il se caractérise donc par un style de « contreur offensif » basé sur un physique exceptionnel. Sa couverture de terrain est en effet jugée comme excellente, il se déplace très rapidement, change brusquement de direction et sait très bien gérer sa condition physique. Très difficile à déborder, il excelle dans la distribution du jeu en imprimant un rythme infernal à l'échange qui devient difficilement supportable pour son adversaire.
Son point fort est le retour de service, considéré comme le plus redoutable du circuit. Sa très bonne technique, son anticipation et ses réflexes lui permettent en effet de contrer les premières balles adverses et de prendre régulièrement le dessus sur les secondes. De plus, il encaisse peu d'aces ou de services gagnants. Il possède également l'un des meilleurs revers du monde. Si son coup droit est solide, son revers l'est encore plus, à l'instar de Lleyton Hewitt et de David Nalbandian. À plat, surtout, il est capable de faire avancer la balle à une allure très importante et de toucher n'importe quelle zone du terrain. Quelle que soit sa position, il est toujours bien placé pour effectuer ce coup. Il a également appris à le slicer pour monter au filet sur gazon et son amortie de revers, la plupart du temps masquée, est particulièrement redoutable. Côté coup droit, il peut également être très dangereux, que ce soit long de ligne ou dans les diagonales, qu'il soit lifté ou à plat, mais c'est lorsqu'il va chercher le court-croisé que son coup droit est véritablement le plus percutant.
Ses principales faiblesses se situent, comme pour la plupart des joueurs actuels, dans le pur jeu d'attaque. Si le Serbe est capable de bien volleyer lorsque les conditions sont favorables, il ne peut pas se permettre contrairement à un spécialiste comme Roger Federer de monter à contretemps ou dans des circonstances difficiles. Cependant, Djokovic est capable de monter régulièrement au filet, comme lors de la finale de l'US Open 2012 face à Andy Murray (39 points gagnés sur 56 approches au filet). Durant la finale de l'Open d'Australie 2013, remportée face à ce même Murray, il affiche des statistiques exceptionnelles au filet, avec 35 approches victorieuses sur 41 tentatives. À partir de l'US Open 2013, il engage Wojtek Fibak comme conseiller, notamment pour améliorer sa volée. Les effets sont notables, avec une fois encore un taux de réussite au filet excellent contre Juan Martín del Potro lors de leurs affrontements en finale du Masters de Shanghai et en match de poule du Masters de Londres. Bien que relativement performant, le service du Serbe même ayant progressé à l'orée de sa domination en 2010 ne fait pas partie de ses points forts, malgré une première balle pouvant claquer des aces lors des points importants et une seconde balle de grande qualité. Novak Djokovic est souvent comparé à Lleyton Hewitt, avec moins de talent pour le jeu au filet, mais avec un jeu plus puissant en fond de court. L'une des forces de Djokovic est sa polyvalence à s'adapter à toutes les surfaces de jeu.

### Statistiques
Le tableau ci-dessous récapitule le classement mondial de Novak Djokovic dans les différents secteurs de jeu depuis 2007 :
| Secteur de jeu                             | en 2007 | en 2007  | en 2008 | en 2008  | en 2009 | en 2009  | en 2010 | en 2010  | en 2011 | en 2011  | en 2012 | en 2012  | en 2013 | en 2013  | en 2014 | en 2014  | en 2015 | en 2015  | en 2016 | en 2016  | en 2017 | en 2017  | en carrière | en carrière |
| Secteur de jeu                             | % ou Nb | Position | % ou Nb | Position | % ou Nb | Position | % ou Nb | Position | % ou Nb | Position | % ou Nb | Position | % ou Nb | Position | % ou Nb | Position | % ou Nb | Position | % ou Nb | Position | % ou Nb | Position | % ou Nb     | Position    |
| ------------------------------------------ | ------- | -------- | ------- | -------- | ------- | -------- | ------- | -------- | ------- | -------- | ------- | -------- | ------- | -------- | ------- | -------- | ------- | -------- | ------- | -------- | ------- | -------- | ----------- | ----------- |
| AU SERVICE :                               |         |          |         |          |         |          |         |          |         |          |         |          |         |          |         |          |         |          |         |          |         |          |             |             |
| Aces                                       | 518     | 6e       | 493     | 10e      | 502     | 15e      | 304     | 34e      | 343     | 23e      | 512     | 13e      | 476     | 11e      | 428     | 16e      | 471     | 19e      | 276     | 35e      | 155     | 75e      | 5064        | 30e         |
| Pourcentage de 1er service                 | 64 %    | 15e      | 65 %    | 12e      | 63 %    | 13e      | 64 %    | 14e      | 65 %    | 10e      | 64 %    | 13e      | 66 %    | 7e       | 67 %    | 5e       | 66 %    | 6e       | 65 %    | 6e       | 66 %    | 9e       | 65 %        | 29e         |
| Points gagnés sur le 1er service           | 72 %    | 26e      | 74 %    | 21e      | 73 %    | 23e      | 71 %    | 33e      | 74 %    | 20e      | 75 %    | 9e       | 75 %    | 11e      | 75 %    | 15e      | 74 %    | 25e      | 73 %    | 22e      | 73 %    | 39e      | 73 %        | 81e         |
| Points gagnés sur le 2d service            | 54 %    | 6e       | 57 %    | 3e       | 54 %    | 7e       | 52 %    | 21e      | 56 %    | 3e       | 56 %    | 5e       | 60 %    | 1er      | 56 %    | 3e       | 60 %    | 1er      | 56 %    | 1er      | 53 %    | 15e      | 55 %        | 5e          |
| Jeux de service remportés                  | 84 %    | 10e      | 87 %    | 6e       | 85 %    | 9e       | 82 %    | 23e      | 86 %    | 7e       | 87 %    | 5e       | 88 %    | 4e       | 88 %    | 5e       | 89 %    | 5e       | 86 %    | 8e       | 84 %    | 19e      | 85 %        | 15e         |
| Balles de break sauvées                    | 65 %    | 8e       | 67 %    | 6e       | 66 %    | 8e       | 67 %    | 7e       | 65 %    | 7e       | 66 %    | 11e      | 65 %    | 14e      | 63 %    | 22e      | 68 %    | 8e       | 68 %    | 9e       | 63 %    | 34e      | 65 %        | 19e         |
| EN RETOUR DE SERVICE :                     |         |          |         |          |         |          |         |          |         |          |         |          |         |          |         |          |         |          |         |          |         |          |             |             |
| Points gagnés en retournant le 1er service | 32 %    | 9e       | 32 %    | 6e       | 33 %    | 4e       | 33 %    | 4e       | 35 %    | 2e       | 35 %    | 2e       | 35 %    | 1er      | 32 %    | 6e       | 33 %    | 2e       | 35 %    | 2e       | 34 %    | 4e       | 34 %        | 6e          |
| Points gagnés en retournant le 2d service  | 53 %    | 9e       | 53 %    | 9e       | 54 %    | 4e       | 54 %    | 5e       | 58 %    | 1er      | 56 %    | 1er      | 55 %    | 2e       | 58 %    | 1er      | 57 %    | 1er      | 59 %    | 1er      | 55 %    | 3e       | 55 %        | 8e          |
| Jeux de retour remportés                   | 28 %    | 10e      | 30 %    | 4e       | 31 %    | 4e       | 32 %    | 1er      | 39 %    | 1er      | 35 %    | 2e       | 33 %    | 3e       | 33 %    | 3e       | 34 %    | 1er      | 34 %    | 3e       | 31 %    | 4e       | 32 %        | 4e          |
| Balles de break converties                 | 43 %    | 14e      | 47 %    | 1er      | 42 %    | 14e      | 45 %    | 2e       | 48 %    | 2e       | 46 %    | 2e       | 42 %    | 10e      | 45 %    | 2e       | 44 %    | 6e       | 43 %    | 8e       | 45 %    | 6e       | 44 %        | 7e          |

## Équipement et sponsors

Logo de Novak Djokovic, figurant sur ses différents accessoires.

Novak Djokovic utilise la raquette Head Youtek IG Speed MP 315.
Depuis son arrivée sur le circuit professionnel, Djokovic portait les vêtements et chaussures Adidas. À la fin de l'année 2009, Djokovic signa un contrat de dix ans avec l'équipementier italien Sergio Tacchini. Cependant il continue de porter les chaussures Adidas, et plus précisément depuis 2011, les Red & Blue Adidas Barricade 6.0, aux couleurs du drapeau serbe où il continue à les porter jusqu'à mi 2012 pour ensuite les changer contre des Adidas Barricade 7.0 avec des couleurs choisies par Novak Djokovic : les Black/Grey, les White/Grey ou bien les White/Blue/Red qui sont les couleurs du drapeau serbe. Le 23 mai 2012, le joueur signe un contrat de cinq ans avec l'équipementier japonais Uniqlo. Sergio Tacchini, qui était son équipementier depuis plus de deux ans, a mis un terme au contrat qui le liait à Djokovic. La raison invoquée par la marque est le coût devenu trop important que représente le joueur de tennis à la suite de ses différents succès sportifs ; la société n'arrivait plus à alimenter le réseau de distribution en équipements que portait le Serbe. Début 2014, Djokovic annonce deux partenariats : l'un avec Peugeot, marque pour laquelle il devient ambassadeur international pour les trois prochaines années, et l'autre avec Seiko, avec qui il signe également un contrat de trois ans. À l'occasion du tournoi de Roland-Garros 2017, le Serbe signe avec l'équipementier Lacoste pour une durée de cinq ans.

## Personnalité et prises de position
On le sait doté de beaucoup d'humour : on a pu voir un bon nombre de reportages où il « amuse la galerie », même avant certains très gros matchs (notamment en demi-finale de l'US Open en 2007). Il a un certain talent pour imiter la plupart des joueurs du circuit, en particulier Maria Sharapova, Rafael Nadal, Andy Roddick ou même Roger Federer qu'il a imités dans les vestiaires lors d'un tournoi.
Il est supporter de l'Étoile rouge de Belgrade, du Milan AC, de Manchester United, de l'AS Monaco, du Real Madrid et de Benfica.
En 2010, il fait une apparition dans le clip de Martin Solveig et Dragonette Hello.
Le 30 novembre 2011, il est sélectionné pour faire une brève apparition dans le film Expendables 2 : Unité spéciale de Simon West qui sort en août 2012, aux côtés de Sylvester Stallone, Arnold Schwarzenegger, Chuck Norris, Bruce Willis, Jet Li et tant d'autres. Finalement, la scène est coupée au montage.

### Mode de vie
Novak Djokovic serait allergique au gluten ; il dévoile cette information en avril 2011 alors qu'il a commencé un régime sans gluten depuis sept mois déjà. Depuis, il a déclaré se sentir mieux sur le terrain. Il a par ailleurs déclaré en mai 2016 avoir une alimentation pesco-végétarienne voire végane,.
En avril 2016, avec sa femme, peu de temps avant le début du Masters de Monte-Carlo, ils ouvrent dans cette même ville un restaurant vegan nommé Eqvita. À l'occasion de l'ouverture, de nombreux joueurs du circuit ATP viennent y déguster quelque chose.
En 2020, il déclare que son régime à base de plantes repose également sur le respect des animaux et les préoccupations environnementales.
En 2021, sa femme déclare qu'elle ne l'a pas influencé et que Novak Djokovic est le premier à être passé au véganisme. Cela combiné à la mobilisation de plusieurs outils techniques tels que l'usage d'un caisson hyperbare ainsi que plus globalement sa rigueur dans le conditionnement et la préparation physique, placent l'approche tennistique comme dimension révolutionnaire de Djokovic, là où ses grands rivaux Federer et Nadal se démarquaient d'un point de vue technique. Il est ainsi parfois comparé à Ivan Lendl, champion de tennis dans les années 1980, avec qui il partage un jeu manquant parfois de relief, mais à un niveau de densité technique et physique jamais atteint. Leur caractère dominant les faisant aussi entrer parmi les tout meilleurs sportifs de l'histoire à leur époque.[réf. nécessaire].
En janvier 2022, il déclenche une polémique en refusant, dans le cadre de la pandémie de Covid-19, de communiquer son statut vaccinal, alors que le vaccin est obligatoire pour se rendre à Melbourne pour y disputer l'Open d'Australie. Sa demande d'entrée est refusée, et son inscription au tournoi suspendue. Selon le sociologue du sport Jean-Baptiste Guégan, le joueur se constitue ainsi comme « le visage des antivax, car on imagine qu’il n'est pas vacciné ».

### Prises de position dans le monde du tennis

#### En tant que président du Conseil des joueurs
Novak Djokovic s'est déclaré en 2016 favorable à une nouvelle redistribution des gains de tournois. Il juge que les hommes devraient gagner davantage que les femmes pour un même tournoi. À ce titre, il déclare que « les statistiques montrent que le tennis masculin attire plus de monde. Selon moi, c'est l'une des raisons qui font que nous devons toucher plus [...] Tant qu'il y aura des données sur celui qui attire le plus de spectateurs, qui vend le plus de billets, il devrait être équitablement récompensé ».
Début 2018, en marge de l'Open d'Australie, il souhaite pour les joueurs une augmentation des rétributions. Il juge que, compte tenu de l'augmentation des dotations des tournois, le taux réservé aux joueurs doit augmenter car deviendrait trop faible. Selon la presse, il plaide pour la création d'un syndicat des joueurs permettant d'être plus présent dans les négociations avec l'ATP mais Novak Djokovic a démenti pour autant ces allégations. Si ce projet existe, il n'est toujours pas abouti. Néanmoins, l'idée a été reprise par Vasek Pospisil.
En 2019, en marge du tournoi d'Indian Wells, le départ du président de l'ATP Chris Kermode est annoncé à la suite d'un vote du conseil administration. Novak Djokovic, qui est membre du conseil en tant que président des joueurs est désigné tant par la presse que par des joueurs comme le responsable de cette décision. Défendant une augmentation des revenus des joueurs et dénonçant publiquement l’attitude de Chris Kermode de se ranger derrière les organisateurs de tournois peu favorables à cette mesure, Novak Djokovic fit en sorte que le vote de réélection du président de l'ATP soit en sa défaveur. Peu après, Rafael Nadal a critiqué cet échec électoral publiquement indiquant qu'« il est probable que ceux qui nous représentent au conseil des joueurs n'ont pas bien fait leur travail. Cela m'a déçu qu'on ne prenne pas la peine de m'appeler pour m'informer. » . Novak Djokovic, à travers cet incident, passe désormais pour un manœuvrier. Jean-François Caujolle, alors directeur de l'Open 13, dira de Djokovic « qu'il cherche le pouvoir [...] qu'il a une perspective pour l'avenir. [...] Il veut marquer le jeu et imposer sa vision de l'organisation ». Cette crise aura provoqué la réintégration de Roger Federer et Rafael Nadal au conseil des joueurs quelques mois après l'incident.
Du fait d'importants incendies début 2020 en Australie, Novak Djokovic envisage un report de l'Open d'Australie. Il déclare : « si les conditions affectent la santé des joueurs, oui il faut y penser. Mais c'est probablement la toute dernière option à envisager [...] car il y a un calendrier à respecter et beaucoup de choses sont en jeu. Mais la santé est une préoccupation pour moi et pour tout le monde ».
Durant la saison 2020 lourdement touchée par la pandémie de Covid-19, Novak Djokovic propose, dans une lettre ouverte, la création d'un fonds de soutien, financé par les 100 meilleurs joueurs en simple et les 20 meilleurs en double, à destination des joueurs professionnels classés entre les 250e et 700e places. Cette initiative, qui a été soutenue par Roger Federer et Rafael Nadal, fixe un barème dégressif suivant le classement des joueurs et permettrait de récolter plus d'un million d'euros. Cette proposition s'inscrit dans une levée de fonds plus globale puisqu'une demande de financement est aussi faite en parallèle à l'ATP et aux tournois du Grand Chelem.
Le 29 août 2020, il décide de démissionner de son poste de président du Conseil des joueurs en même temps que ses collègues John Isner et Vasek Pospisil pour créer une nouvelle association des joueurs, la Professional Tennis Players Association.

#### Professional Tennis Players Association
À son initiative et à celles du Canadien Vasek Pospisil et de l'Américain John Isner, le 29 août 2020 voit la création d'une association des joueurs, la Professional Tennis Players Association, crainte par l'ATP dès sa création. Roger Federer et Rafael Nadal déclarent publiquement ne pas soutenir ce projet.

#### Rachat du tournoi d'Amersfoort
En 2008, Novak Djokovic achète les droits de l'Open d'Amersfoort, aux Pays-Bas, pour le transférer à Belgrade.

#### Affaire de l'Adria Tour
Alors que le circuit ATP ne doit pas reprendre avant la fin juillet 2020 en raison de la crise du COVID-19, Novak Djokovic décide d'organiser l'Adria Tour, un évènement étalé sur plusieurs semaines à travers des pays des Balkans, moins touchés que l'Europe occidentale par l'épidémie, et réunissant plusieurs stars du tennis, dans un format de deux jours en toutes rondes avant une finale opposant les meilleurs de chaque groupe. La première étape, jouée à Belgrade en présence de public, est remportée par Dominic Thiem, Djokovic ne parvenant pas à se hisser en tête de son groupe après une défaite face à Filip Krajinović.
Le week-end suivant, les 20 et 21 juin, l'Adria Tour s'installe à Zadar et, dès le premier match, l'alerte est donnée. Dans son face à face avec Borna Ćorić, le Bulgare Grigor Dimitrov semble affaibli et abandonne. À son retour à Monaco, il est testé positif au Covid-19 et la finale de l'étape, qui devait opposer Andrey Rublev à Novak Djokovic, est annulée. De là, la décision de Djokovic d'organiser cet événement sans geste barrière et avec public, ainsi que les extras du tournoi (des sorties en boite de nuit, un match de basket, une journée pour les enfants, etc.) lui sont vivement reprochés. Dans les jours qui suivent, c'est au tour de Borna Ćorić et de Viktor Troicki d'être testés positifs, avant que le numéro un mondial ne soit également confirmé positif le mardi 23 juin. Si son image est d'ores et déjà écornée, aucune sanction n'est prévue contre l'organisateur, mais cet événement fait douter de la reprise du circuit, prévue pour août. Peu après l'annonce, divers joueurs du circuit, à l'image de Nick Kyrgios et Andy Murray, réagissent en critiquant l'organisation de cette compétition et en rappelant que des précautions devaient être prises.
Lors du confinement, Djokovic avait déjà pris plusieurs positions controversées. Il refuse l'idée d'une vaccination obligatoire contre le coronavirus, se positionne contre les mesures hygiéniques proposées pour l'US Open, diffuse des vidéos de sa reprise (considérée par certains comme trop précoce) sur les courts en Espagne et fait sur ses directs Instagram la promotion de produits et théories pseudoscientifiques,,.

### Engagements

#### Actions humanitaires

##### Le Novak Fund, devenu la Novak Djokovic Foundation
Novak Djokovic s'investit pour son pays, et pas seulement de façon sportive. En novembre 2007, le tennisman crée une organisation caritative, le Novak Fund, devenu la Novak Djokovic Foundation en février 2012. L'objectif de cette fondation est d'aider la Serbie et le peuple serbe à faire face à certaines difficultés car étant enfant, Djokovic a dû fuir avec sa famille les 80 jours de bombardement de Belgrade par les forces de l'OTAN. Il considère encore que cette période était la plus dure de sa vie. Aujourd'hui, la fondation s'oriente prioritairement vers les efforts pour l'éducation des enfants défavorisés. En mai 2014, il fait don de tous ses gains remportés lors de sa victoire au Masters de Rome à tous les sinistrés de son pays, victimes d'inondations sans précédent.
En 2012, Novak Djokovic a reçu le prix Arthur-Ashe pour le récompenser de son engagement humanitaire en raison de son statut d'ambassadeur de l'UNICEF, mais aussi pour l'importance de son association, la Novak Djokovic Foundation.
En 2017, il annonce l’ouverture d’un restaurant gratuit en Serbie pour les sans-abri et les personnes dans le besoin. Dans le communiqué, il précise : « L'argent n'est pas un problème pour moi. J'en ai gagné assez pour nourrir toute la Serbie. Je pense qu'ils le méritent après le soutien que j'ai reçu de leur part ».
En janvier 2020, il fait un don destiné à soutenir les victimes des feux de forêt en Australie.
En mars 2020, il fait don d'un million d'euros à la Serbie pour l'aider à lutter contre la pandémie de Covid-19 et fournir des équipements médicaux dans les hôpitaux. Il fait un autre don pour un hôpital situé à Bergame, une des villes les plus durement touchées en Italie.

##### Activités internationales
Novak Djokovic est membre du club des « Champions de la Paix », un collectif d'athlètes de haut niveau créé par Peace and Sport, organisation internationale basée à Monaco et œuvrant pour la construction d'une paix durable grâce au sport.
En juillet 2012, il est présent au siège de l'ONU pour l'instauration du 6 avril comme la Journée Internationale du Sport au service du Développement et de la Paix. Il fait partie des Sept Champions pour la Paix de Peace and Sport qui ont participé à une marche symbolique organisée par la principauté de Monaco pour marquer le 25e anniversaire de la Convention relative aux droits de l'enfant en 2015.
Il a été décoré en 2012 de l'ordre de l'Étoile de Karageorge, plus haute distinction serbe, ainsi que de la médaille vermeil de Monaco pour l'éducation physique et les sports, remise personnellement par le prince Albert.
La même année, le prince William de Galles lui a remis un prix pour son engagement humanitaire.

#### Rapport avec la Serbie
En octobre 2018, le père de Novak Djokovic, Srdjan, révèle qu'en 2006, il a été contacté par des représentants de l'Ambassade du Royaume-Uni ainsi que des représentants de leur fédération de tennis qui désiraient voir Novak Djokovic jouer pour la nation britannique en Coupe Davis avec Andy Murray. Pour cela, les Britanniques ont proposé beaucoup d'argent ainsi qu'une meilleure situation pour l'entrainement. Novak Djokovic a répondu qu'« il n'existe pas une seule force qui pourrait changer cette situation, nous sommes Serbes et nous le resterons jusqu'à la fin de notre vie ». Mais son amour pour son pays ne le referme pas dans la rancœur. Il déclare le 3 janvier 2019 pour Blic : « La guerre n'a rien apporté aux pays de Yougoslavie, aujourd'hui je regarde la Croatie, la Bosnie comme des pays frères. Merci beaucoup à Luka Modrić, pendant la coupe du monde j'ai toujours été derrière la Croatie. » Il déclare aimer passer ses vacances en Croatie avec sa famille, disant que les côtes croates sont les plus belles du monde, que les Croates sont accueillants et parce que les langues serbe et croate sont proches et qu'il existe une culture commune entre la Serbie et la Croatie.
Malgré le soutien et l’argent qu’il apporte[Comment ?] à la Serbie, Novak Djokovic est néanmoins résident monégasque depuis 2007, année de sa première apparition dans le top 10 mondial, ce qu'il justifie par la qualité des installations sportives et par la sécurité sur le rocher.[réf. nécessaire]

##### Liens avec l'Église orthodoxe serbe
Le 28 avril 2011, Novak Djokovic est décoré par l'Église orthodoxe serbe de la médaille de Saint-Sava du premier ordre : il fait souvent des dons importants pour la rénovation des monastères de Gracanica, des Saints-Archanges et surtout pour le monastère de Hilandar. Il déclare à cette occasion que c'est pour lui « le titre le plus important de sa vie, car avant d'être sportif, il est chrétien orthodoxe ». Le même jour, le ministre serbe des affaires étrangères Vuk Jeremić délivre à tous les joueurs et joueuses de tennis serbes un passeport diplomatique, afin de faciliter leurs déplacements à l'étranger.
En 2019, il participe à la sauvegarde d'une chapelle serbe située à Nice.

### Investissements
En juin 2020, Djokovic cofonde QuantBioRes, une entreprise de biotech danoise qui recherche un traitement contre la Covid-19.

## Distinctions
Novak Djokovic a reçu de nombreux prix au cours de sa carrière, par des instances officielles (ATP) comme officieuses (médias, fondations), en vertu à la fois de ses résultats sportifs et de sa personnalité (fair-play, disponibilité envers les médias).

### Pour ses résultats sportifs
- Champion du monde de tennis en 2011, 2012, 2013, 2014, 2015, 2018, 2021 et 2023 par la Fédération internationale de tennis[364],[365].
- Prix du Joueur de l'année en 2011, 2012, 2014, 2015, 2018, 2020, 2021 et 2023 aux ATP Awards.
- Prix du Come-back de l'année en 2018 aux ATP Awards.
- Prix du Joueur s'étant le plus amélioré en 2006 et 2007 aux ATP Awards.
- Prix de l'Entraîneur de l'année pour son entraîneur Marián Vajda en 2018 aux ATP Awards.
- Prix du Sportif mondial de l'année en 2012, 2015, 2016, 2019 et 2024 par la Fondation Laureus[366].
- Prix du Sportif de l'année en 2007, 2010, 2011, 2013, 2014, 2015, 2018, 2019 et 2020 par le Comité olympique de Serbie.
- Prix du Tennisman serbe de l'année en 2006, 2007, 2008, 2009, 2010, 2011, 2012, 2013, 2014, 2015, 2016, 2017, 2018, 2019, 2020 et 2021.
- Prix du Sportif international de l'année en 2011 par la rédaction sportive de la BBC.
- Prix du Sportif de l'année du site français Eurosport en 2011[367], 2015[368], 2021 et 2023.
- Badge d'or du journal serbe DSL Sport en 2007, 2010, 2011 et 2015[369].
- Prix de l'Athlète de l'année de l'Association de la Presse Sportive Internationale (AIPS) en 2011.
- Prix Frank Taylor Athlète européen de l'année de l'Association de la Presse Sportive Internationale (AIPS) en 2011, 2012 et 2015[370].
- Prix Golden Bagel Award en 2011, 2012, 2013 et 2015.
- Prix Bourgeon en 2007.
- Meilleur match de Grand Chelem / Coupe Davis / Jeux olympiques de l'année en 2011[371], 2012[372], 2013[373], 2014[374], 2019[375], 2020[376] et 2021[377].
- Meilleur match ATP de l'année en 2011[378], 2012[379], 2013[380], 2018[381], 2019[382] et 2020[383].
- Prix du Sportif masculin de l'année de l'Académie des sports américaine en 2011 et 2014.
- Prix ESPY du meilleur joueur de tennis en 2012, 2013, 2015, 2016, 2021 et 2023 par ESPN[384].
- Vainqueur de l'US Open Series en 2012.
- Prix May Award (plus prestigieux prix sportif en Serbie) par l'Association Sportive de Serbie[385].
- Prix Pride of the Nation par la Fédération serbe de tennis[386].
- Prix d'engagement à la Coupe Davis en 2013[387].
- Prix du Sportif de l'année par la United States Sports Academy en 2011 et 2014.
- Prix du Sportif européen de l'année par la Polish Press Agency (PAP) en 2011, 2015, 2018 et 2021[388].
- Prix Champion des champions par l'EFE, la principale agence de presse espagnole, en 2015[389].
- Prix Marca Leyenda décerné en Espagne par le quotidien Marca pour le meilleur sportif du moment en mai 2016[390].
- Prix Champion des champions de L'Équipe en 2021[391] et 2023.
- Prix de l'Athlète balkanique de l'année en 2011, 2012, 2013, 2014, 2015, 2019 et 2021[392],[393].
- Prix du Joueur de la décennie : 2010s par le magazine Tennis.

### Autres distinctions
- Prix Arthur Ashe (humanitaire de l'année) en 2012 par l'ATP lors des ATP Awards.
- Prix Personnalité sportive de l'année en 2011 par la BBC[394].
- Ordre de Saint-Sava du premier degré par le patriarche serbe Irénée.
- Ordre de l'Étoile de Karageorge par le président serbe Boris Tadić[395].
- Ambassadeur de l'UNICEF en août 2015[396].
- Médaille Vermillon pour l'éducation physique et les sports par Albert II de Monaco.
- CQ ACE de l'année en 2011[369].
- Prix du Centre d'admiration des jeunes britanniques par le duc de Cambridge, le prince William.
- Ordre de la république serbe de Bosnie par le président de la république serbe de Bosnie, Milorad Dodik.
- Citoyen d'honneur des villes de Zvečan[397] et de Nikšić.
- Clés de la ville d'Andrićgrad par le réalisateur et fondateur de la ville Emir Kusturica[398].
- Prix Homme de l'année en 2014 par le Večernji list bosnien pour ses actions pour les victimes des inondations en mai.
- Membre honoraire de l'Alliance nationale serbe (SNS) en août 2015[399].

### Hommages
En 2021, des scientifiques du Monténégro nomment une espèce d'escargot nouvellement découverte Travunijana Djokovici. En 2022, des scientifiques de Serbie donnent le nom de Duvalius Djokovici à une espèce d'insecte.